# Sistema del Trave
Le sistema del Trave (en français le système du Travé et en asturien el sistema'l Trabe) est une cavité naturelle à dominante verticale qui s'ouvre dans le massif central des Pics d'Europe, commune de Cabrales, communauté autonome des Asturies en Espagne. Le système compte parmi les plus profonds gouffres mondiaux avec une dénivellation totale de 1441 m. Trois entrées, notées T2 (alt. : 1917 m), T10 (alt. : 2042 m) et T13 (alt. : 1975 m), permettent d'accéder au système.

## Spéléométrie
Le développement de la cavité est de 9 167 m, en août 1989, pour une dénivellation de 1 441 m. C'est la 3e cavité la plus profonde d'Espagne (cf. Liste des plus profondes cavités espagnoles) et la 15e cavité mondiale par la profondeur (cf. Liste des plus profondes cavités mondiales).

## Documents topographiques

Synthèses topographiques
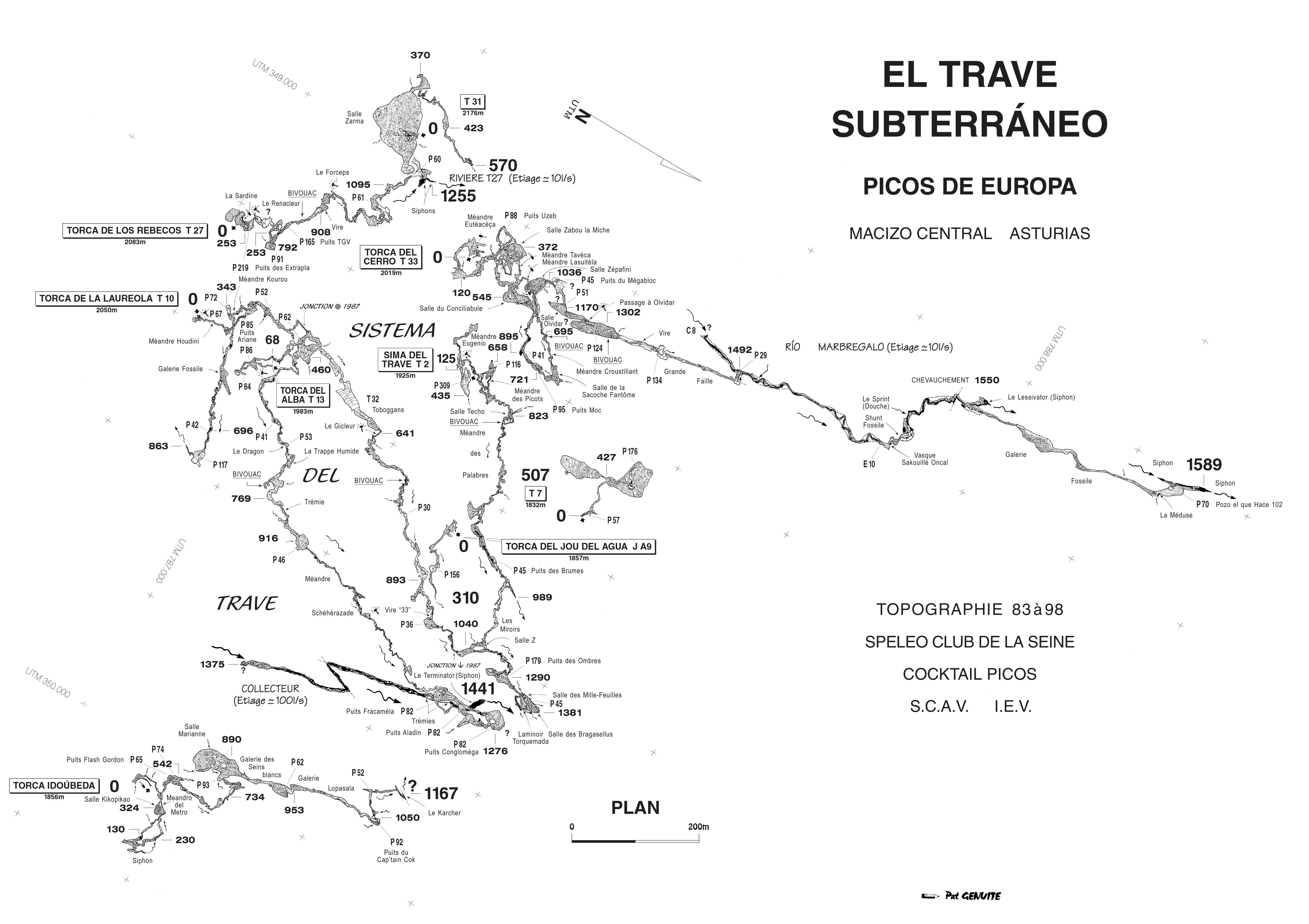
Plan général du système souterrain du Travé, travaux topographiques de 1983 à 1998.
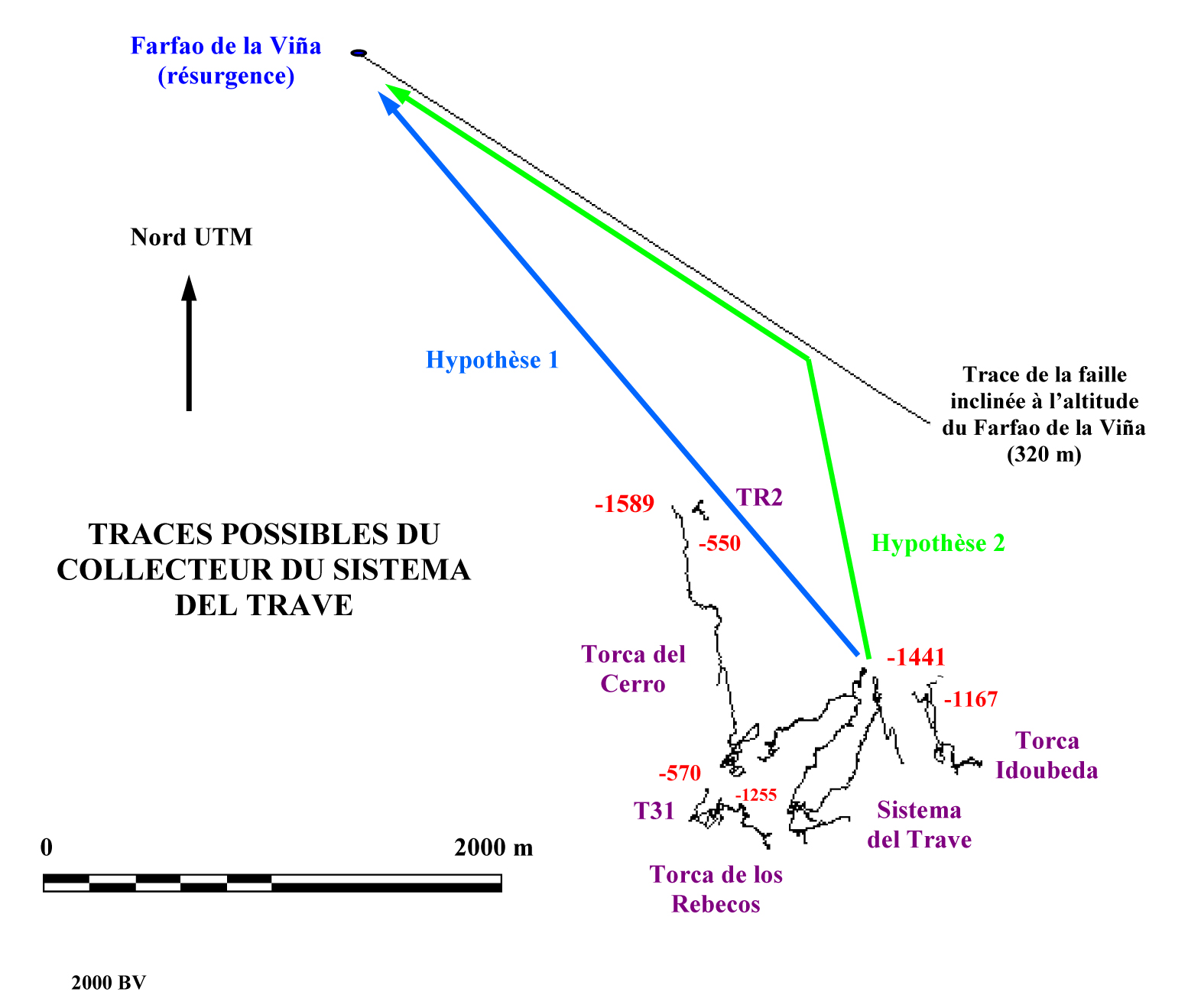
Plan des gouffres de la zone du Travé et de la résurgence présumée du Farfau de la Viña, 2000.
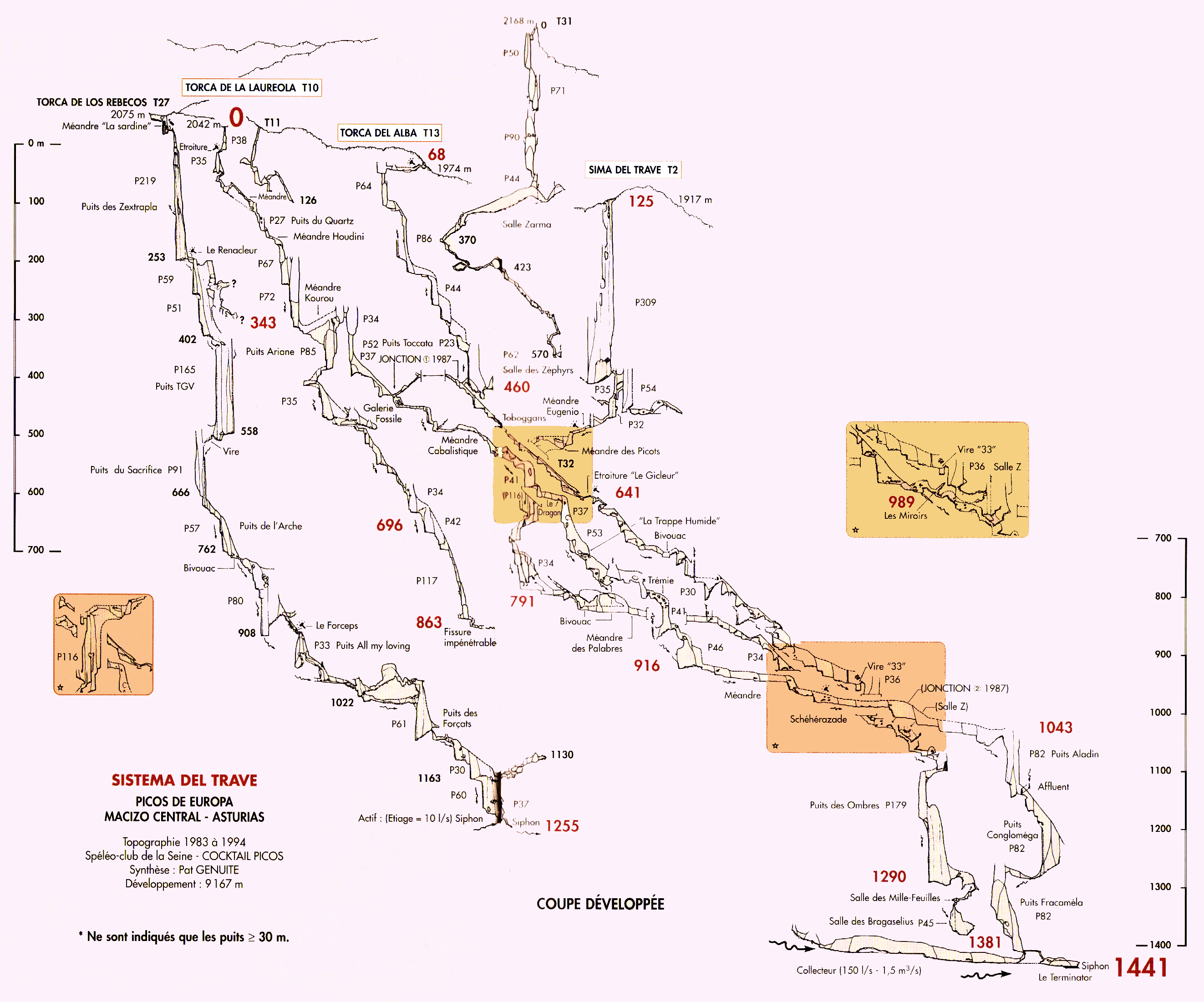
Coupe des gouffres de la zone du Travé. Topographie 1983-1994.
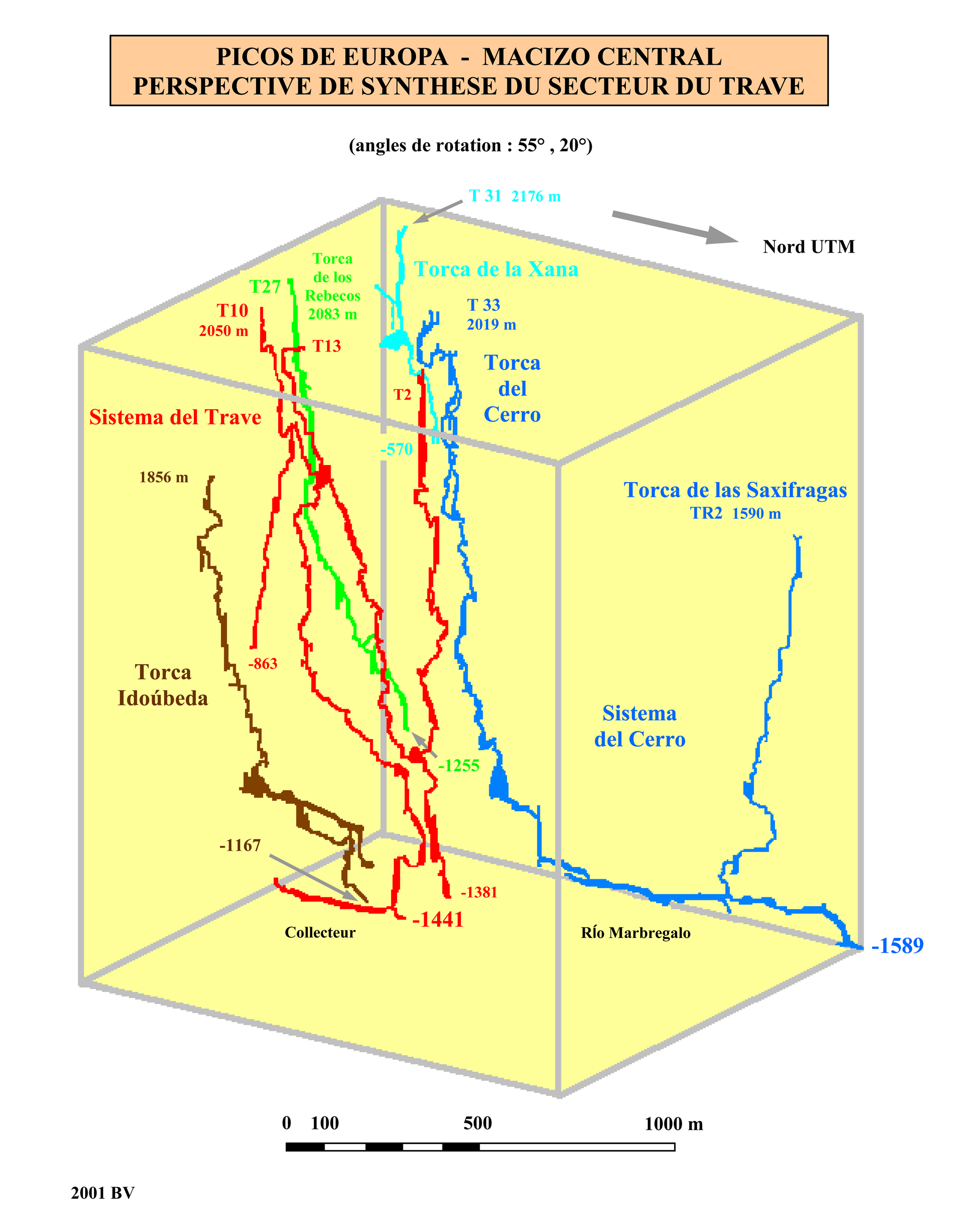
Perspective des différents gouffres du Travé, vue 3D 2001.

## Géologie et spéléogenèse

### Contexte géologique
La structure géologique générale du massif des Pics d'Europe est constituée d'un empilement d'écailles charriées du nord au sud lors de l'orogenèse hercynienne. Sur une puissance d'environ 1000 m, les calcaires dits Caliza de montaña présentent deux formations du Carbonifère appelées Barcaliente (Namurien) et Valdeteja (Westphalien A). Dans le secteur du Travé, les écailles calcaires n'ont qu'une épaisseur d'environ 500 m correspondant à une colonne stratigraphique initiale tronquée de moitié. Le massif est affecté par de grands accidents géologiques, les chevauchements, qui ont parfois joué un rôle dans l'organisation des réseaux. L'inclinaison de ces chevauchements, orientés vers le nord, est de 50° en moyenne.
Le niveau de base local est défini par la vallée du Cares au fond de laquelle on trouve les principaux points d'émergence du massif. La plus importante source est celle du Farfau de la Viña (alt. 320 m), située à 3500 m plus au nord et 280 m plus bas que le fond du système du Travé. Ce qui représente une pente d'environ 8 %, sensiblement la même que celle du collecteur souterrain.
Dans ce système, de nombreux conduits empruntent des plans de chevauchements, notamment entre les cotes -300 et -1050 m. Selon les cas, il s'agit de grandes galeries déclives comme les Toboggans du T13 ou encore de système puits-méandres dont le toit est formé par le plan de chevauchement. Le profile en long de ces puits-méandres présente une pente régulière qui est la même que celle du chevauchement. Les relevés topographiques ont d'ailleurs montré le contrôle du plan de chevauchement dans la spéléogenèse et également permis de préciser son inclinaison à 51° et sa direction à 7° (Cocktail Picos et al., 1999).

Contexte géologique
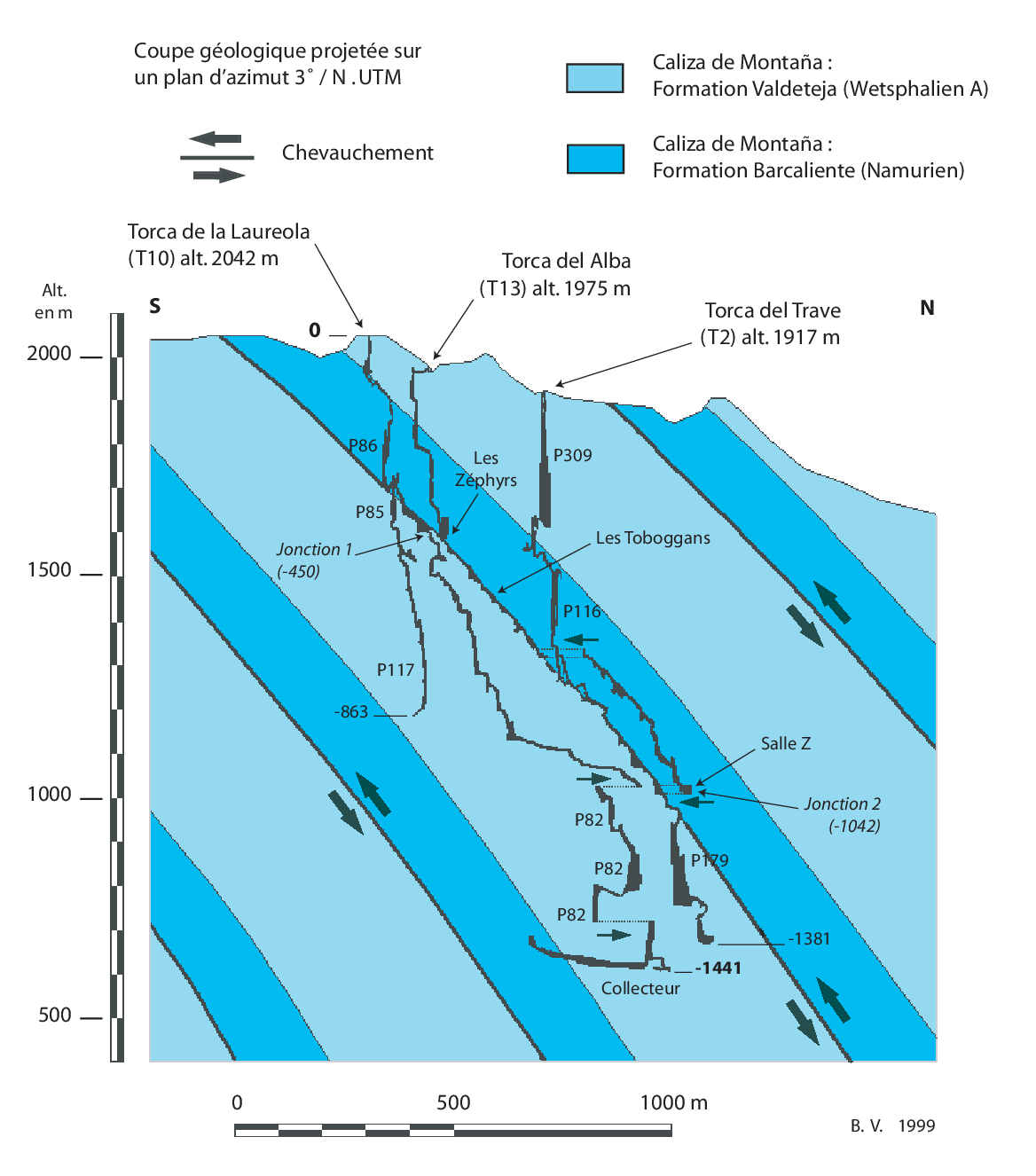
Coupe géologique du système du Travé, 1999.
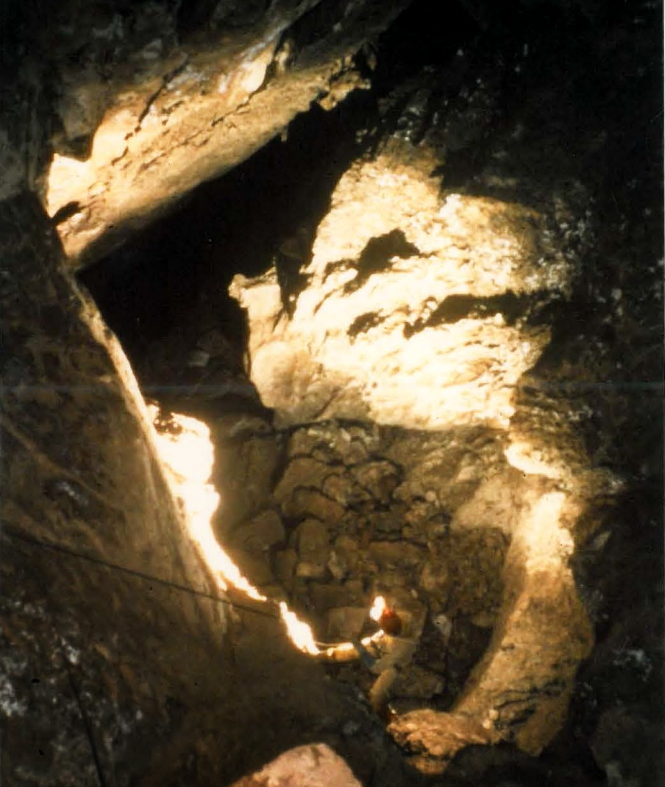
Puits creusé dans le chevauchement vers -770 m (T2).
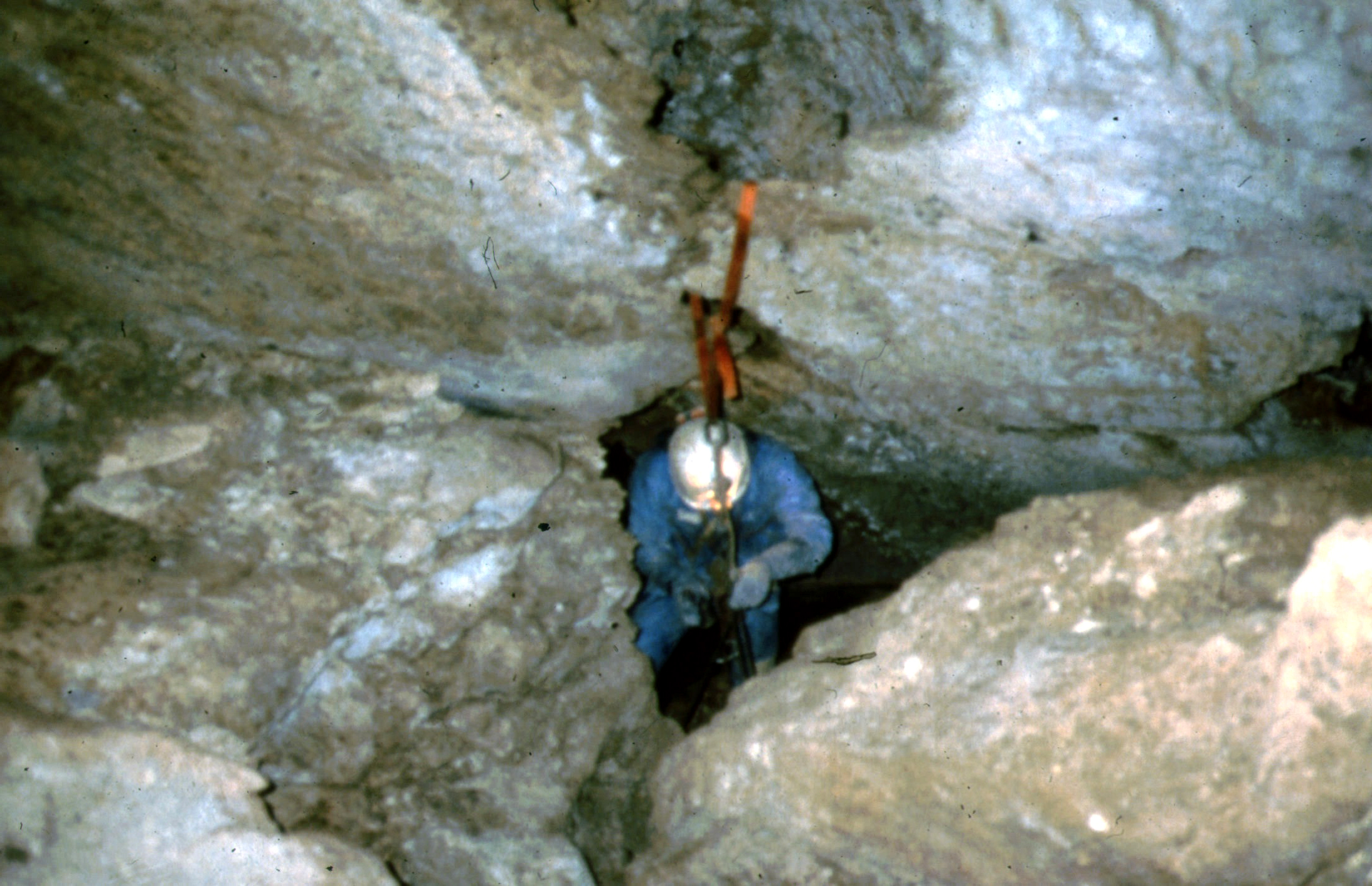
Amarrage dans un trou naturel du plan de chevauchement vers -680 m (T2).
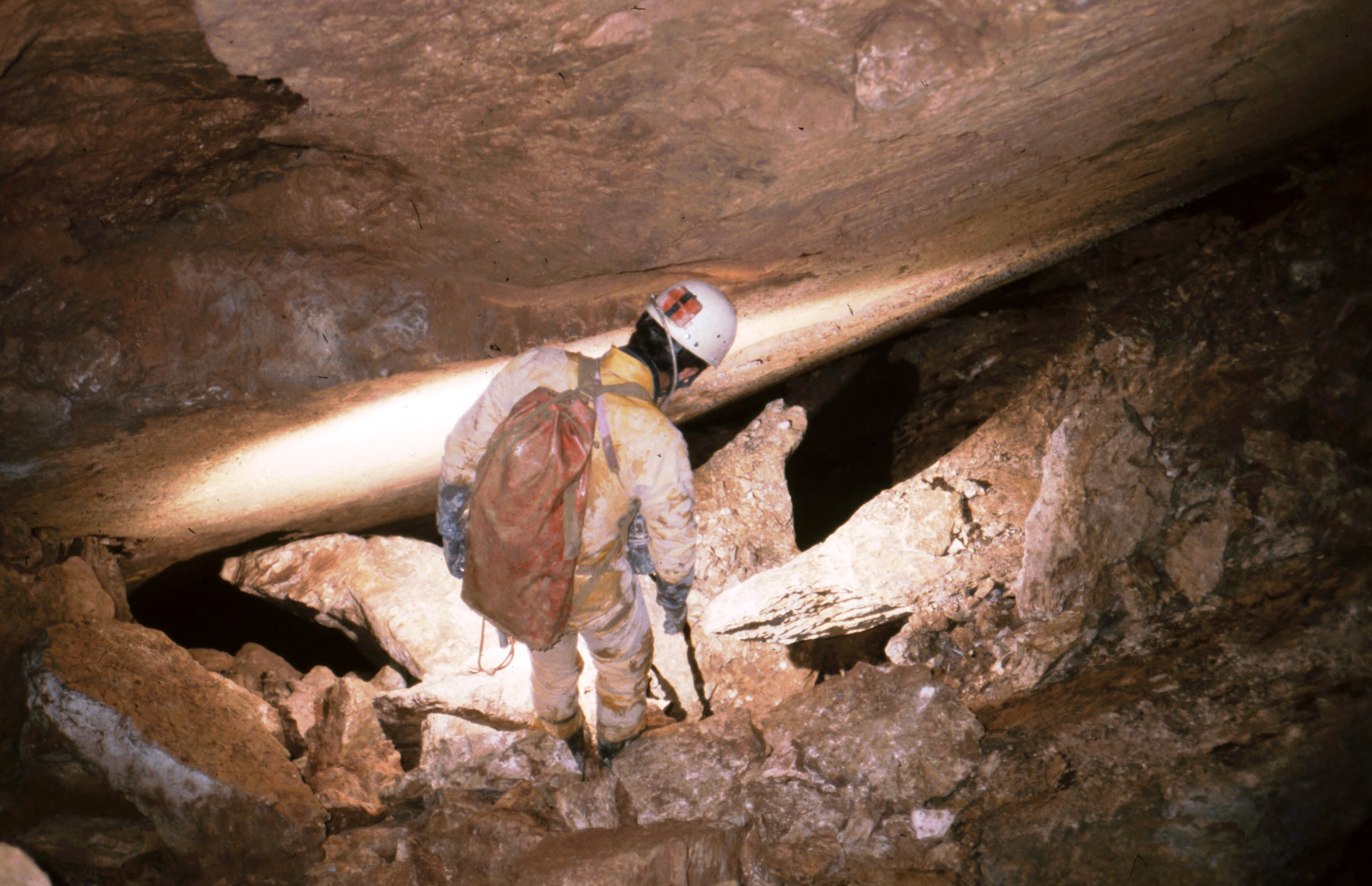
Le toit de la galerie correspond au plan de chevauchement (-470 m) du T13 (Torca del Alba).
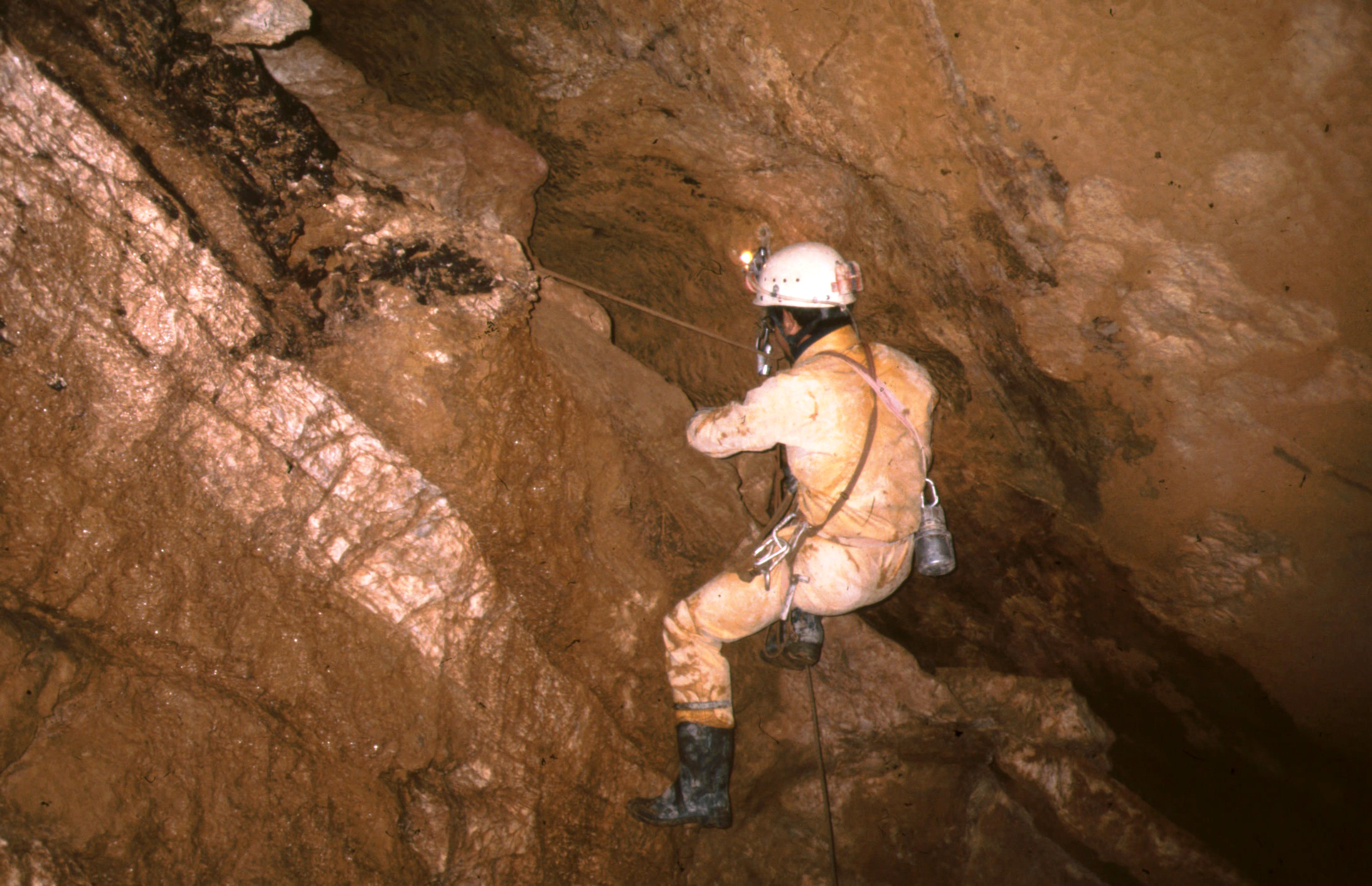
Le passage du Gicleur (-573 m) est ouvert dans le chevauchement (T13).

### Les puits et banquettes de méandre
Les chevauchements sont des discontinuités majeures qui ont surtout été exploitées par les anciens écoulements du système du Travé. Initialement, l'eau a emprunté le plan de chevauchement, puis des ressauts et des puits ont érodé le calcaire sous-jacent en créant des séries de puits-méandres. Ces puits-méandres évoluent par érosion régressive, c'est-à-dire en creusant toujours plus profond vers l'amont par recul successif des cascades. Les puits ont une forme caractéristique dite en éteignoir : ils sont assez étroits au sommet et plus larges à leur base. Ces formes en éteignoir résultent des embruns corrosifs des cascades qui éclaboussent et affectent d'abord les parois situées au bas des puits, tandis que le sommet, qui canalise l'eau, est préservé des aérosols. La forme de conduits la plus intéressante pour l'explorateur est celle des banquettes de méandre qui permettent aux spéléologues de progresser facilement dans un espace plus large. L'érosion étant régressive, des banquettes « remontantes » indiquent une progression vers l'aval. Les spéléologues connaissent bien ces banquettes de méandre à « contre-pente » et peuvent en déduire facilement le sens des écoulements.
Sous-terre, l'utilisation de l'indice géomorphologique des banquettes a été couronnée de succès à maintes reprises, notamment dans le méandre Kourou de la Torca de la Laureola (T10). Dans cette cavité vers - 380 m, on remonte des banquettes sur 30 m de dénivellation sur une distance horizontale de 55 m (Cocktail Picos et al., 1999). Cette remontée a permis de progresser vers le nord pour atteindre le toit du chevauchement et découvrir au-delà le cours fossile emprunté par d'anciennes circulations (capture du méandre Kourou). La liaison entre les gouffres T10 et T13 n'est pas due au hasard, mais résulte d'une ancienne connexion hydrogéologique entre les deux réseaux, au cas particulier, il s'agit d'un phénomène de capture.

Les puits et banquettes de méandre
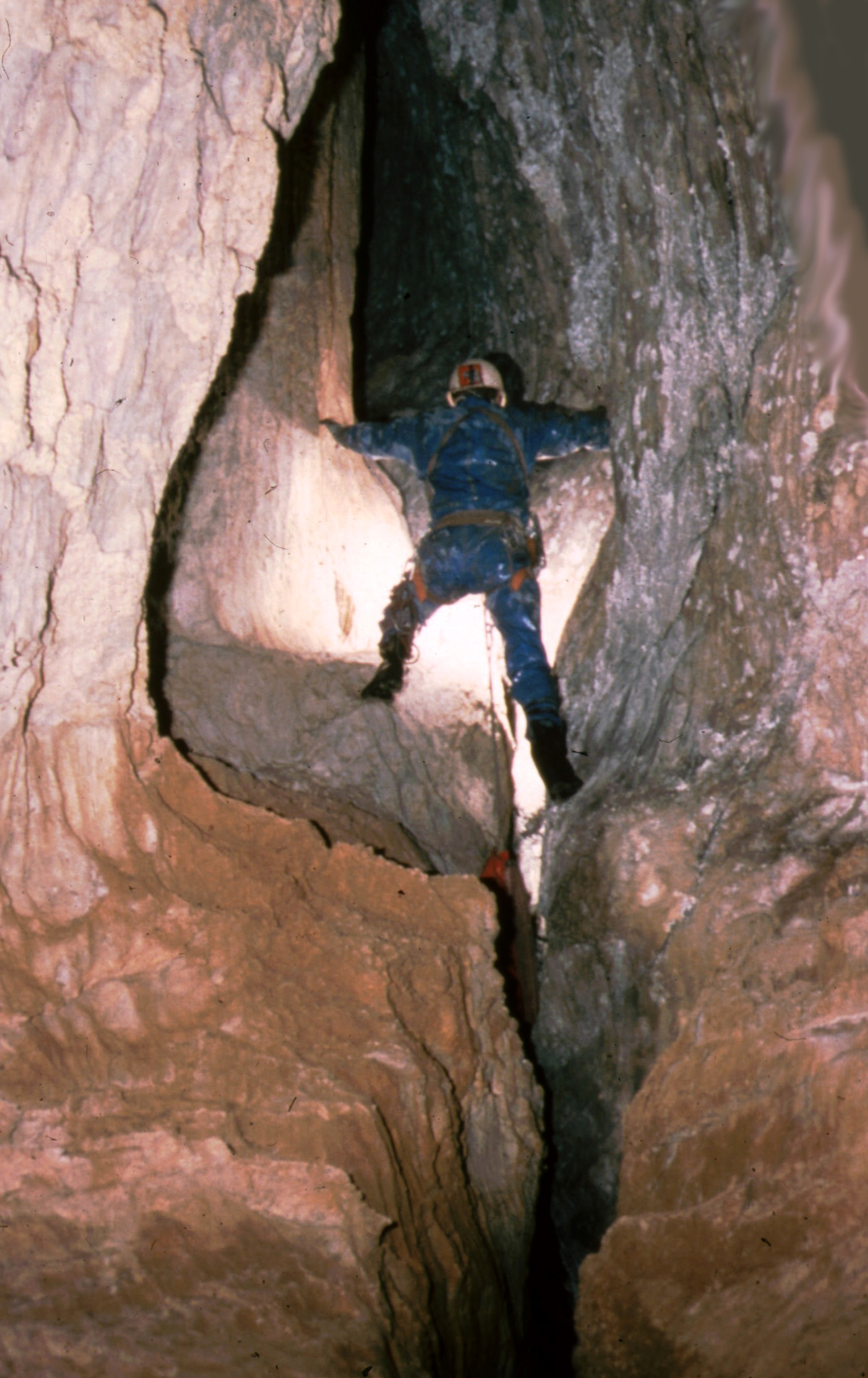
Le méandre des Picots vers -400 m (T2).
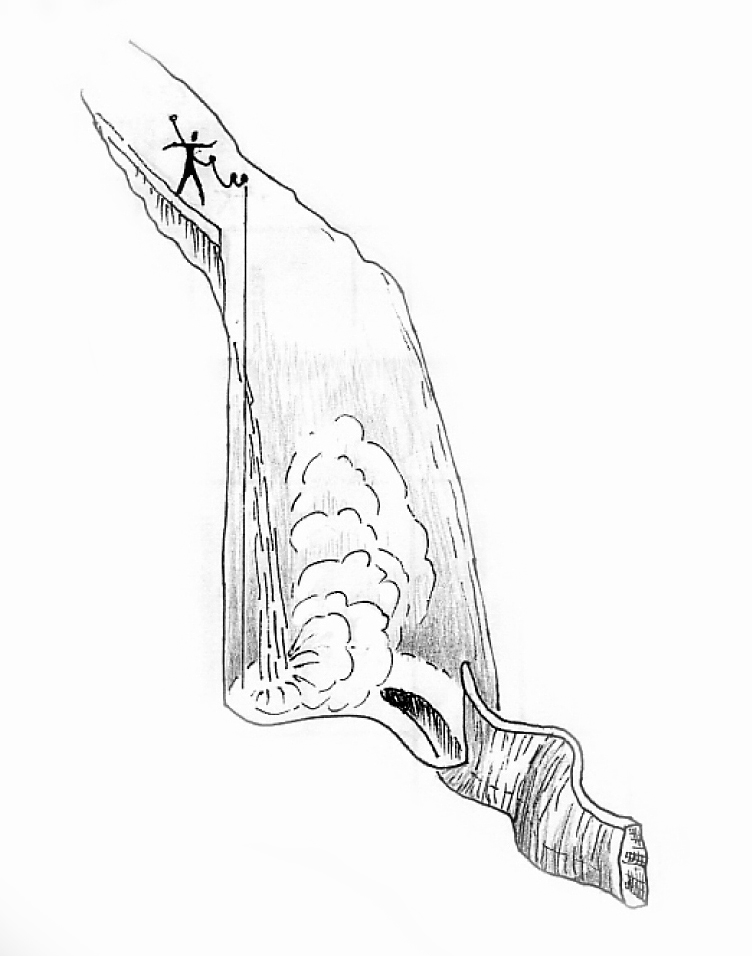
Puits en crue affecté par les embruns (corrosion pariétale).
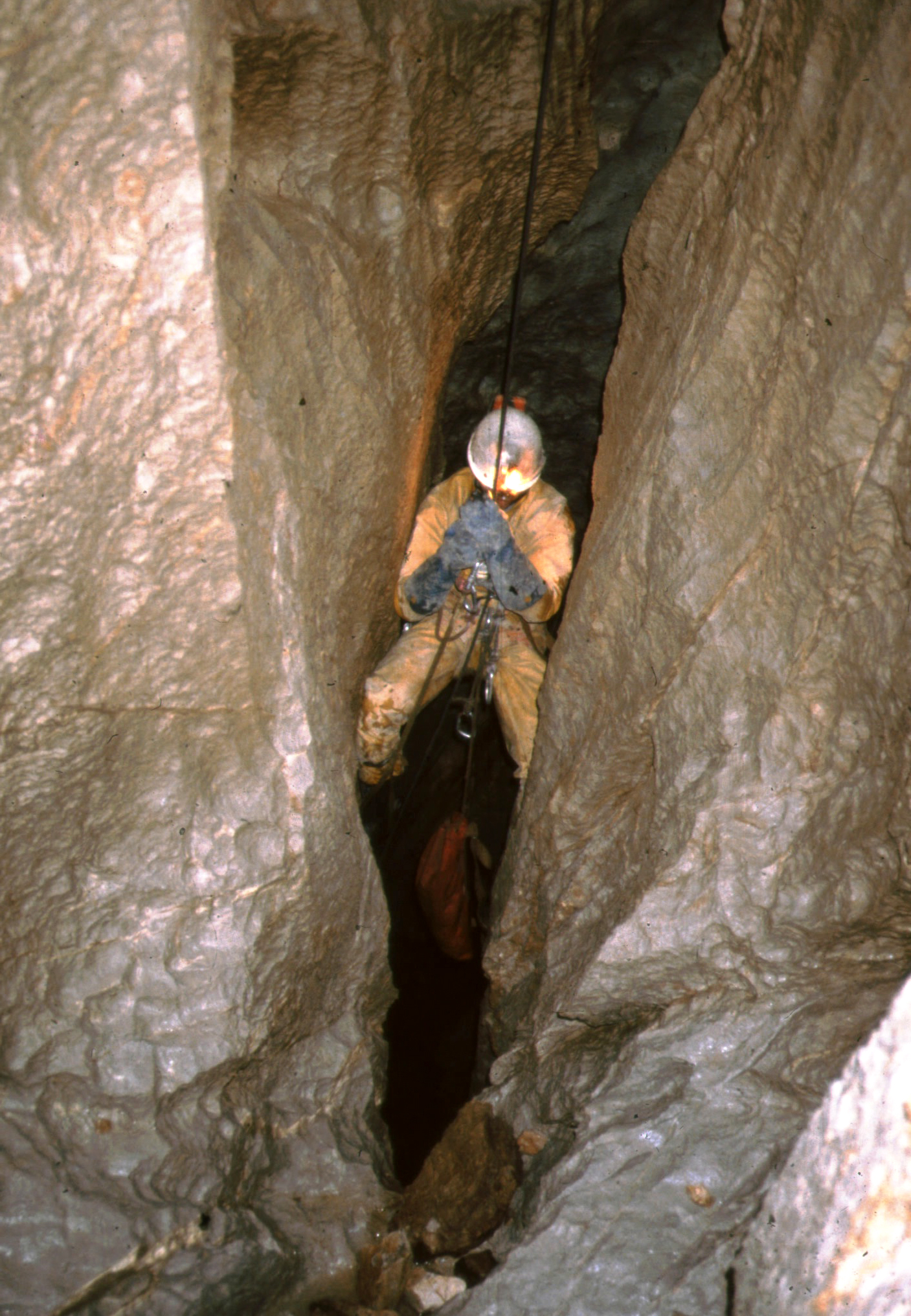
Sommet de puits étroit dans le gouffre T2.
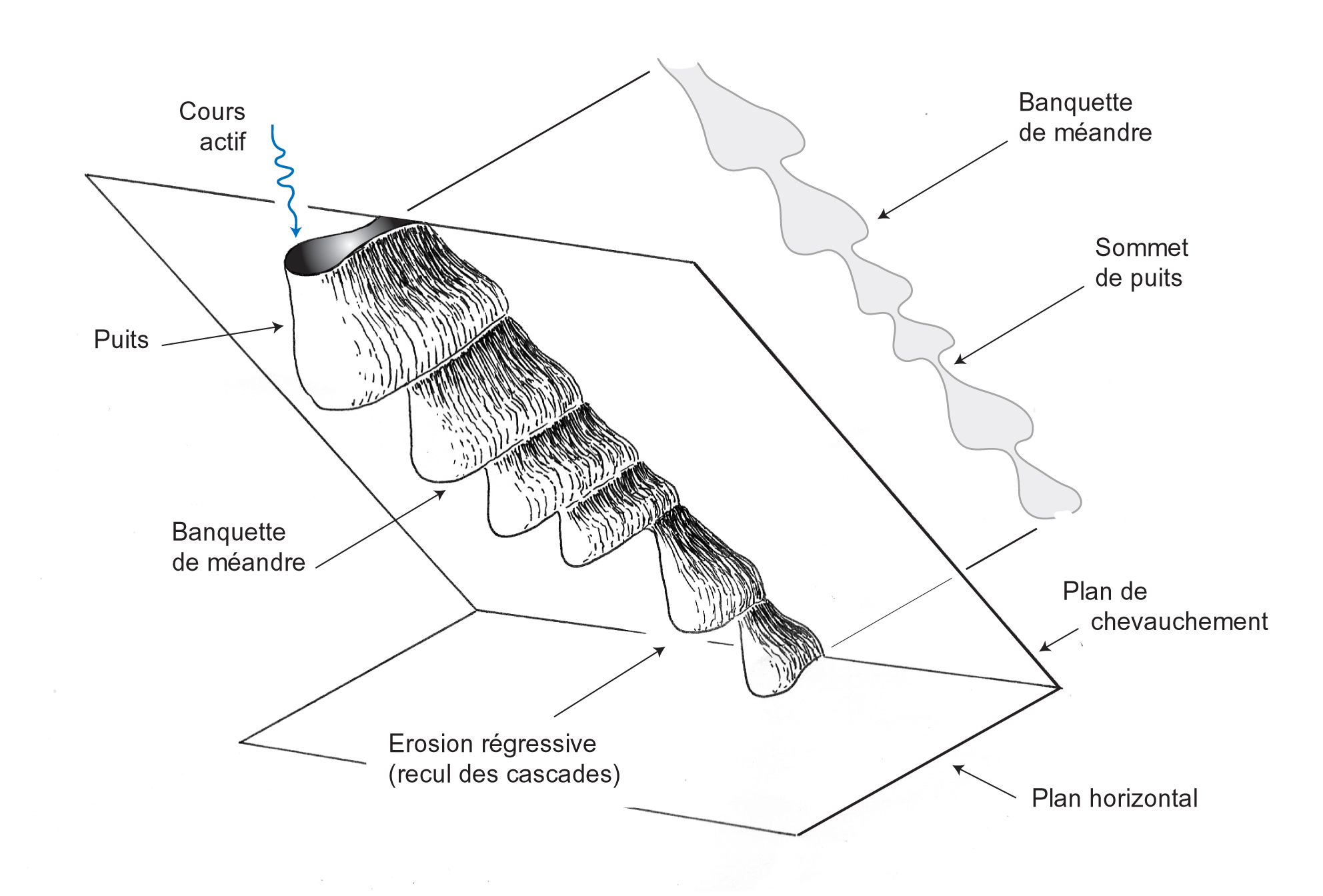
Formation des banquettes de méandre par recul successif des cascades (érosion régressive) à partir du plan de chevauchement.

### Captures hydrogéologiques et plan de chevauchement
Le massif des Pics d'Europe sont très exposés au vent d'ouest venus de la mer ; chaque hiver les parties sommitales sont bien enneigées et les eaux infiltrées dans les calcaires alimentent au printemps de puissantes émergences. Le bassin hydrographique régional est relié à l'océan Atlantique par de profonds canyons. Dans les gorges du Cares, le Farfau de la Viña, résurgence présumée du système du Travé, draine environ la moitié du massif central avec un module annuel estimé à 3 m3/s (Vidal et al., 1986). Dans les parties hautes du massif, le relief karstique est fortement affecté par un modelé glaciaire et de nombreuses roches moutonnées attestant la présence d'un ancien glacier (Jou Llengu). Toutefois, les grandes discontinuités des calcaires carbonifères sont à l'origine de vastes dépressions appelées jous, alignées selon un axe est-ouest correspondant à celui des chevauchements.
Sous terre, ces accidents tectoniques majeurs ont également joué un rôle dans l'organisation des réseaux, du moins dans la partie supérieure correspondant au transfert vertical des eaux. L'organisation des réseaux, et notamment les différentes captures observées sous terre, montrent que ces accidents géologiques (chevauchements) ont été les premières discontinuités à être exploitées par les circulations souterraines. Les conduits originels qui se développent dans le plan incliné du chevauchement ont une section triangulaire dont un des côtés correspond au toit du conduit. Ces tout premiers conduits assez étroits ont permis de relier le gouffre T10 à celui du T13. Les anciens écoulements du T10 se poursuivaient au-delà dans le gouffre T13 par une série des toboggans creusés dans le plan de chevauchement. Les séries de puits-méandre qui se développent plus aval jusqu'à la salle Z sont également contrôlées par le plan de chevauchement. Le réseau du T13 est en fait un cours d'eau souterrain dont le bassin amont a été capturé par ceux du T10. Actuellement, on compte quatre branches hydrogéologiques distinctes dans le système du Travé qui résultent d'au moins trois phénomènes de capture. Il s'agit des captures de Kourou (T10 - Nouvelle branche), des Zéphyrs (T10-T13) et des Miroirs (T2-T13), lesquelles ont permis la réunion des différentes branches en un seul et même système.

Captures et chevauchement
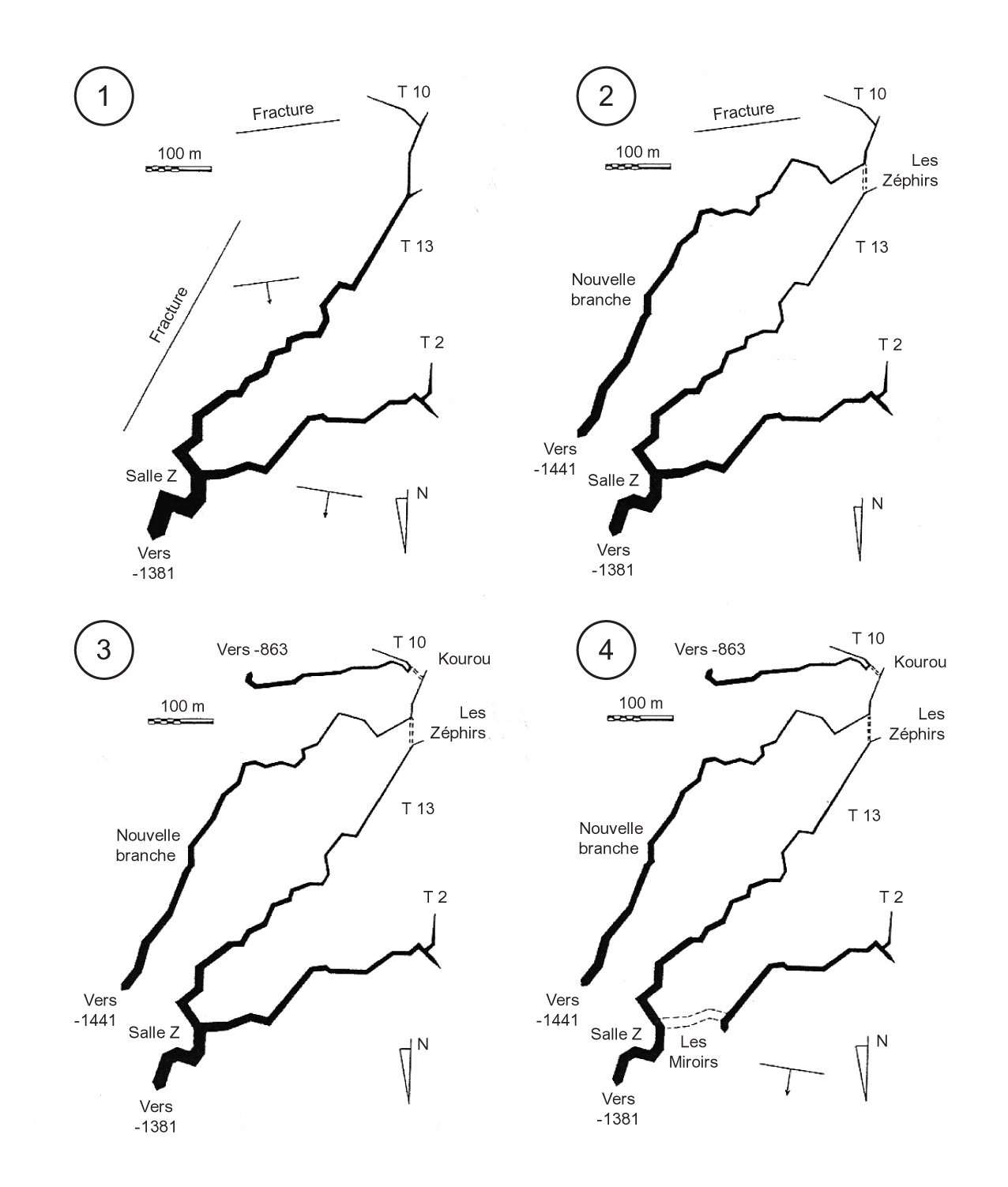
Évolution des réseaux hydrogéologiques du Travé affectés par les captures.
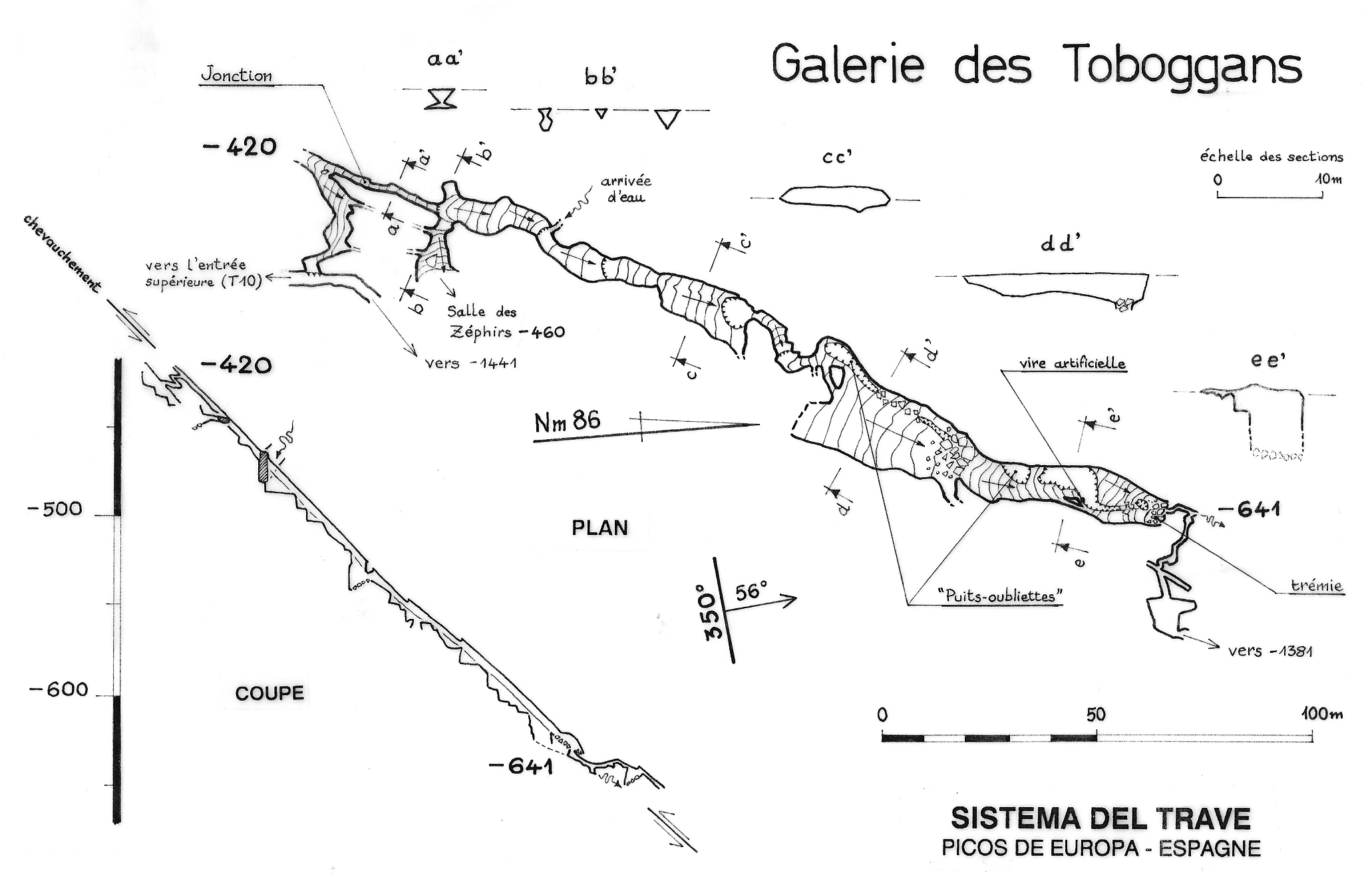
La galerie des Toboggans (T13) est entièrement creusée dans le plan de chevauchement.
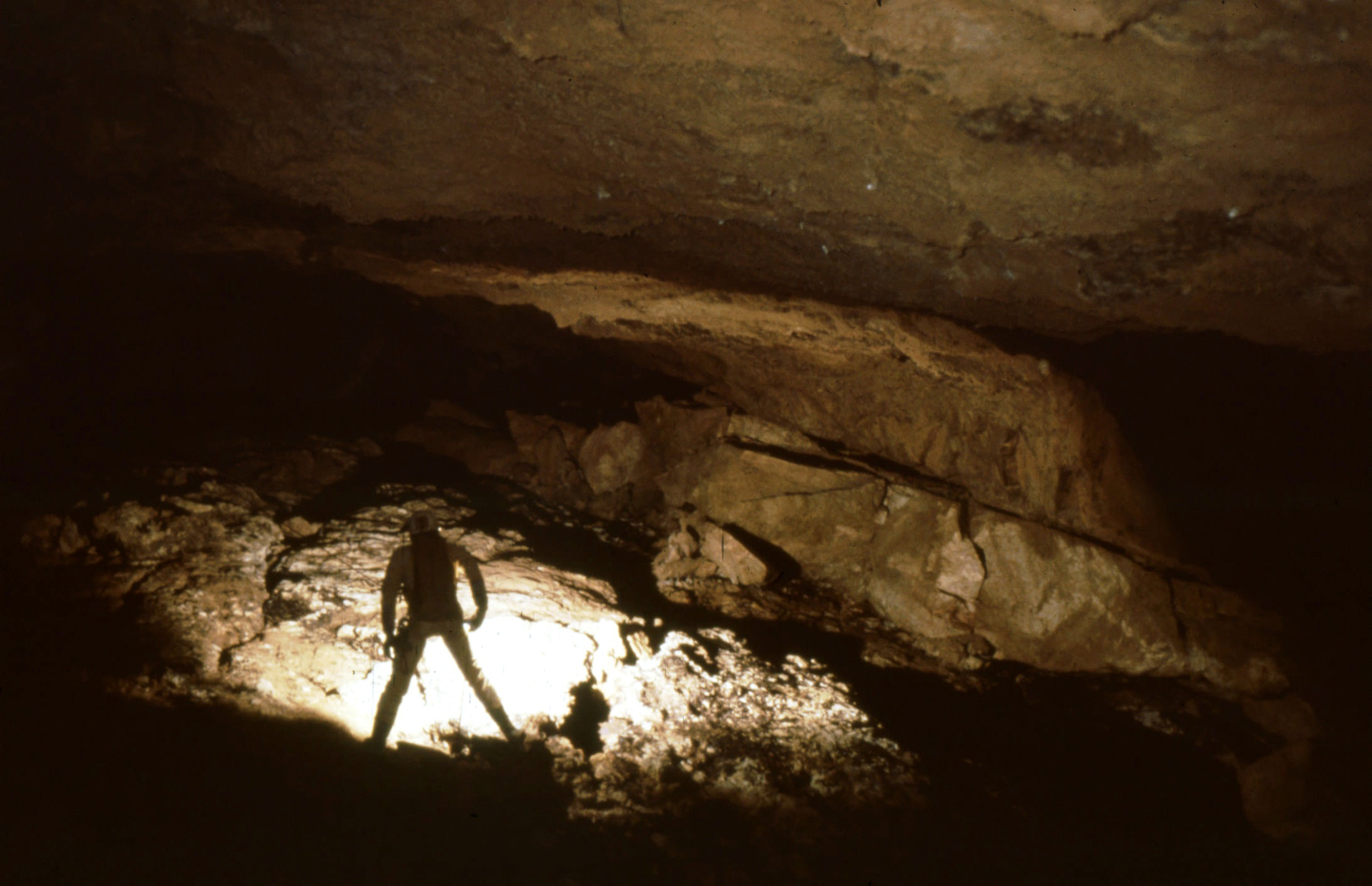
Galeries creusées dans le chevauchement, les Toboggans vers -520 m du T13 (Torca del Alba).
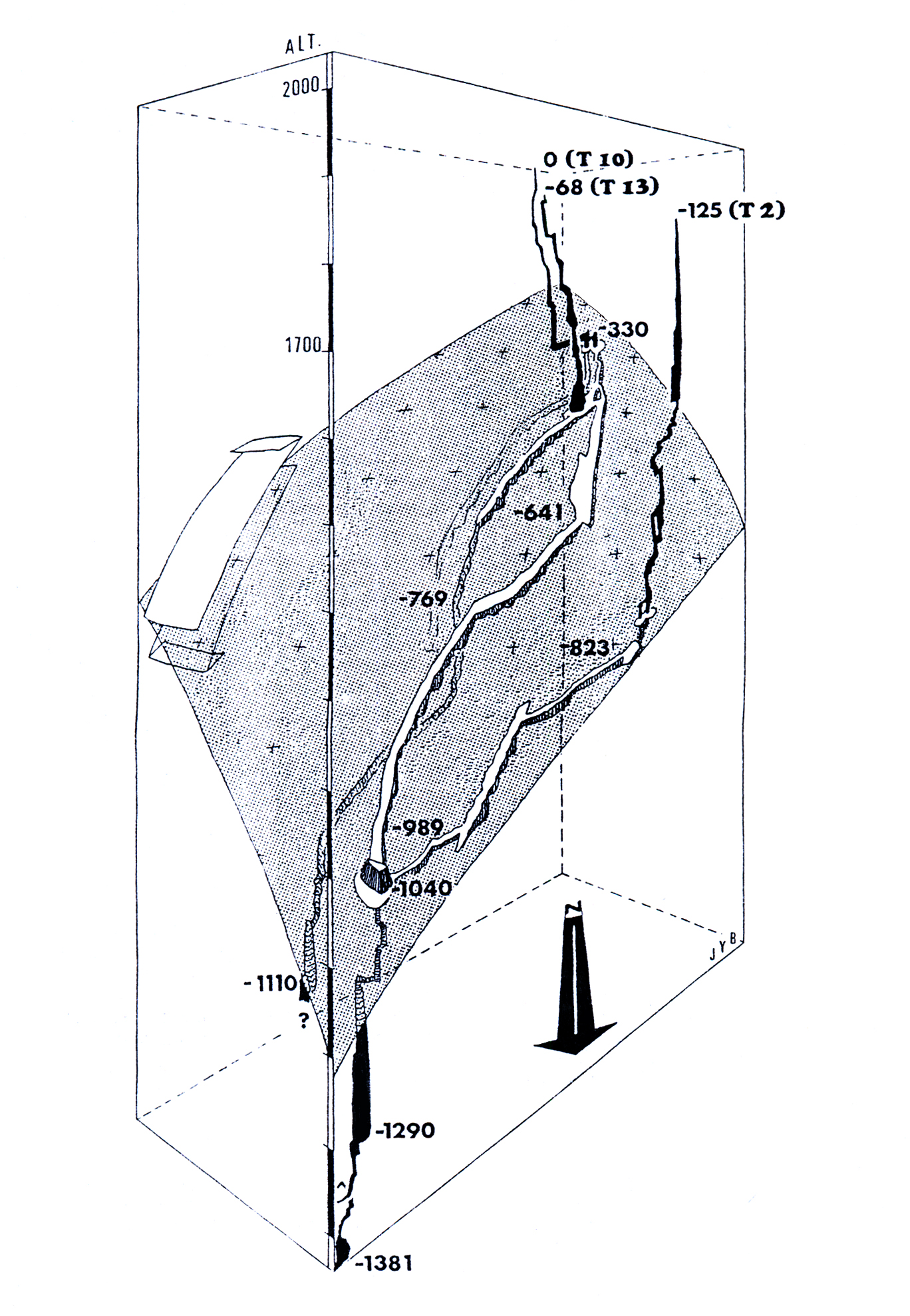
Le plan de chevauchement et le système du Travé en 1988.
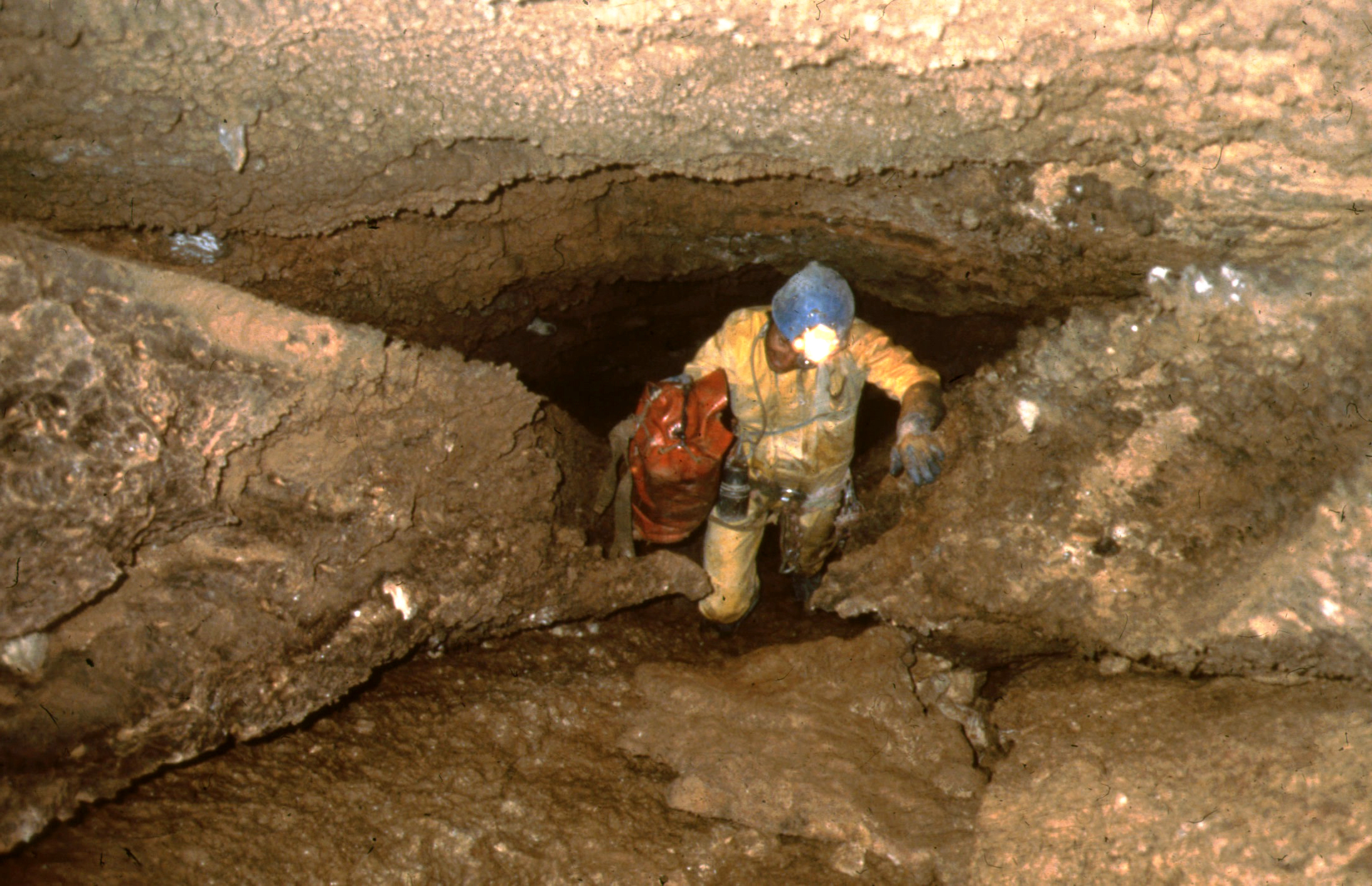
Conduit originel creusé dans plan de chevauchement (jonction T10-T13 près de la salle des Zéphyrs vers -400 m).

### Remplissages détritiques
Des accumulations importantes de remplissages ont été observées dans les parties profondes du gouffre, notamment dans la Nouvelle branche du T10 qui mène à -1441 m et dans la branche du T2 qui mène à -1381 m. Ces remplissages s'étagent sur environ 200 m de dénivellation au-dessus du niveau du siphon terminal. Seuls, ceux de la branche du T2 (1381 m) ont fait l'objet d'une description. Ils se présentent comme un empilement de couches de graviers roulés et de limons déposés selon une stratification horizontale. La topographie a montré que ces remplissages étaient contenus dans un volume qui correspond à celui d'un puits vertical. Les lamines des limons correspondent à des phases de décantation, tandis que les couches de graviers roulés attestent de circulations à plus forte compétence. Il faut probablement attribuer ces dépôts sédimentaires à une période ancienne, car des écoulements souterrains postérieurs ont perforé et traversé ces remplissages pour rejoindre plus bas le cours actuel de la rivière souterraine. La salle des Mille-feuilles est entièrement creusée dans les remplissages et constitue l'un des sites les plus remarquables de la cavité.

Remplissages
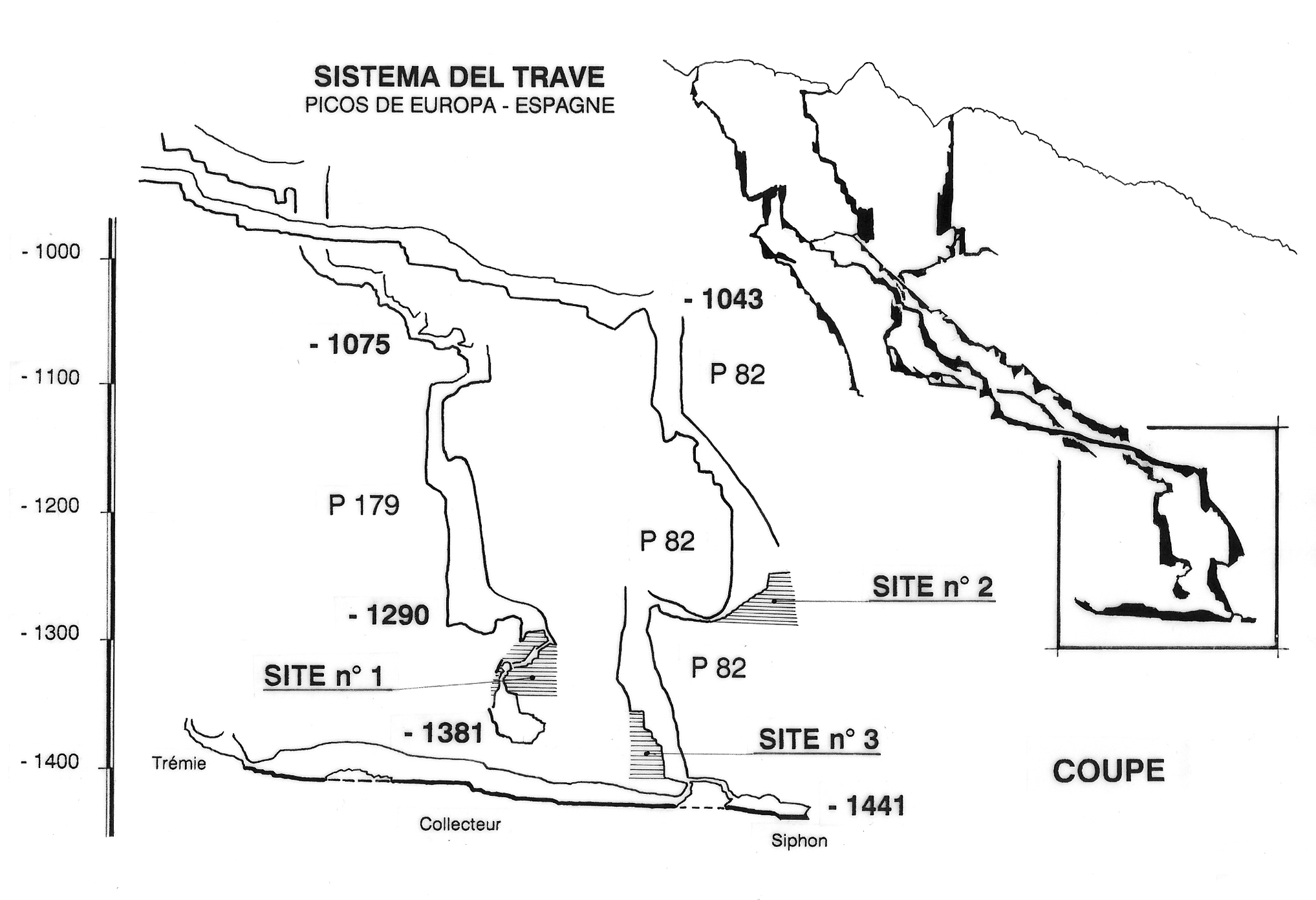
Coupe du Sistema del Trave indiquant les différents sites de remplissages piégés dans la cavité.
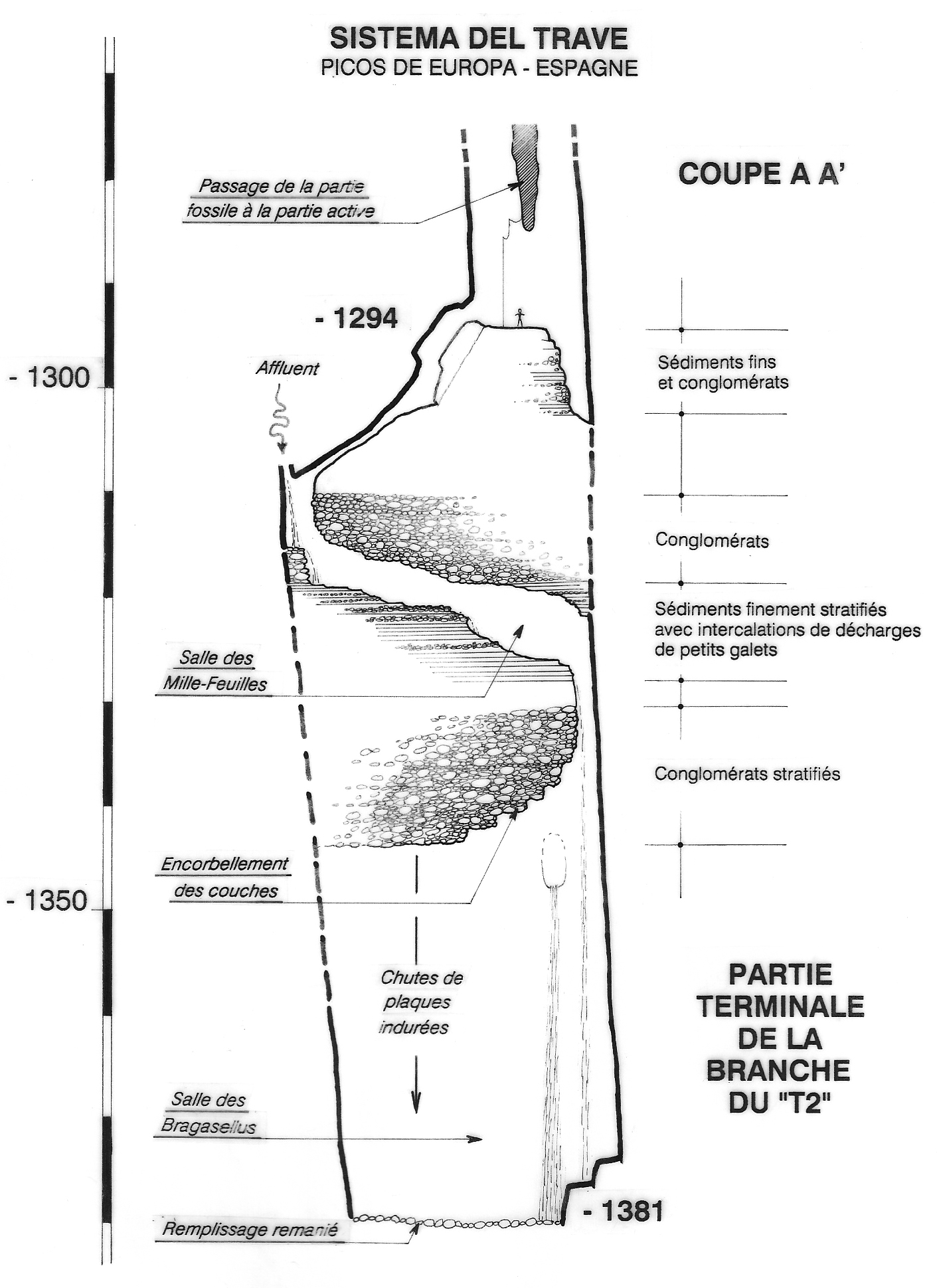
Coupe des remplissages du système du Travé (T2).
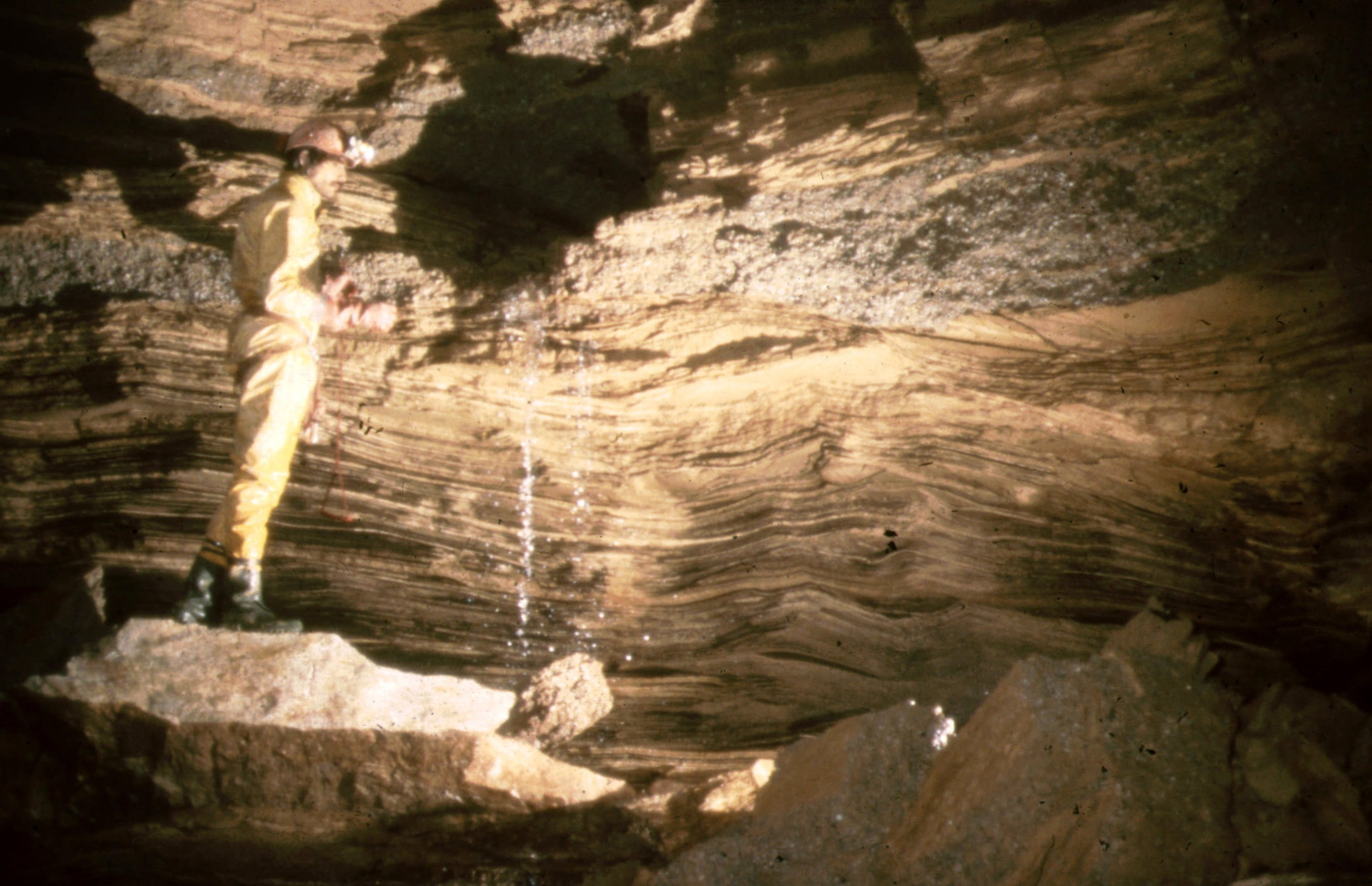
Remplissages laminés de la salle des Mille-feuilles à -1205 m dans le T2.

## Historique des explorations

### 1982
Participants : Joan Erra, Pat Genuite & Alain Nègre.

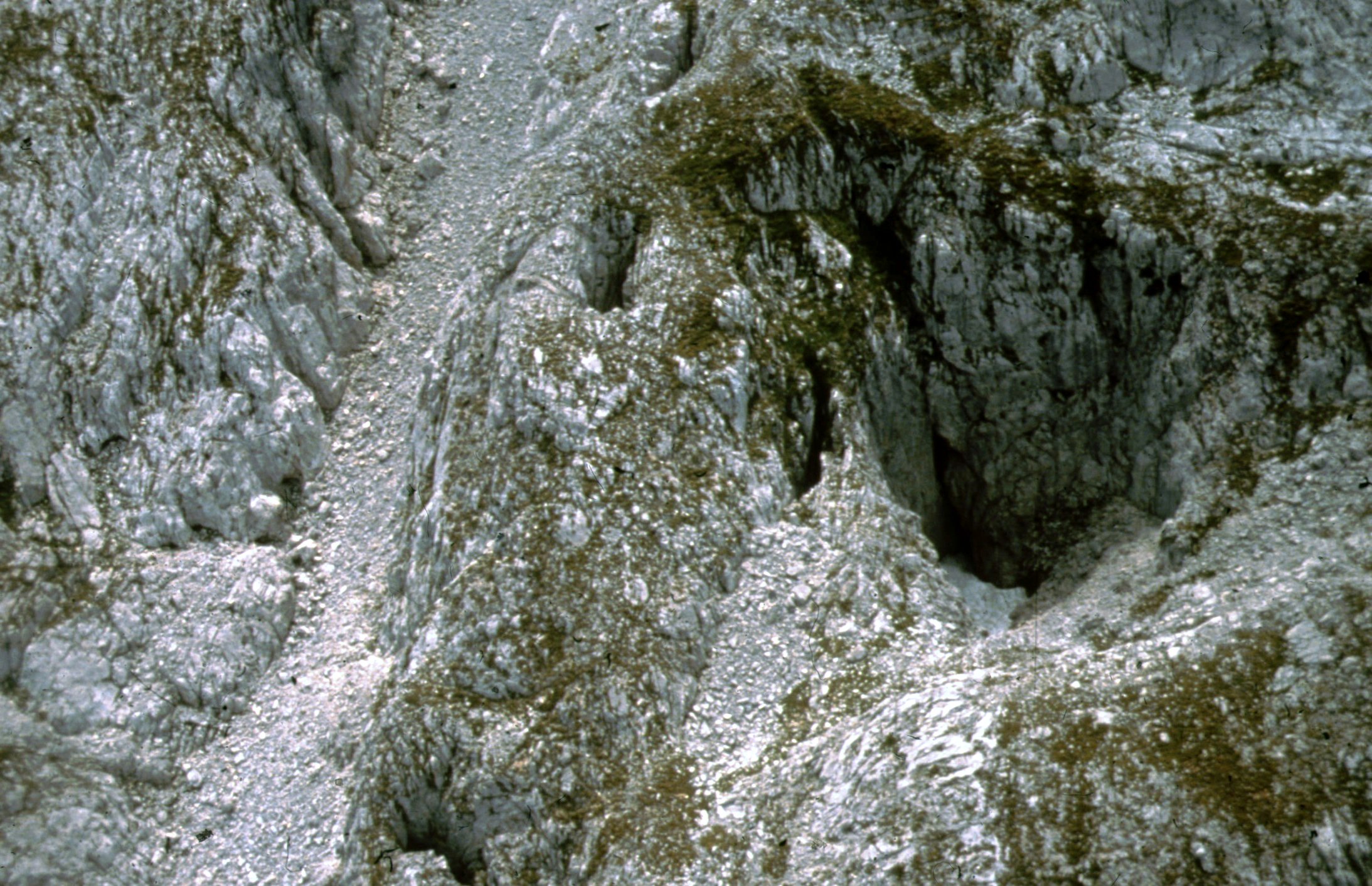
Vue aérienne, depuis un hélicoptère, du gouffre T2. Son entrée s'ouvre sur le bord (à gauche) de la grande dépression bouchée par un névé.

L'entrée historique du système, dite T2, a été découverte en 1982 à la fin du camp spéléologique du Spéléo-club de la Seine (Paris, France), du Groupe spéléologique et de plongée du Camping-club de France (G. S. P. C. C. D. F., Paris) et du Club loisir et plein air (C. L. P. A.) de Montpellier, alors installé près du refuge du Picu Urriellu. En effet, l'exploration de la Torca Urriellu (es) est terminée et un petit groupe de trois personnes décident de reconnaître une zone vierge de toute prospection, notée Cuetos del Trave (2253 m) sur la carte. Sommairement reconnue, cette zone livre six gouffres intéressants, mais seul celui noté T2 semble résister aux investigations. Son puits d'entrée, dont la profondeur est largement sous-estimée à 200 m, est descendu sur 160 m sans en atteindre le fond. Les pierres jetées dans le gouffre ricochent un temps et s'écrasent au fond du puits ; mais le bruit ne parvient pas très bien depuis le fond, de sorte qu'il est difficile d'en estimer la profondeur.
Sur place, l'équipe apprend des habitants d'Amuesa qu'un groupe de spéléologues espagnols est venu sur la zone et décide de prendre contact avec eux lors du prochain camp.

### 1983
Participants : Jean-Marc Bérenger, Jean-Yves Bigot, Bernard Bouschet, Fred Courchia, Nicolas Duru, Joan Erra, Bruno Fromento, Pat Genuite, Éric et Hervé Lair, Jean-Luc Naudin, Fabienne Ray & Bernard Vidal (d'après le rapport d'expédition 1983 adressé à la commission des relations et expéditions internationales de la FFS - CREI).
En août 1983, le camp du Spéléo-club de la Seine (Paris) est installé au refuge du Jou de los Cabrones (es) (ou refuge Jose Ramon Lueje), près de Bulnes. Le camp est situé à moins d'une heure de marche de la zone du Cuetu del Trave. Dès les premiers jours de l'expédition, le puits d'entrée du T2 est descendu jusqu'à la base de l'éboulis (cote -310), mais le fond du puits est obstrué et l'équipe doit remonter la pente d'un névé pour découvrir un petit orifice balayé par un fort courant d'air aspirant. Le puits d'entrée, dont personne n'avait présumé de la profondeur, mesure 309 m (Pozo Vincente Alegre) ; il s'agit d'un des plus grands puits connus (cf. Liste des plus grands puits naturels). Les premières difficultés surviennent à -380 m où un filet d'eau, apparu au sommet d'un puits (P14), s'engage dans un sinueux méandre dit Eugenio, qui contraint les explorateurs à une reptation dans l'eau. Plusieurs équipes sont envoyées pour forcer le passage, mais aucune n'y parvient. Le méandre Eugenio est long de 25 m et ne présente pas d'élargissement notoire. Certains diront que l'exploration du gouffre est terminée.
La plus petite de l'équipe est envoyée en reconnaissance et franchit avec succès les 5 m restant avant de s'arrêter au sommet d'un nouveau puits (P22). L'eau, le vent et l'étroitesse des lieux rendent les manœuvres pénibles et réfrigérantes (température : 2 °C). Le ruisseau souterrain s'engouffre ensuite dans un méandre de plus en plus étroit qu'il faut abandonner pour remonter dans un espace supérieur plus large correspondant à des banquettes de méandre. Puis, les pierres détachées par la progression tombent, sifflent et s'écrasent dans un vide sous-jacent (P116). Le sommet d'un puits est atteint à la cote -415 m ; puis une équipe descend une grande verticale de 116 m, jusqu'à la cote -533 m. L'eau qui coule au fond des méandres est canalisée dans les puits et devient plus sauvage dans le puits des Cap-horniers (-600 m). Or, il faut absolument éviter les puits arrosés ; un réseau plus sec est préféré et mène au bas du puits, après seulement une courte douche à 3 °C. Le ruisseau retrouvé s'écoule dans les boucles d'un méandre qui conduit à la salle Techo (-680). Il s'agit d'un petit chaos de blocs, dû à la présence d'une faille. Toutefois, le chaos rocheux oblige à visiter en détail tous les recoins pour retrouver le ruisseau. Deux itinéraires sont découverts et l'équipe est reformée 50 m plus en aval dans un méandre assez large (méandre des Palabres) où coule un ruisseau plus important (4 l/s). L'eau y circule tranquillement sur 200 m, puis se jette dans de petits puits avant de gagner, vers -750 m, un espace souterrain plus vaste dont le toit est formé par un miroir de faille. Afin d'éviter les embruns dus aux cascades, les puits sont équipés latéralement jusqu'au puits des Brumes, terminus de l'année 1983 à la cote -830 m (SCS, 1983).
Les conditions météorologiques se sont fortement dégradées, la côte basque et tout le nord de l'Espagne sont affectés par des inondations.
Il est né un différend avec les spéléologues de Valence (Espagne) à qui la zone du Cuetu del Trave a été officiellement attribuée depuis 1982 par les autorités asturiennes. L'objet de la discorde est le gouffre T2 dont le marquage est effacé et ré-étiqueté en CTR5... Les relations sont mauvaises et aucun accord n'est trouvé entre les deux équipes et l'exploration du T2 (Sima del Trave) est uniquement conduite par les équipes françaises.

Année 1983
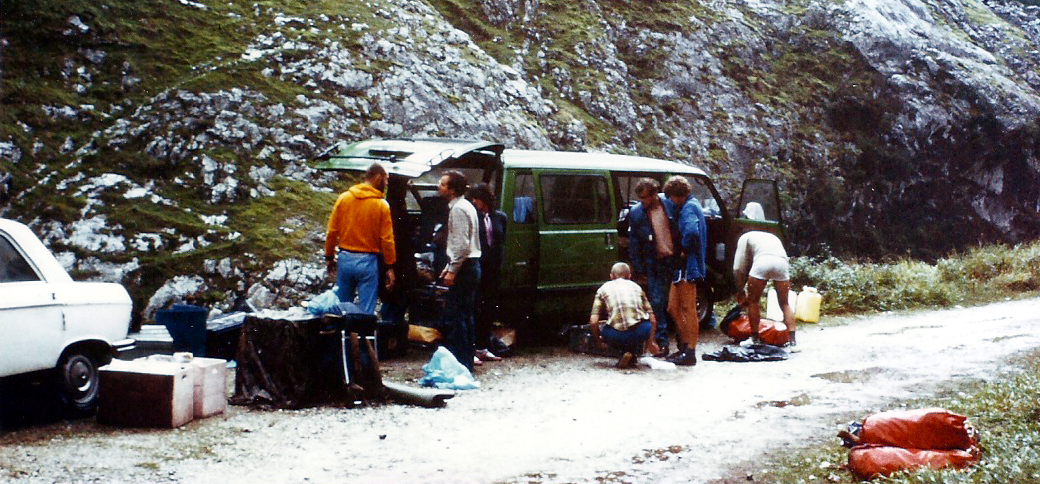
Camp de base du Puente de la Jaya (alt. 220 m) dans les gorges du Cares.
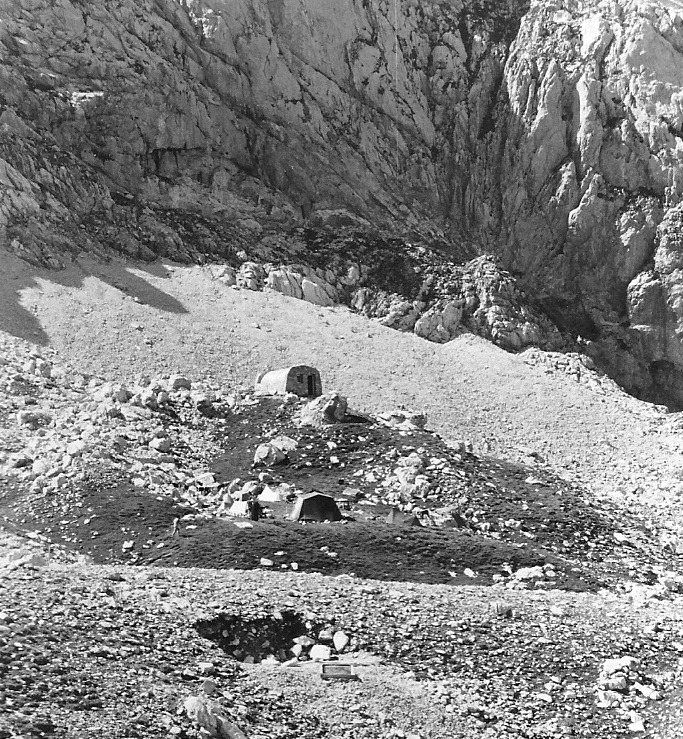
Refuge et camp d'altitude du Jou de los Cabrones.
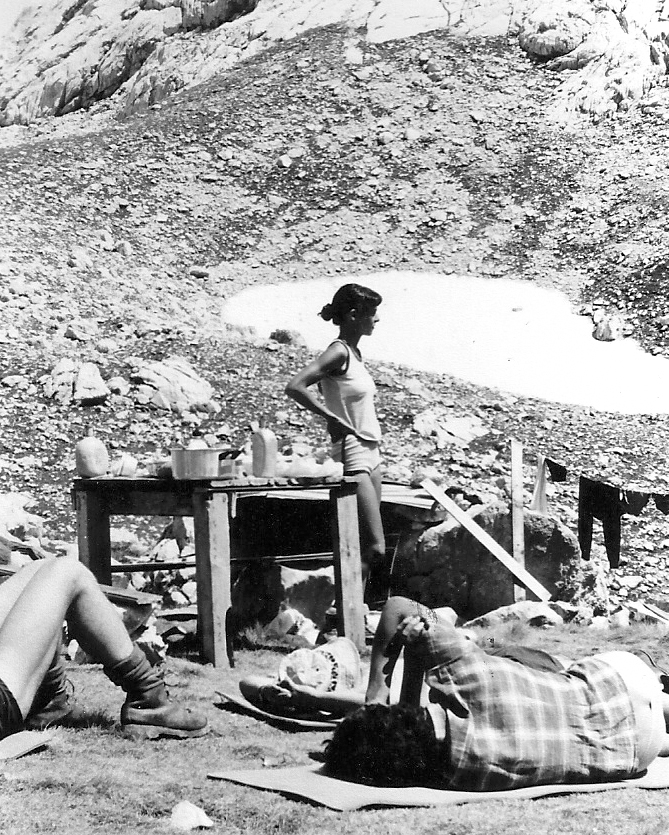
Camp d'altitude près du refuge du Jou de los Cabrones.
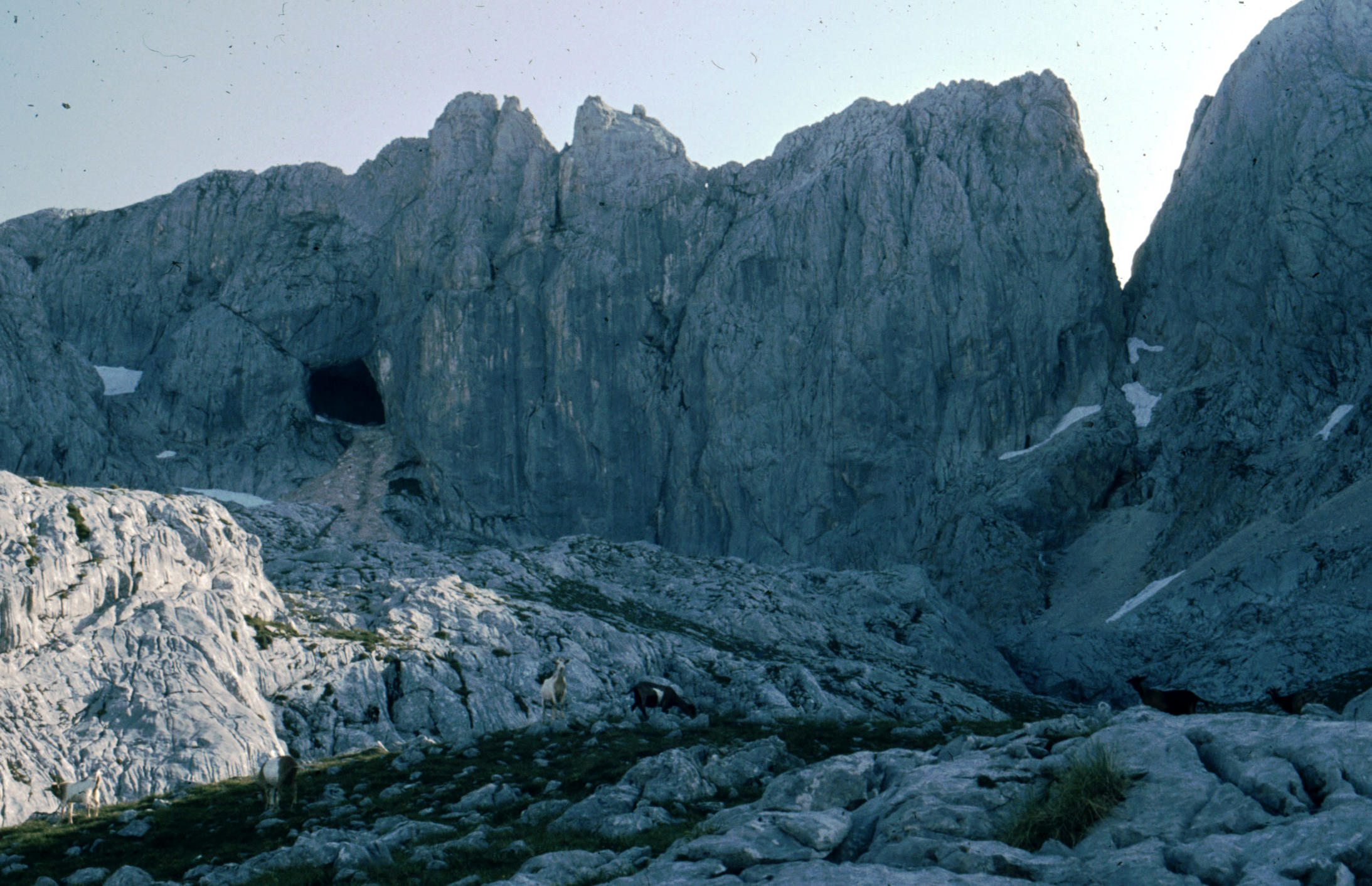
L'entrée historique (T2) du système du Travé s'ouvre non loin du Cuevón du Cuetu del Trave.
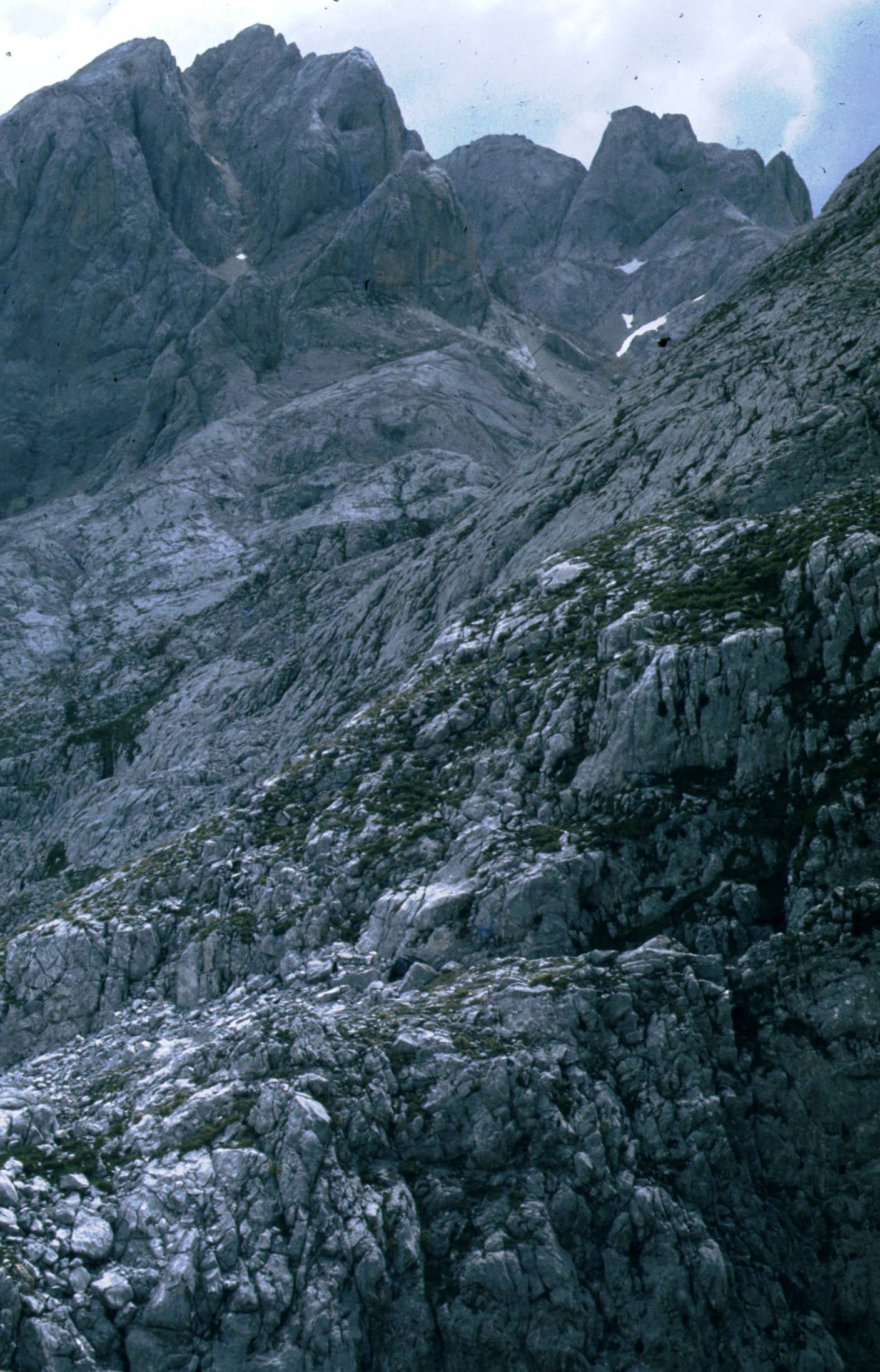
Environs rocheux du gouffre T2 (Sima del Trave).
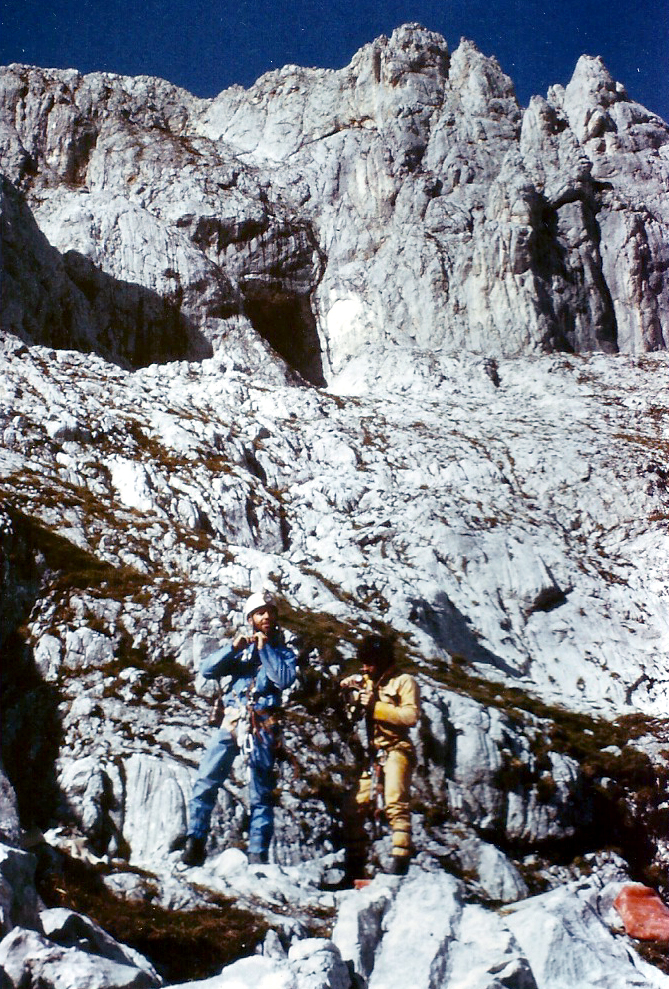
Pat Genuite et Jean-Luc Naudin avant leur descente dans le T2.
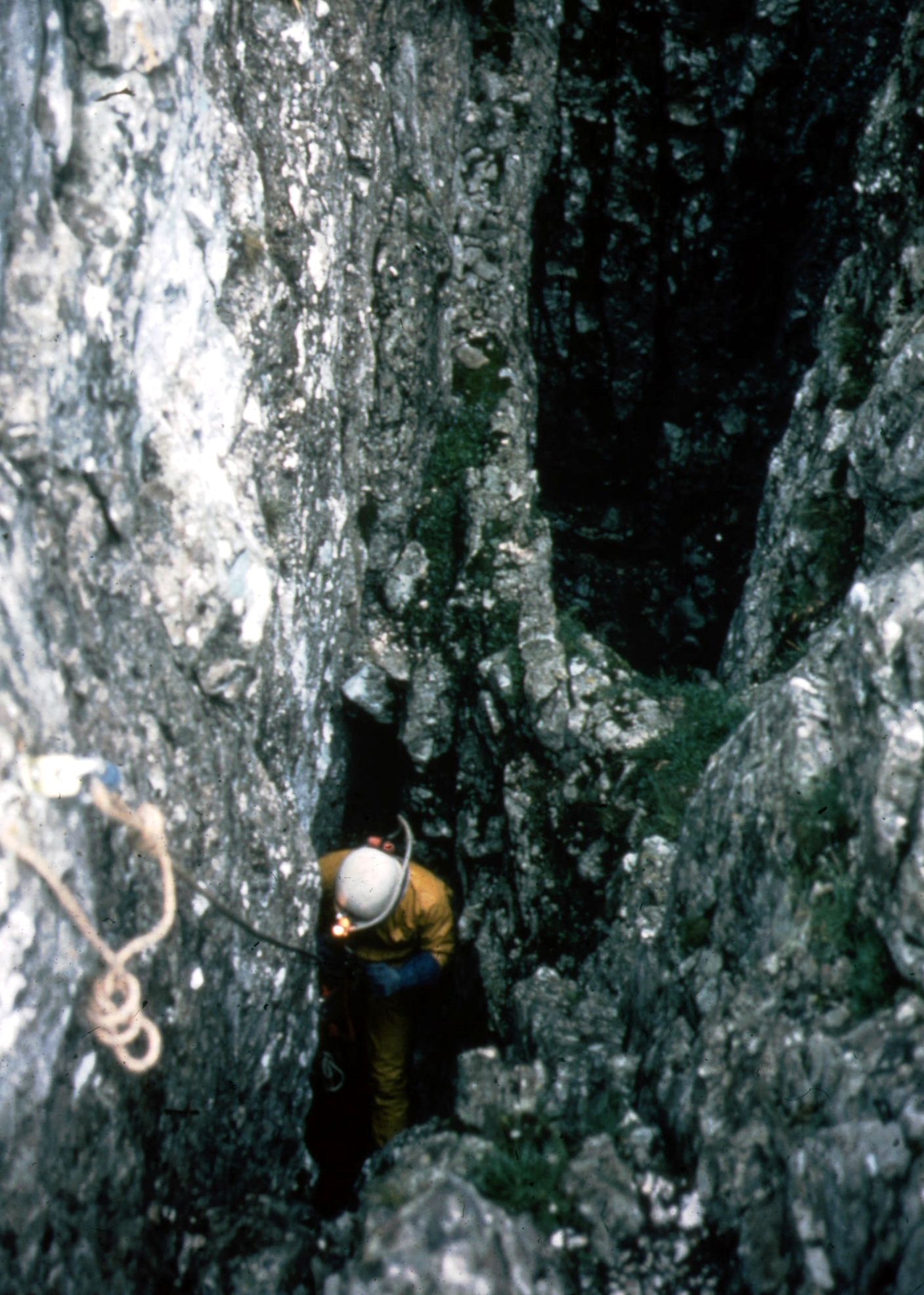
Entrée du puits Vicente Alegre profond de 309 m (T2).
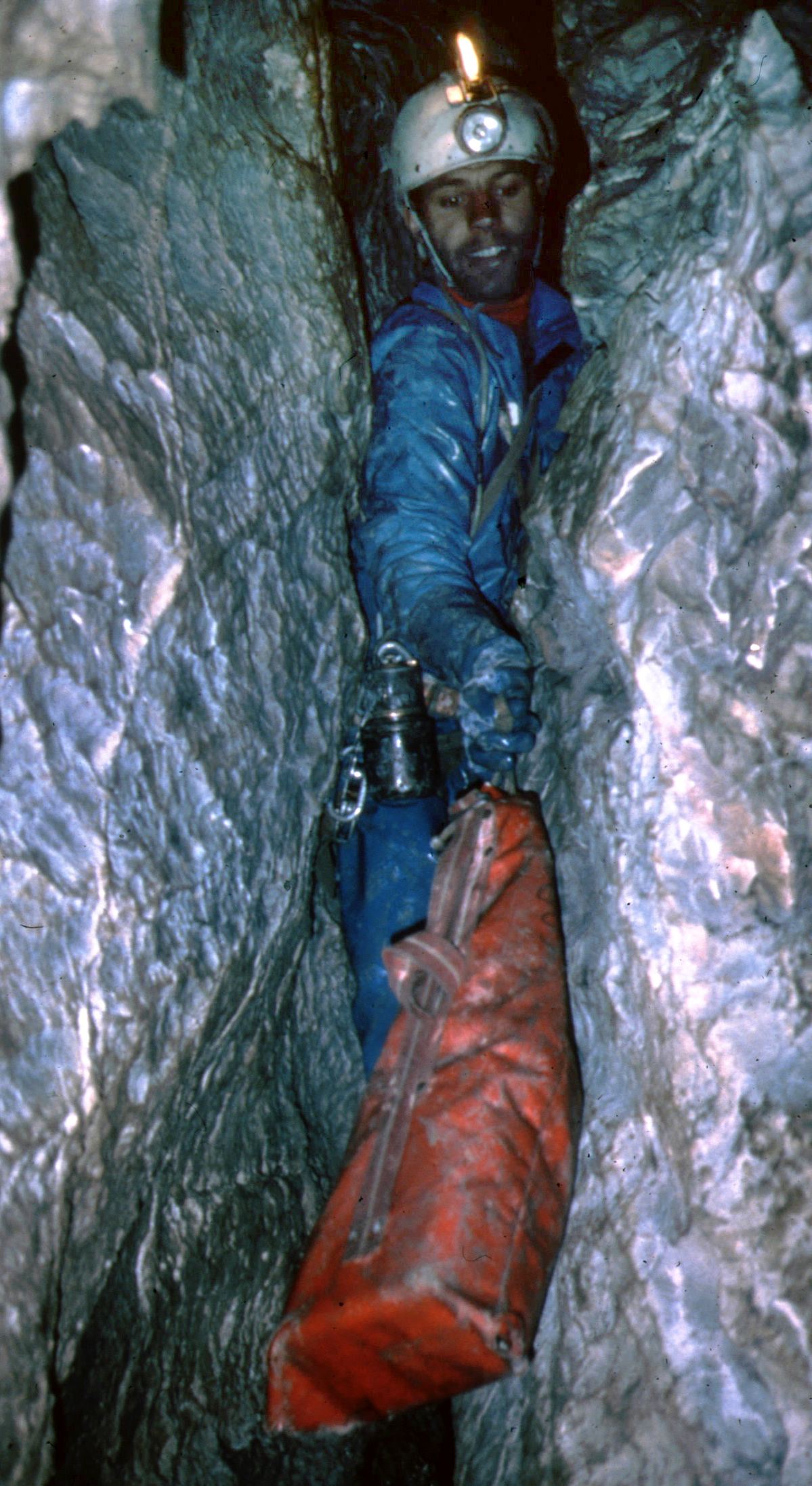
Pat Genuite à -380 m, méandre Eugenio (T2).
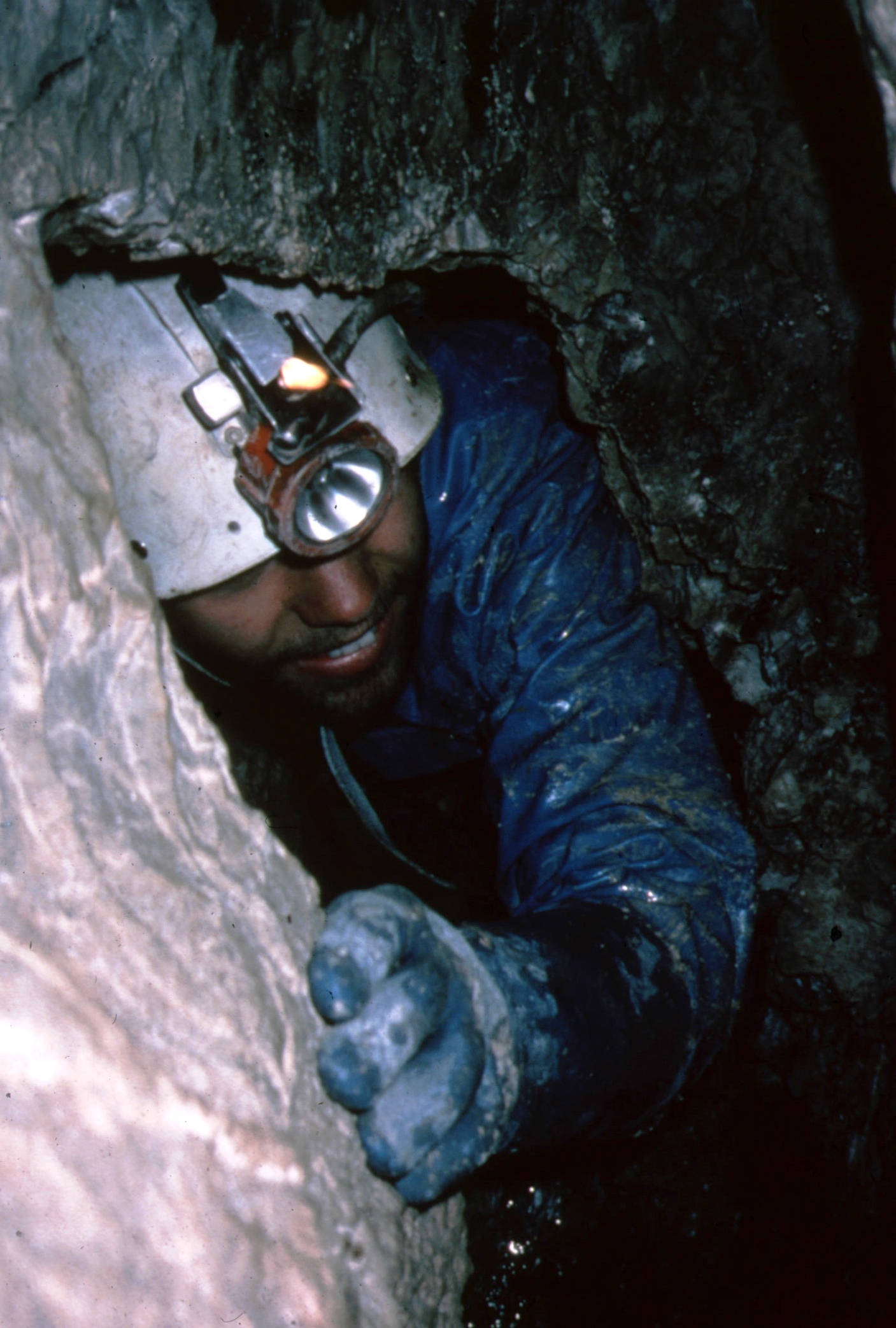
Étroiture du méandre Eugenio vers -380 m (T2).
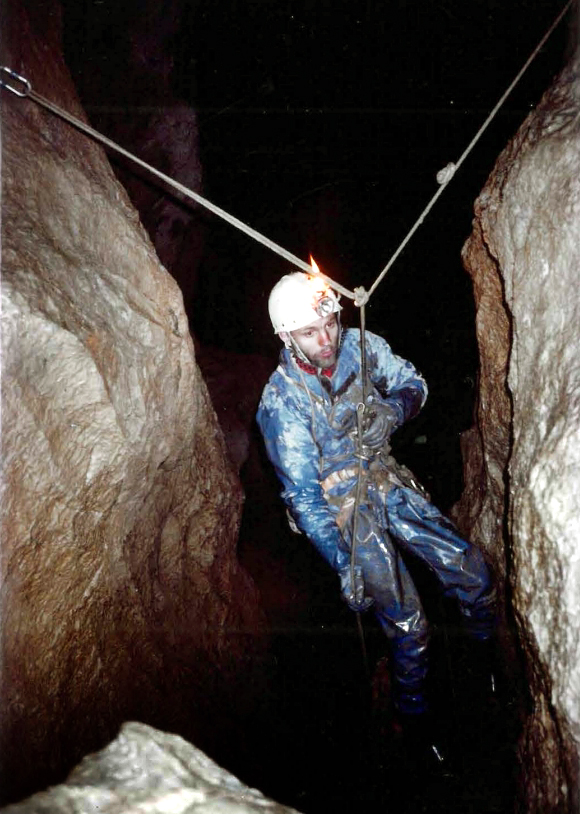
Amarrage en Y dans le P16 qui permet de rejoindre la cote -555 m (T2).
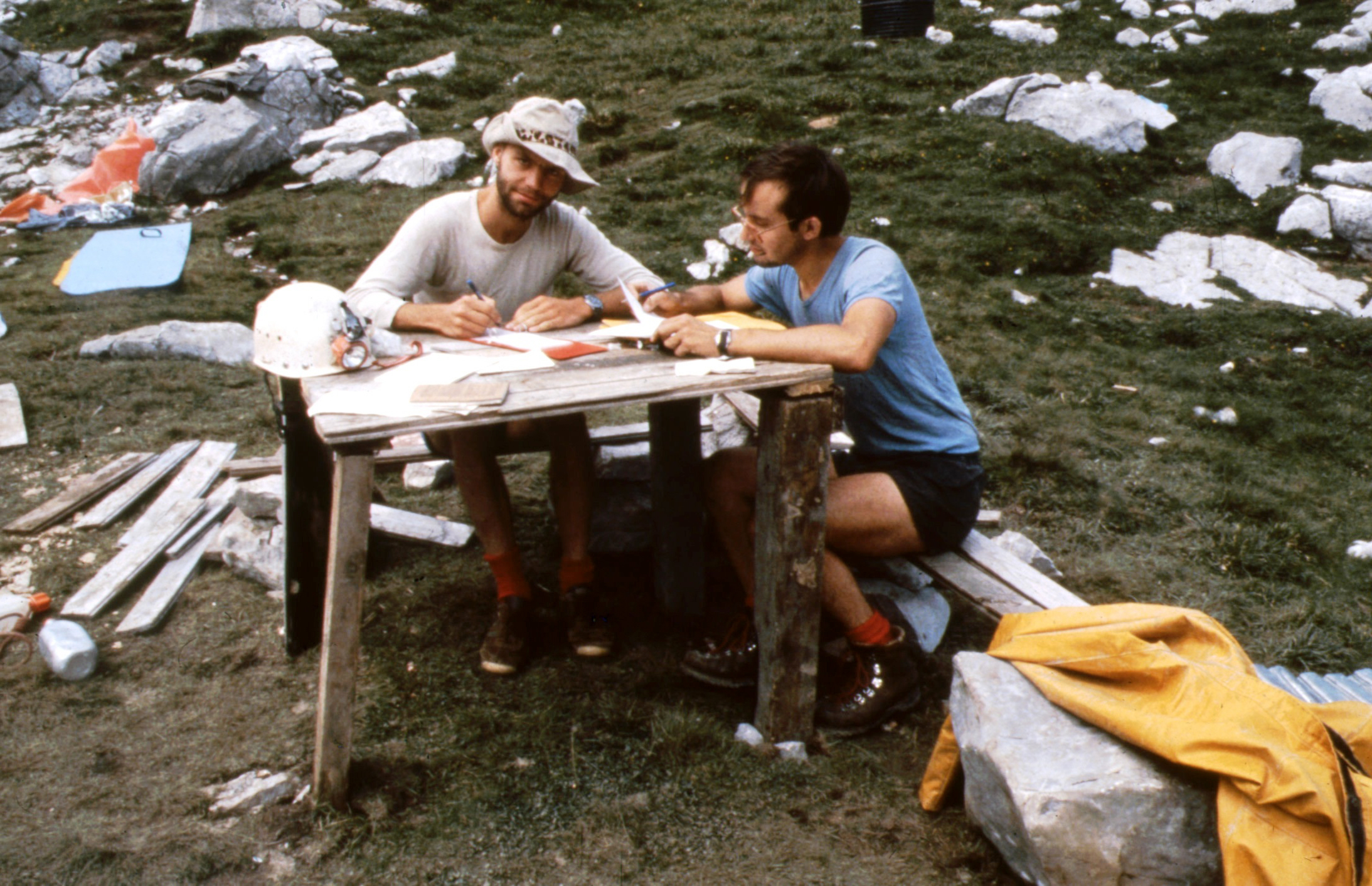
Pat Genuite et Bernard Vidal travaillant sur les reports topographiques, camp du Jou de los Cabrones.
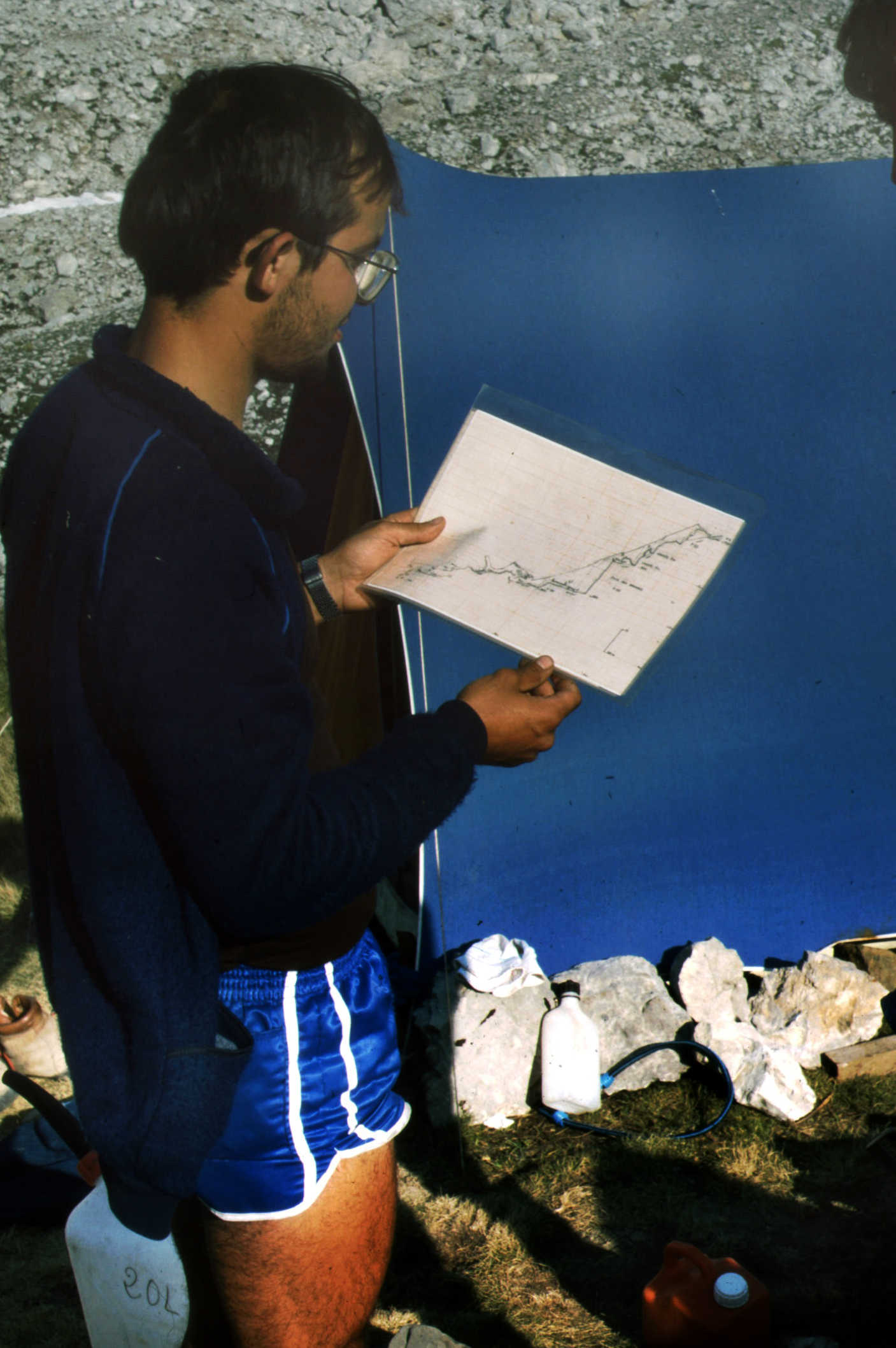
Bernard Vidal tient la topo de la dernière pointe.
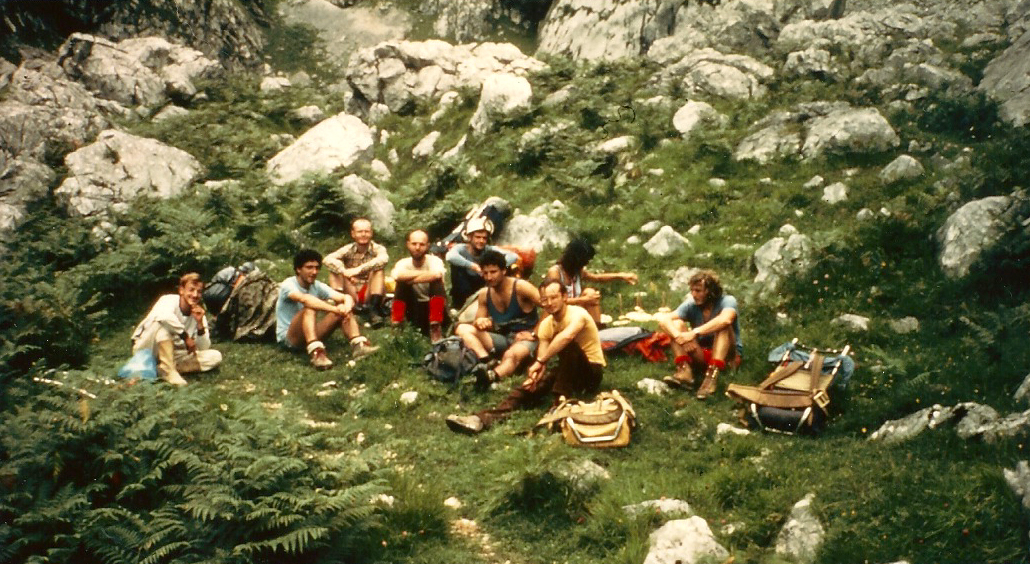
De gauche à droite, Jean-Yves Bigot, Nicolas Duru, Hervé Lair, Pat Genuite, Joan Erra, Fred Courchia, Bernard Vidal, Fabienne Ray et Jean-Marc Bérenger dans la Canal de Amuesa.

### 1984
Participants : Jean-Marc Bérenger, Jean-Yves Bigot, Nadine Dawidowicz, Hervé Dusson, Joan Erra, Jacques Gaudin, Étienne Gautier, Pat Genuite, Philippe Hache, Zarina Laurent, Pierre Mouriaux, Jean-Luc Naudin, Alain Nègre, Jean-Louis Périssat, Fabienne Ray, Lucien Reymond, Joël Roy, Bruno Schlosser, Bernard Vidal & Henri Vincens (d'après le rapport d'expédition 1984 adressé à la commission des relations et expéditions internationales de la FFS - CREI).
Grâce à un emploi du temps minutieusement établi, le gouffre est équipé et doté d'une aire de repos à -680 m : le bivouac. Il s'agit d'une infrastructure indispensable pour ne pas épuiser les équipes et gérer le temps passé sous terre. Le bivouac évite l'épuisement, diminue les temps de récupération entre chaque sortie et garantit une rotation régulière des équipes. En effet, le bivouac n'est pas un terrain de camping, mais un lieu froid équipé sommairement de deux hamacs chauffants. Il est prévu que tour à tour, les binômes utilisent ces hamacs au retour de leur pointe au fond du gouffre. Le temps passé sous terre, pour une pointe au-delà de -1000 m, étant de 35 à 40 heures ; un arrêt au bivouac s'impose à tous. La planification des sorties permet d'obtenir des résultats assurant la réussite de l'expédition, mais tout le monde n'est pas convaincu et certains trouvent parfois l'organisation trop militaire.
Le terminus de l'an dernier est dépassé et le puits des Brumes est descendu. En plafond, le miroir de faille plonge toujours mais finit par rejoindre le sol. Malheureusement, le ruisseau disparaît dans une fissure impénétrable vers -870 m. L'équipe doit maintenant se fier au seul courant d'air pour trouver la suite. Un itinéraire improbable dans le vide incliné de la grande faille des Miroirs (en fait un plan de chevauchement géologique) conduit les explorateurs dans un méandre totalement sec qui correspond au cours fossile du ruisseau perdu plus amont. Les choses se compliquent lorsqu'ils débouchent dans une salle encombrée d'éboulis (salle Z). Malgré une fouille soignée, aucune issue n'est découverte.
En surface on s'interroge, la salle Z se situe à -915 m et pour tous ceux qui croient à leur étoile, il n'est pas concevable que la cavité ait une fin, en tout cas pas si tôt. Une nouvelle équipe est chargée de vérifier l'absence de continuation. Contre toute attente, une suite est découverte derrière un énorme bloc de roche. Le courant d'air est là et plusieurs puits sont descendus jusqu'à un grand vide d'environ 200 m de profondeur : le puits des Ombres. Ce puits de 179 m est entrecoupé d'un palier et crève le plancher virtuel de la cote -1000 m. Au fond, l'espace est assez vaste mais encombré par un amas de pierres ; tout est bouché à -1165 m. Cependant, un homme tente d'escalader la paroi depuis le fond, car il lui a semblé apercevoir un départ de galerie un peu plus haut. Neuf mètres au-dessus, un passage livre accès à une suite peu engageante sans le moindre souffle d'air. Au bout du passage, un puits de 9 m est descendu, mais son fond est assez étroit et rempli de sable et de petits graviers roulés. Curieusement, le vent a tourné, le courant d'air qui était aspirant depuis l'entrée du gouffre est maintenant soufflant. La fin du camp approche et une ultime pointe est programmée pour forcer le terminus. Après avoir enlevé deux ou trois cailloux, une étroiture est franchie à -1175 m. La désobstruction livre accès à un surprenant réseau parcouru par un petit filet d'eau qui a surcreusé un remplissage induré. La paroi calcaire n'est plus visible et le conduit se développe entièrement dans les strates bien marquées du remplissage. Un vide circulaire, appelé salle des Mille-feuilles, a été entièrement creusé dans les remplissages. Plus loin, l'eau s'engouffre dans un puits étroit à la cote -1205 m. L'expédition 1984 se termine avec un arrêt du rien. Il faudra revenir pour en terminer l'exploration (Vidal, 1984).
En surface, la collaboration avec les spéléologues du Speleo Club Alpino Valenciano (S. C. A. V.) n'a pas abouti. Il reste d'autres gouffres à explorer sur l'immense zone du Travé et le T2, trop profond, est hors de portée pour qu'il soit un sujet de discorde.

Année 1984
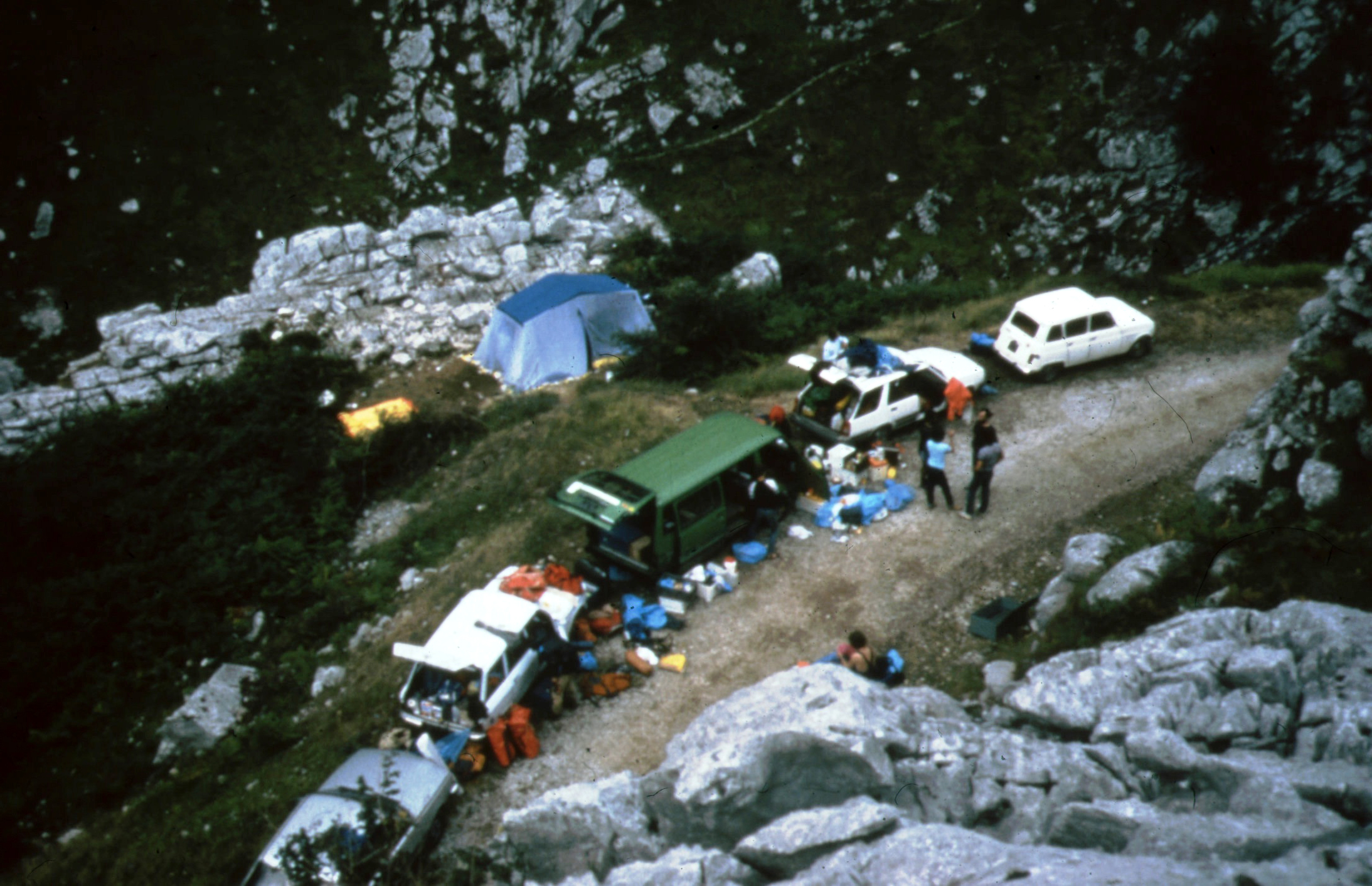
Le camp de base près du Puente de la Jaya dans les gorges du Cares.
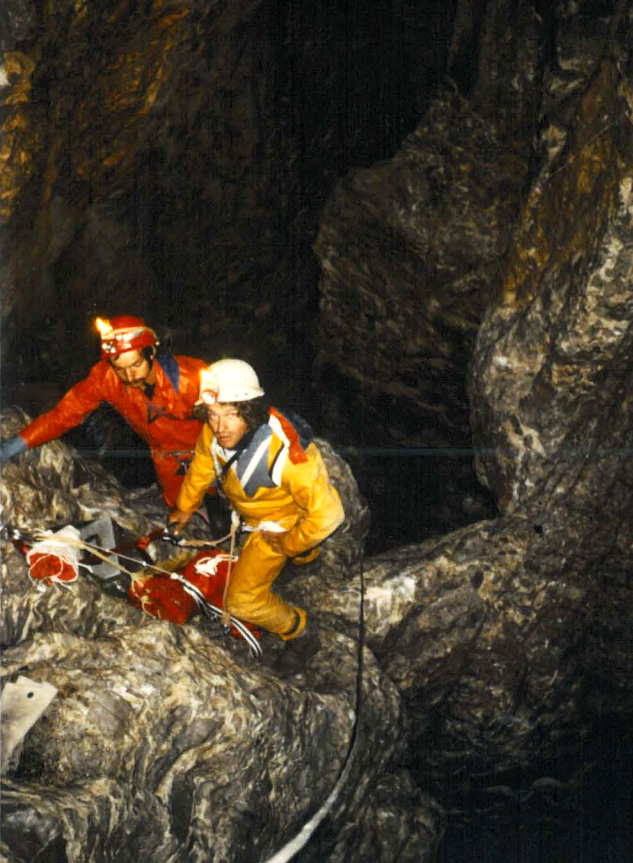
Joël Roy et Jacques Gaudin à -80 sur le pont rocheux du P309 (T2).
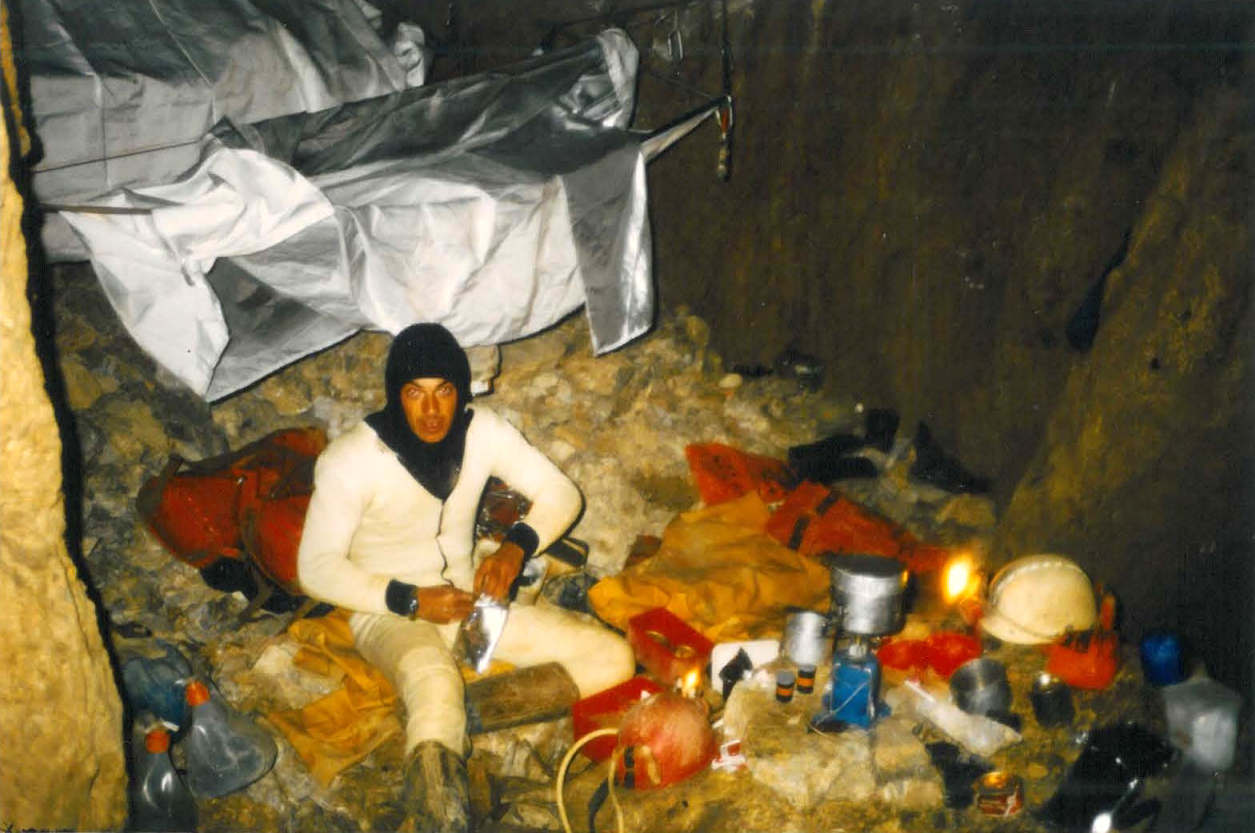
Jean-Yves Bigot au camp souterrain, bivouac à -680 m (T2).
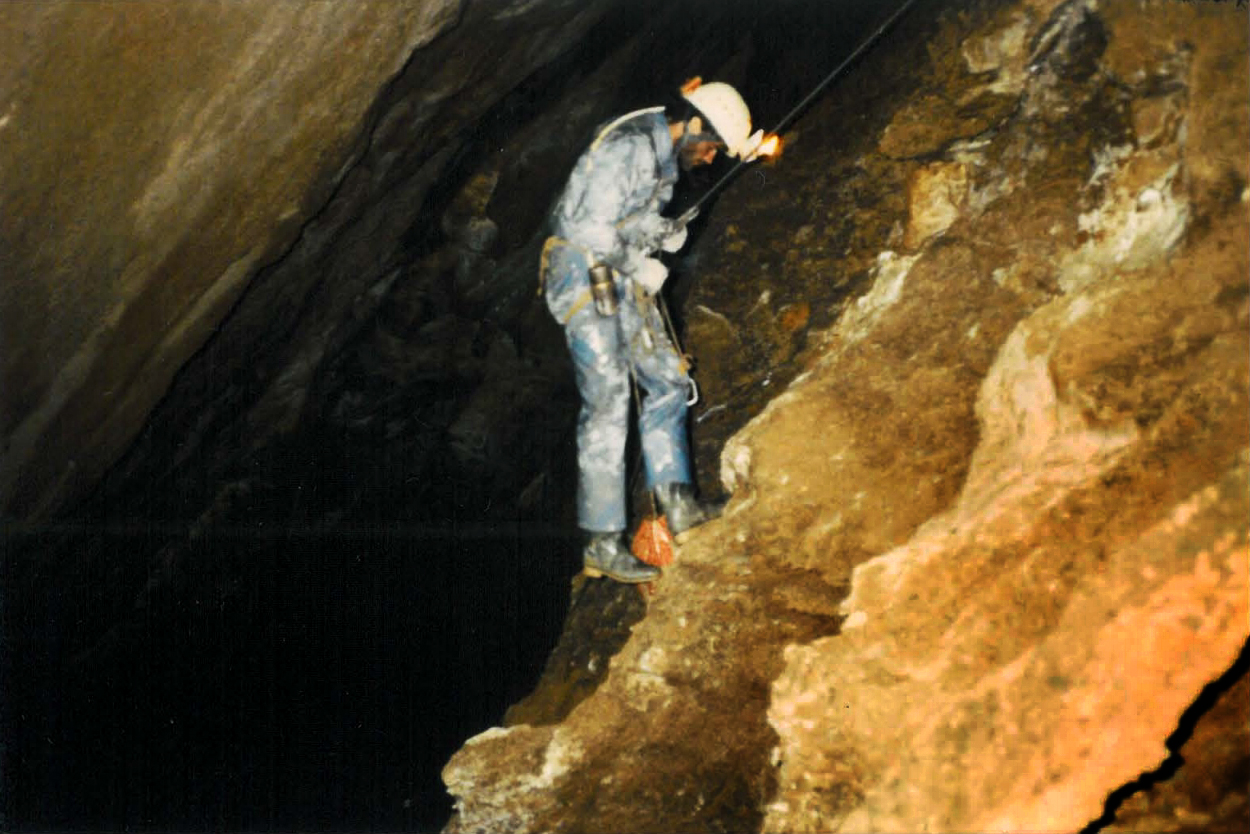
Joan Erra en progression dans le vide incliné du chevauchement vers -770 m (T2).
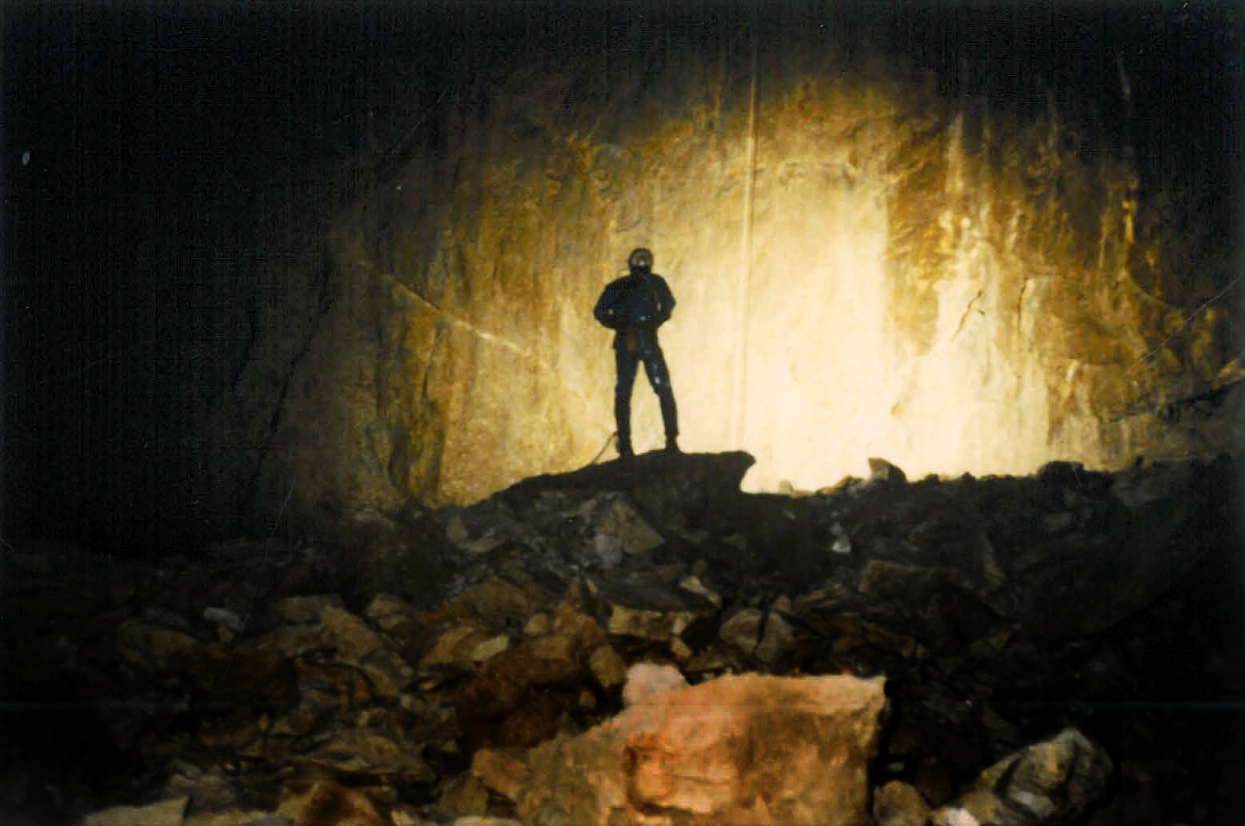
Base du vaste puits des Ombres à -1165 m (T2).
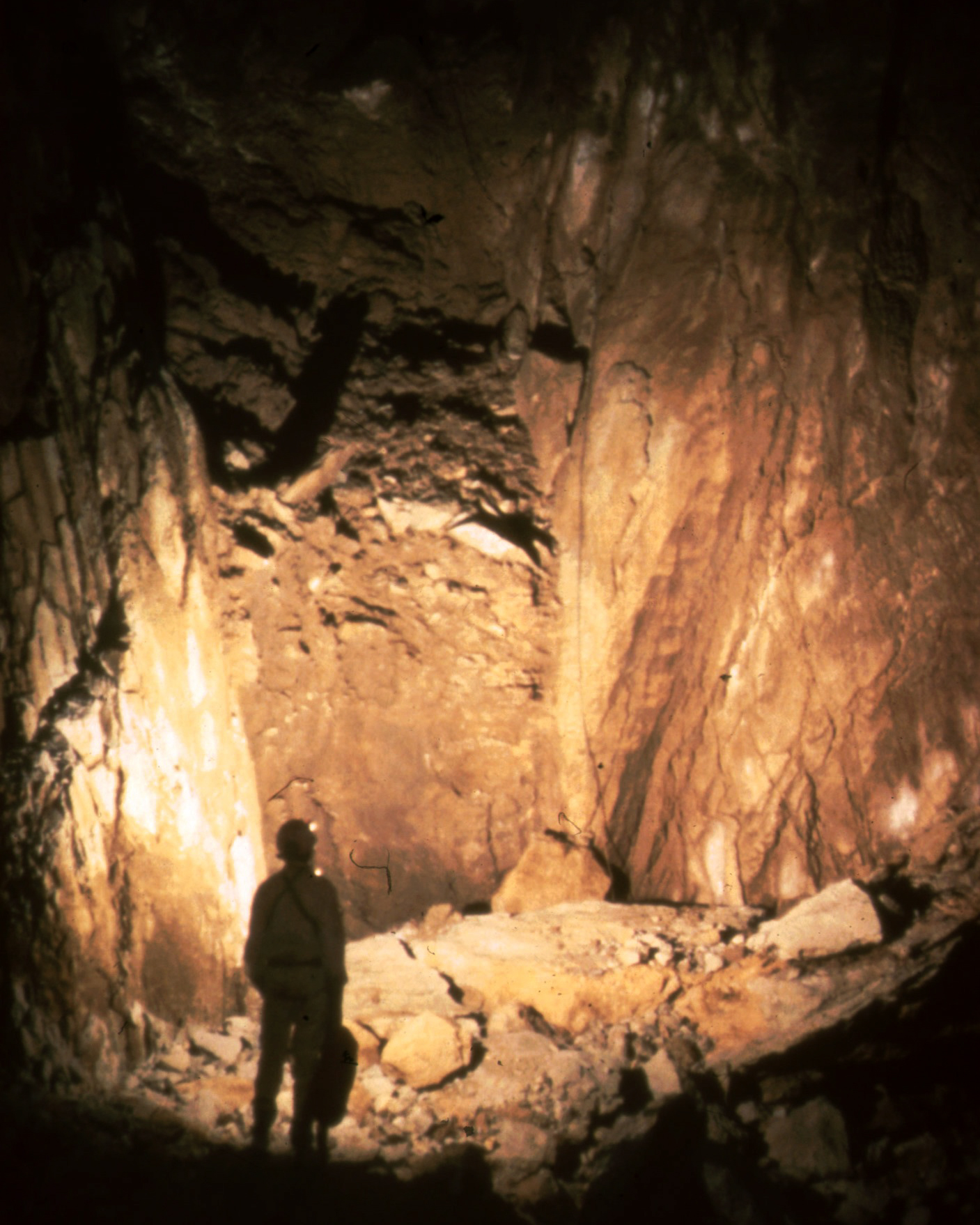
Pied de l'escalade de 9 m, au fond du puits des Ombres à -1165 m (T2).
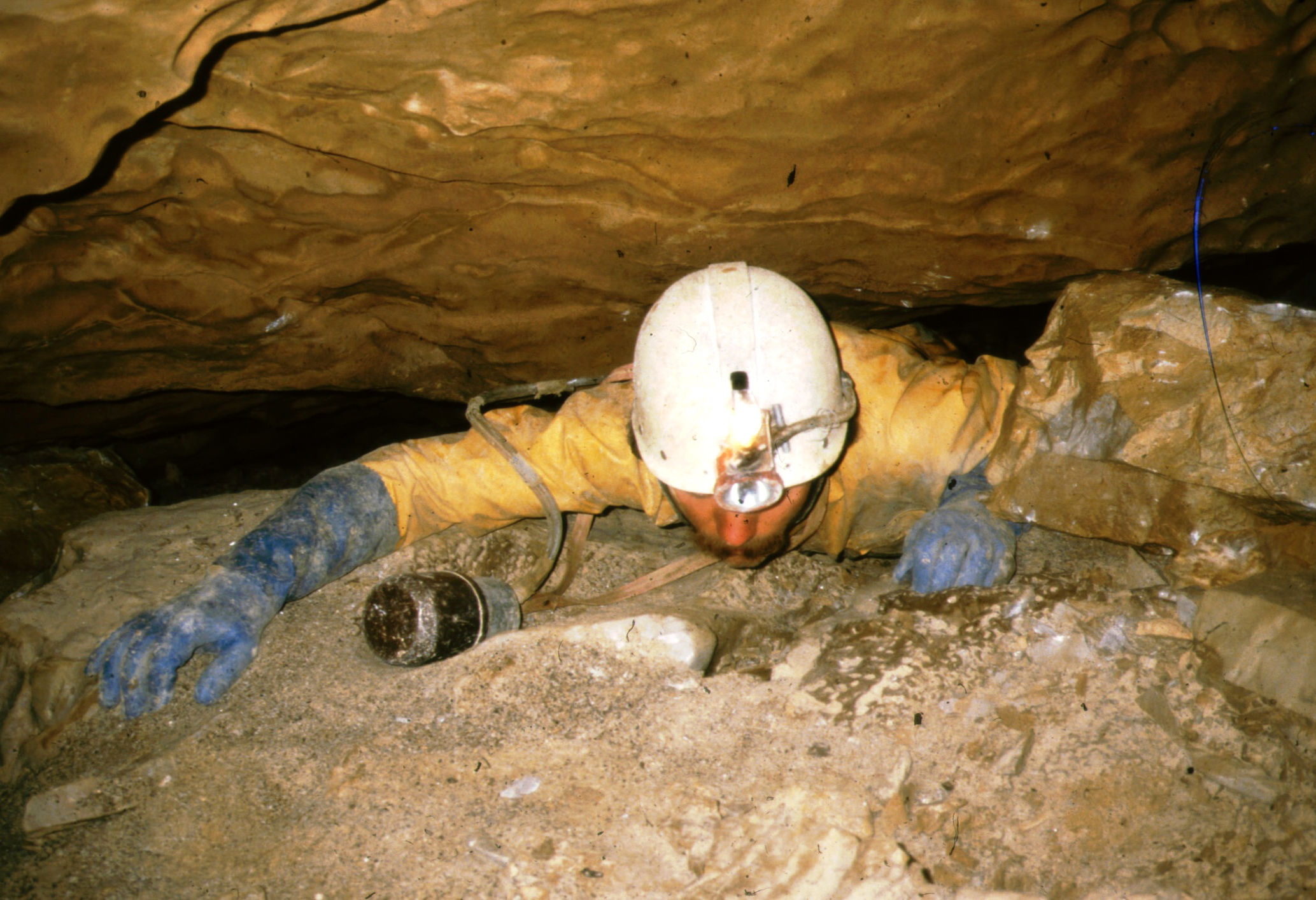
Pat Genuite dans le laminoir Torquemada à -1180 m (T2).
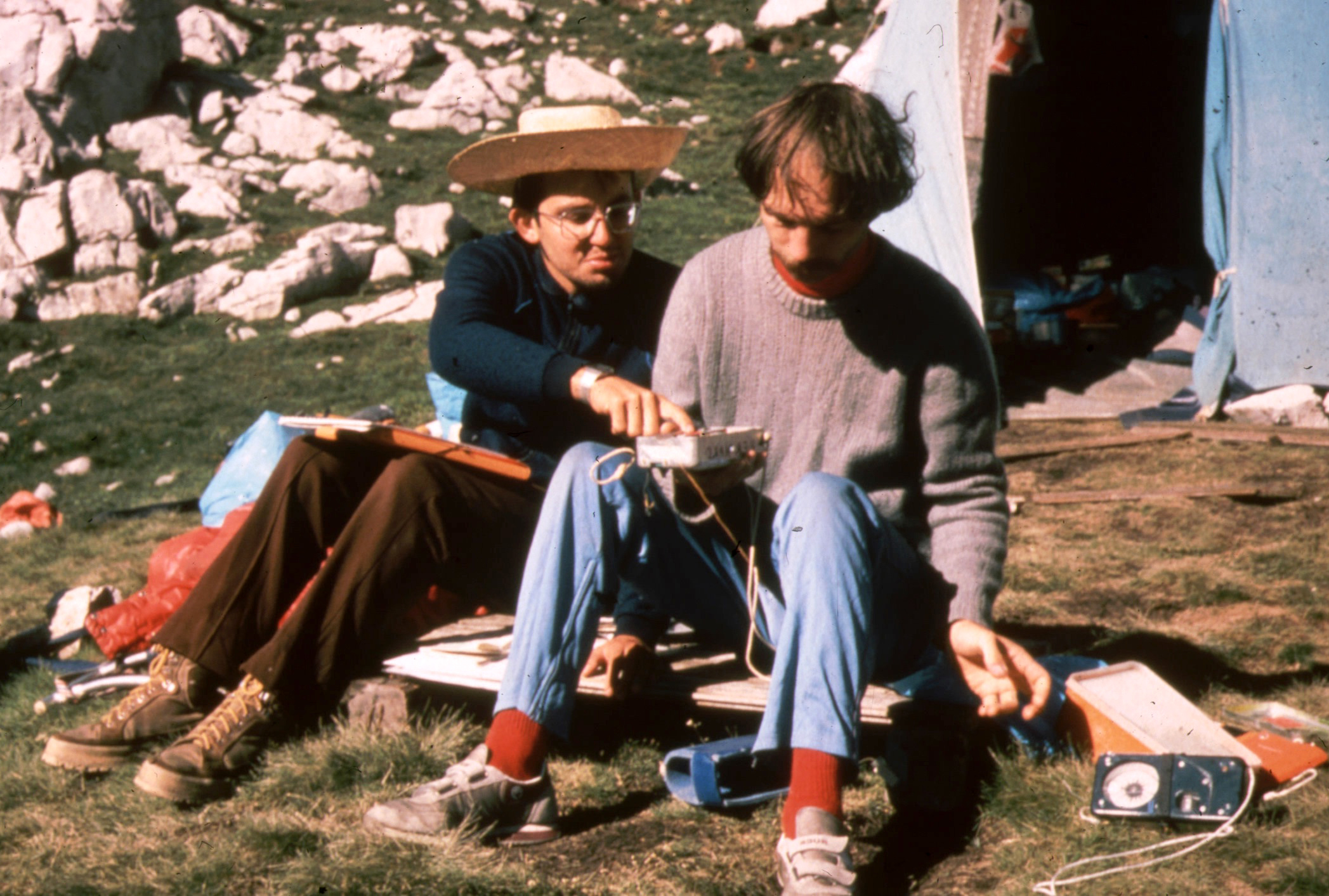
Bernard Vidal et Pat Genuite vérifient les instruments de topographie (topofil Vulcain) au camp du Jou de los Cabrones.
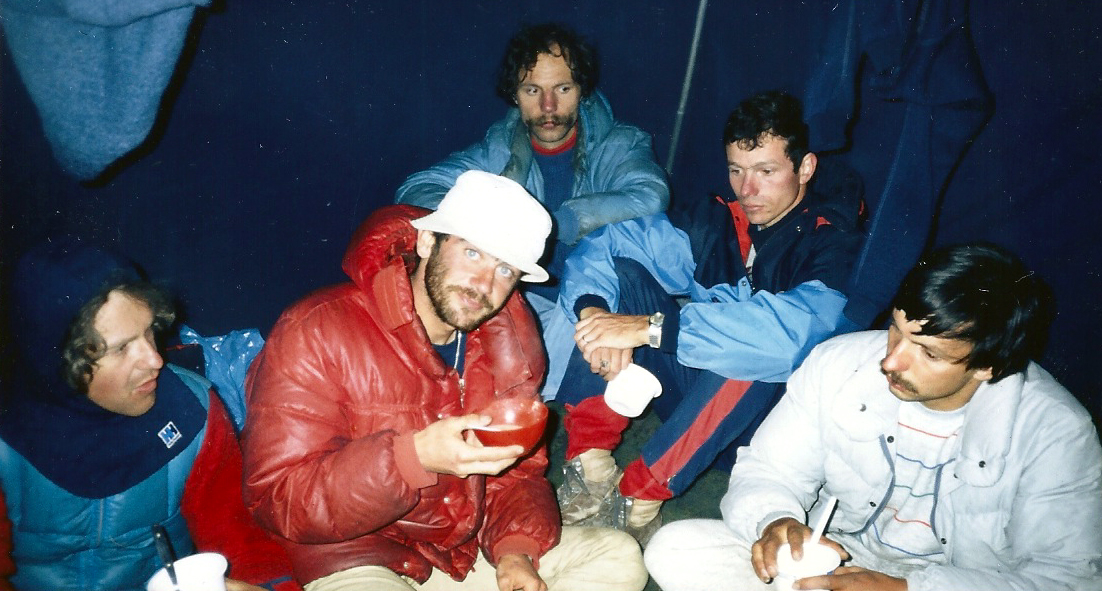
De gauche à droite, Jacques Gaudin, Joan Erra, Pat Genuite, Jean-Louis Périssat et Joël Roy dans la « tente bleue » installée près du refuge de Jou de los Cabrones.
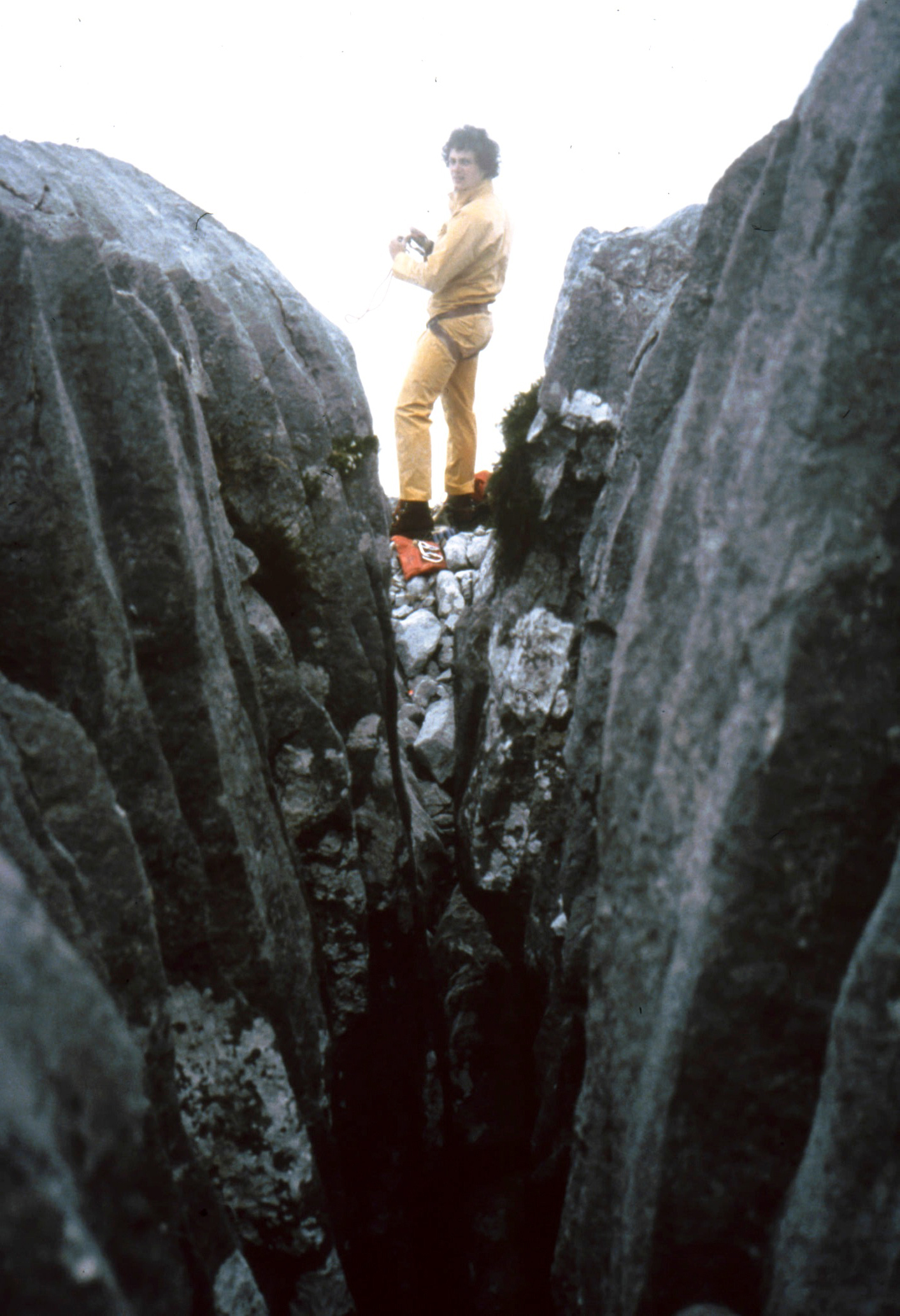
Philippe Hache à l'entrée du gouffre T10 (Torca de la Laureola).
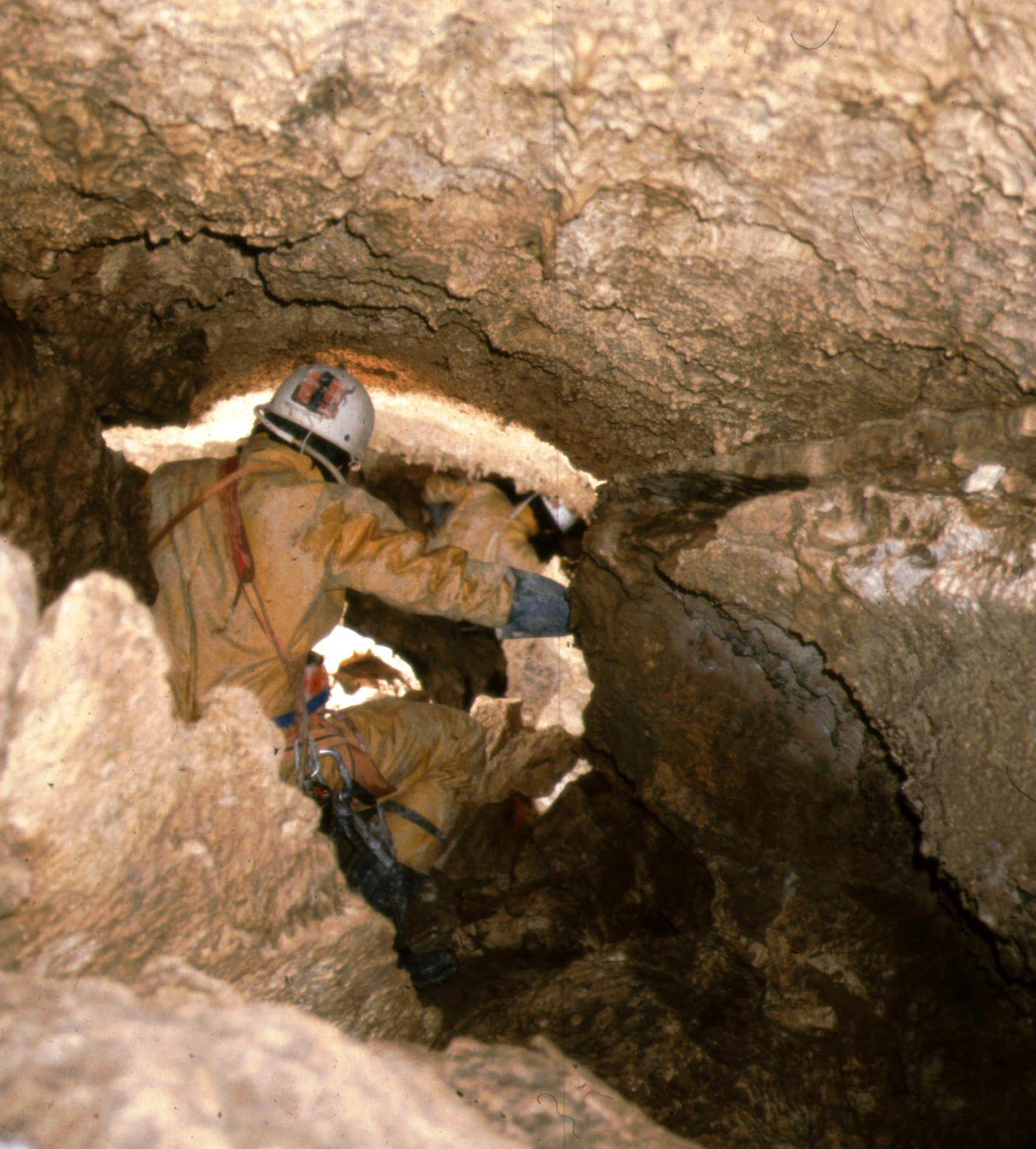
Interstrate vers -100 dans le gouffre T10 (Torca de la Laureola).
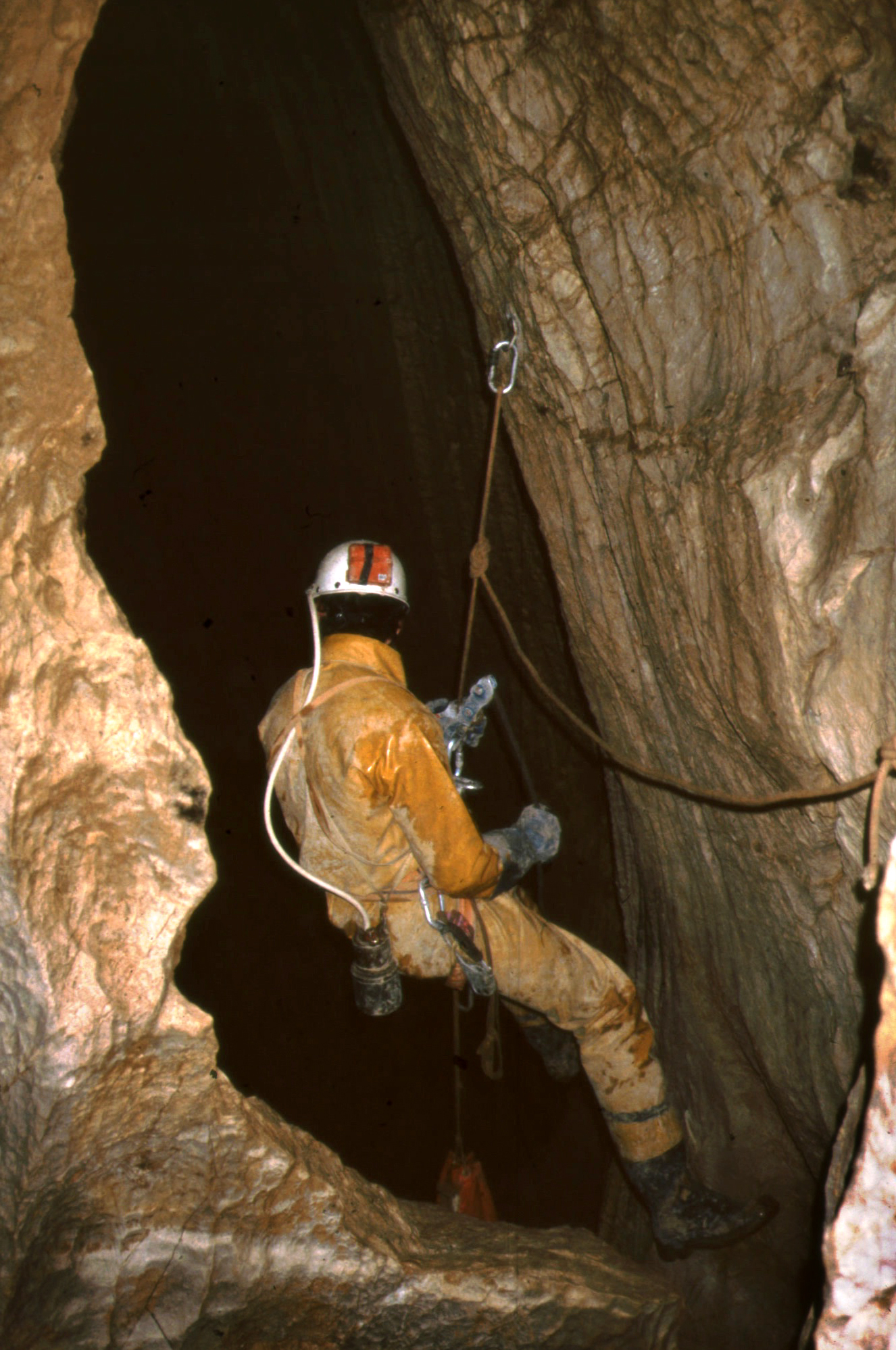
Sommet de puits dans le gouffre T10 (Torca de la Laureola).

### 1985
Participants : Jean-Yves Bigot, Joan Erra, Christian Farrando, Étienne Gautier, Pat Genuite, Pierre Géron, Henri Grébénart, Philippe Hache, Zarina Laurent, Jean-Luc Naudin, Jean-Louis Périssat, Jean-François et Simone Plissier, Bruno Schlosser, Bernard Vidal & Henri Vincens (d'après le rapport d'expédition 1985 adressé à la commission des relations et expéditions internationales de la FFS - CREI).
L'année 1985 est marquée par l'utilisation d'un hélicoptère devant acheminer au refuge du Jou de los Cabrones (2034 m) tout le matériel nécessaire. Les épuisants portages, depuis le Puente de la Jaya, dans les gorges du Cares (alt. 220 m) jusqu'au refuge, soit 1800 m de dénivelée, sont ainsi évités. L'hélicoptère permet de monter une tonne de matériel en plusieurs rotations et de gagner beaucoup de temps et d'efforts.
Le camp dure au moins quatre semaines, ce qui représente des quantités de nourriture importantes. En quelques jours, le gouffre T2 est équipé. En effet, les cordes ont été retirées et laissées au sommet de chaque puits, ce qui facilite considérablement les manœuvres d'installation. Les aménagements du bivouac de -680 m sont amortis avec la mise en place des hamacs sur le même site. Le puits entrevu près de la salle de Mille-feuilles est profond de 45 m ; il s'agit d'un puits arrosé dont le fond est obstrué par un chaos de blocs infranchissable. Le filet d'eau continue sous les pierres mais cette fois, il s'agit bien du terminus de la cavité à la cote honorable de -1256 m (développement total de 2685 m). Dans les rangs c'est la consternation, car chacun espérait mieux. Toutefois, des crustacés isopodes (Asellidae du genre Bragasellus, Henry & Magniez, 1968) sont prélevés dans les bassins du ruisseau et sur les parois sont récoltés des Ongulonychiurus colpus, une nouvelle espèce de collemboles.
La planification des descentes dans la cavité ressemble à une machine bien rodée qui fait la force des équipes. Tout d'abord, le terminus est visité par trois équipes de binômes au cours de pointes distinctes. Ceci afin de s'assurer qu'il n'existe vraiment aucune autre issue. Cette méthode a fait ses preuves et permet d'expliquer pourquoi tant de terminus apparents ont été dépassés avec succès. Une fois la fin du gouffre confirmée, il est déséquipé petit à petit, car il reste 1350 m de cordes sales et souvent gorgées d'eau à sortir du trou. Tout cela nécessite pas mal d'efforts et d'abnégation, car les sacs sont lourds. Tous les départs de galeries sont examinés depuis le fond jusqu'à -800, afin de ne laisser aucun doute sur une éventuelle continuation. L'essentiel du camp est consacré au déséquipement et chacun paie sa « contribution T2 » en descendant retirer un sac au fond du gouffre.
Cependant, d'autres équipes ont continué de prospecter alentour en cherchant des cavités. En 1984, un gouffre prometteur (T10) avait été découvert et exploré jusqu'à -310 m. Son exploration a été poursuivie jusqu'à -823 m au milieu d'une verticale, arrêt par manque de cordes (SCS, 1985).
Quelques contacts sont noués avec les équipes espagnoles de Valence, titulaires du permis d'explorer, qui ont déplacé leur camp d'Amuesa (alt. 1390 m) au Jou de los Cabrones (alt. 2034 m). Toutefois, il subsiste des différences importantes dans la pratique de la spéléologie et les équipes ne peuvent pas vraiment être mixées.

Année 1985
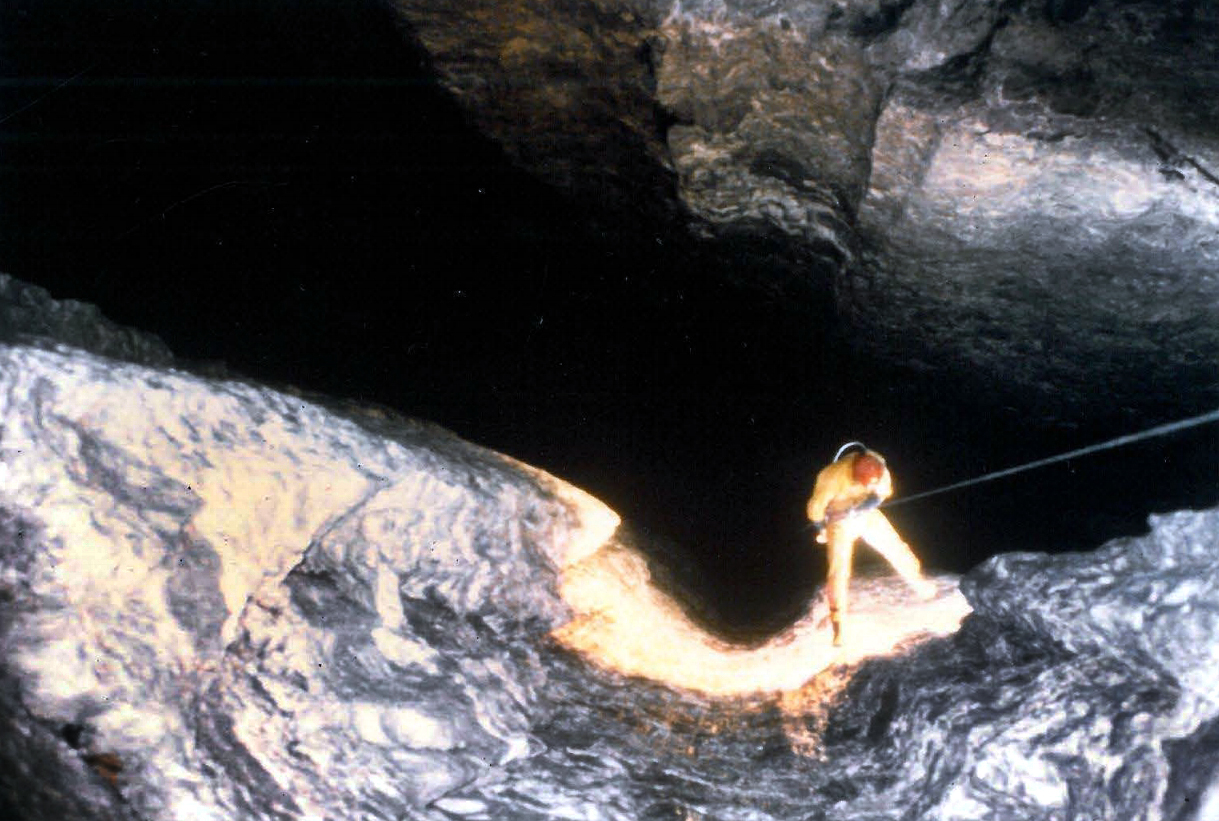
Puits d'entrée du T2 (Sima del Trave) vers -150 m.
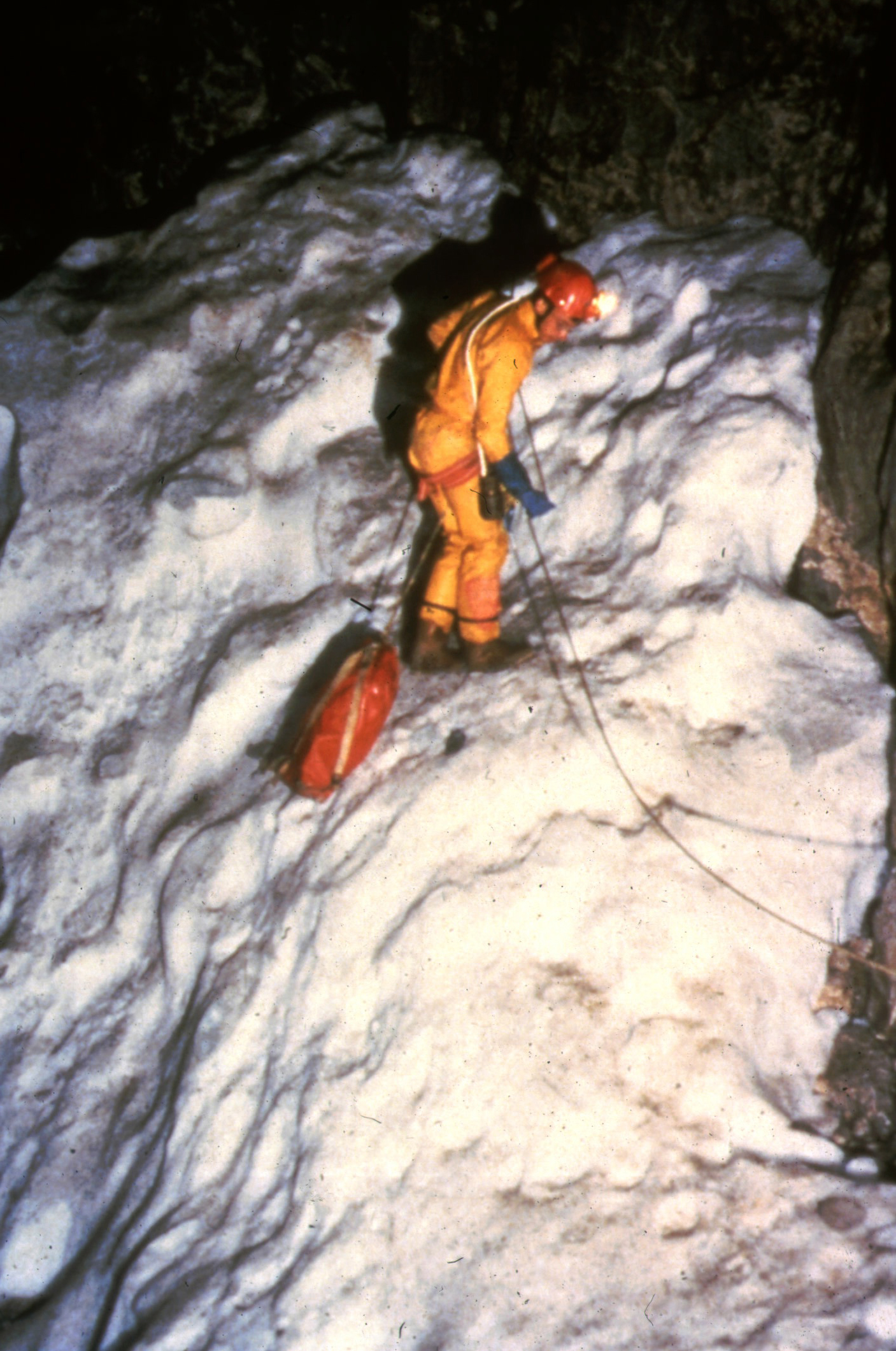
Névé au bas du puits d'entrée (P309) du T2.
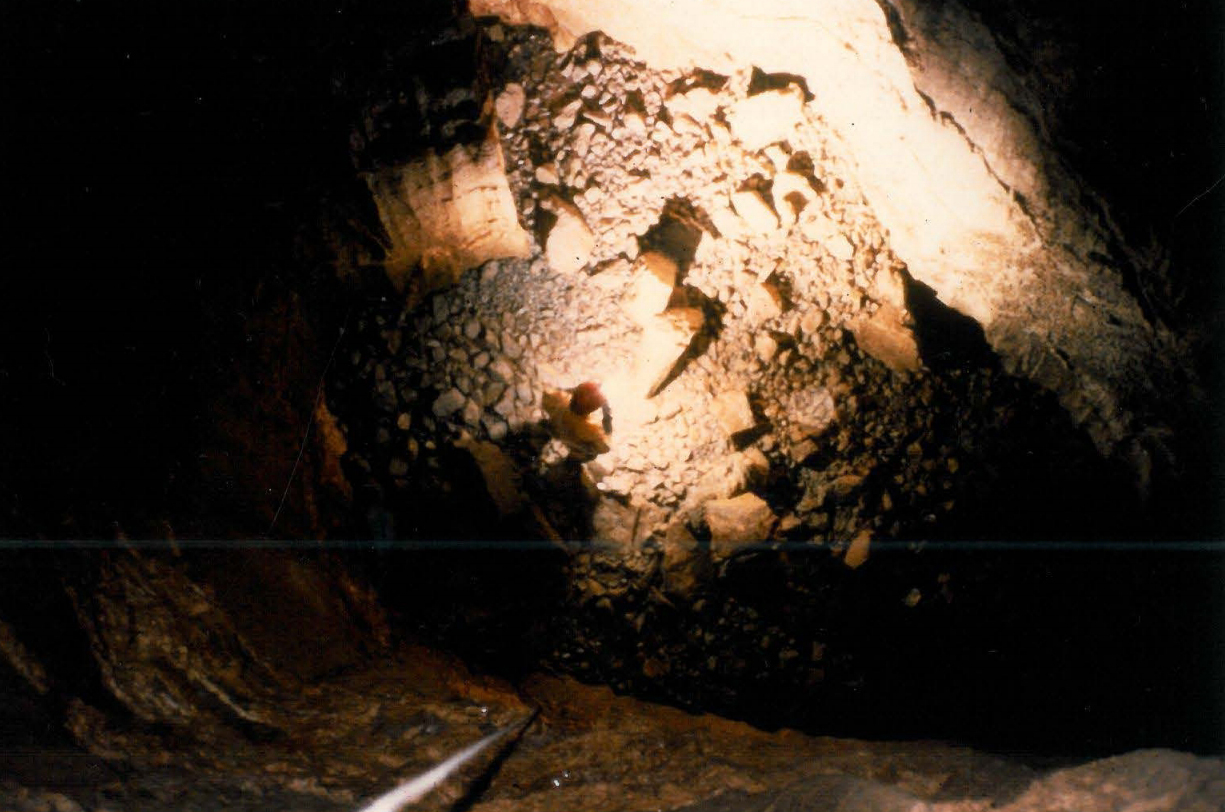
Base de puits vers -510 m dans le T2 (Sima del Trave).
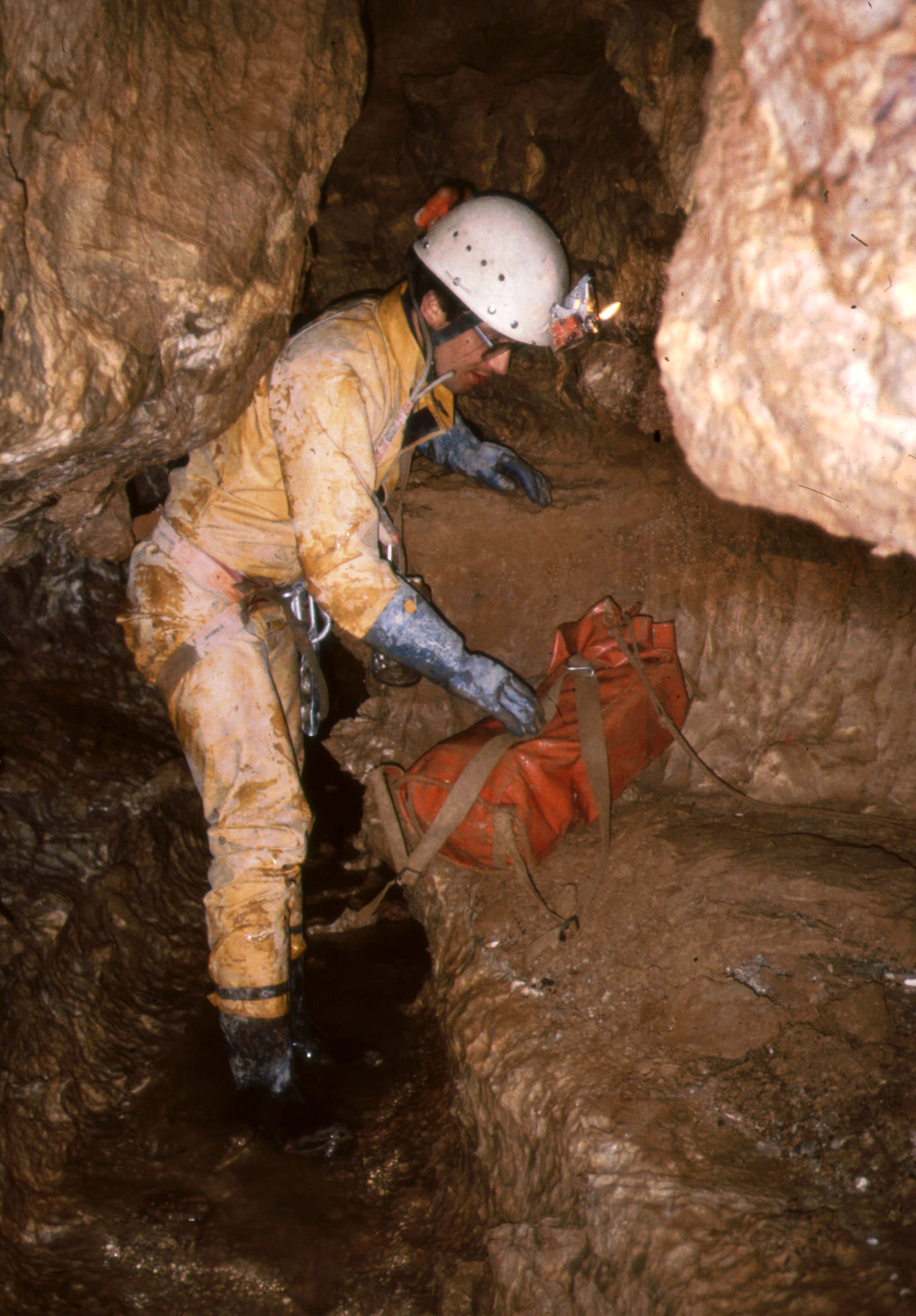
Méandre dans le gouffre T2.
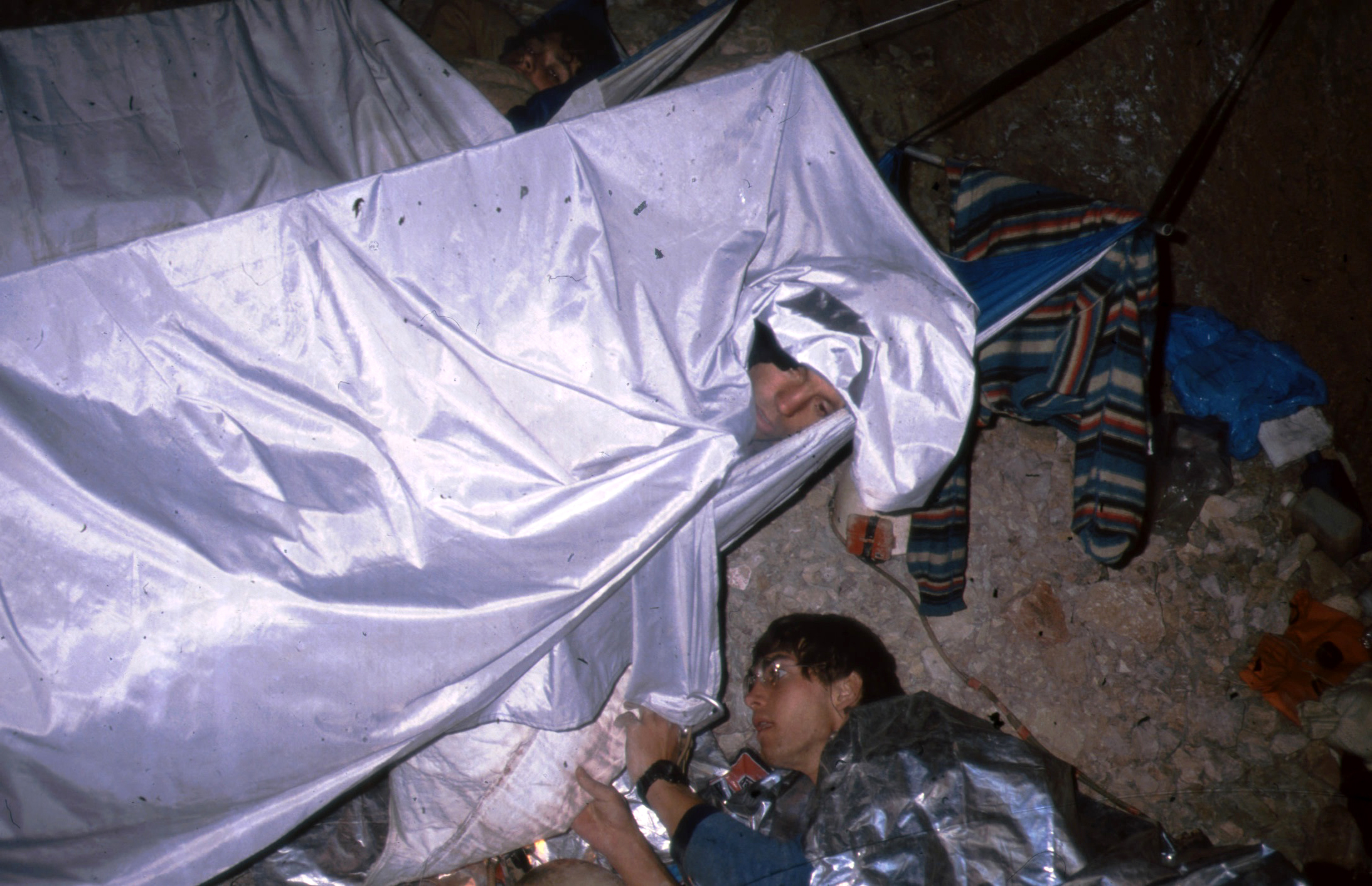
Philippe Hache et Pat Genuite (dans les hamacs) et Henri Grébénart au bivouac à -680 m dans le T2.
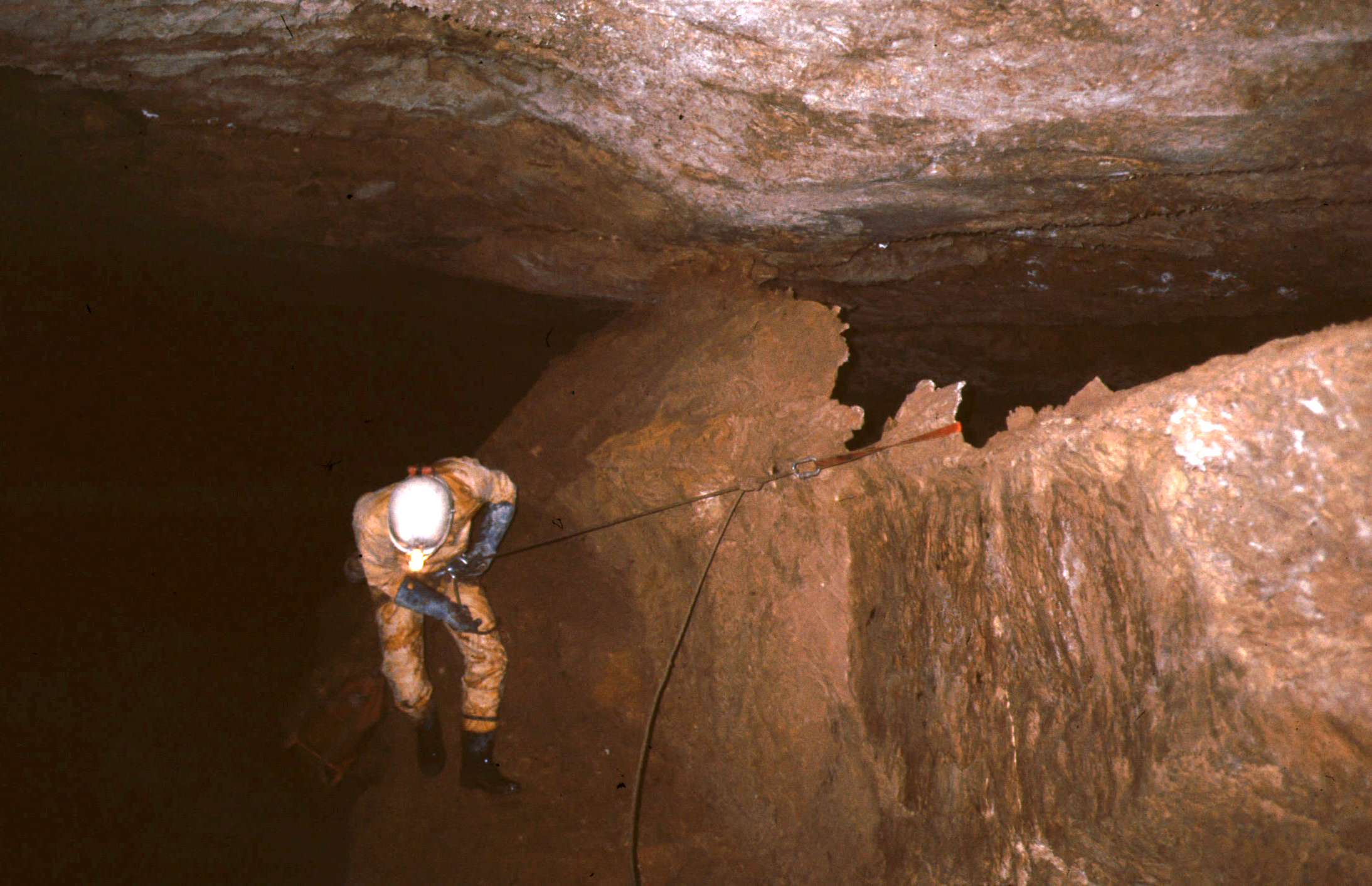
Puits creusé dans le plan de chevauchement dans le T2 .
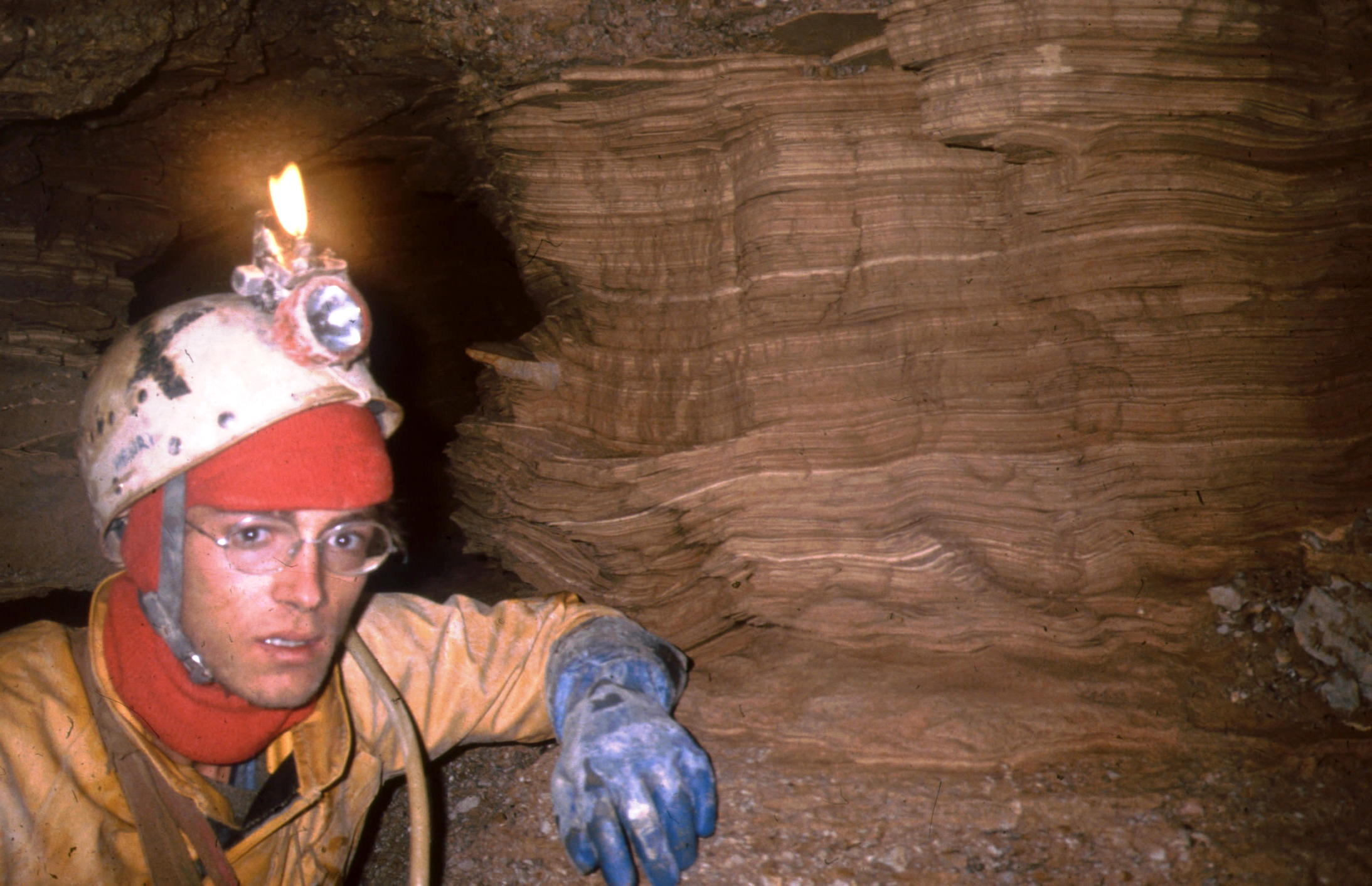
Henri Grébénart dans la salle des Mille-feuilles vers -1205 m (T2).
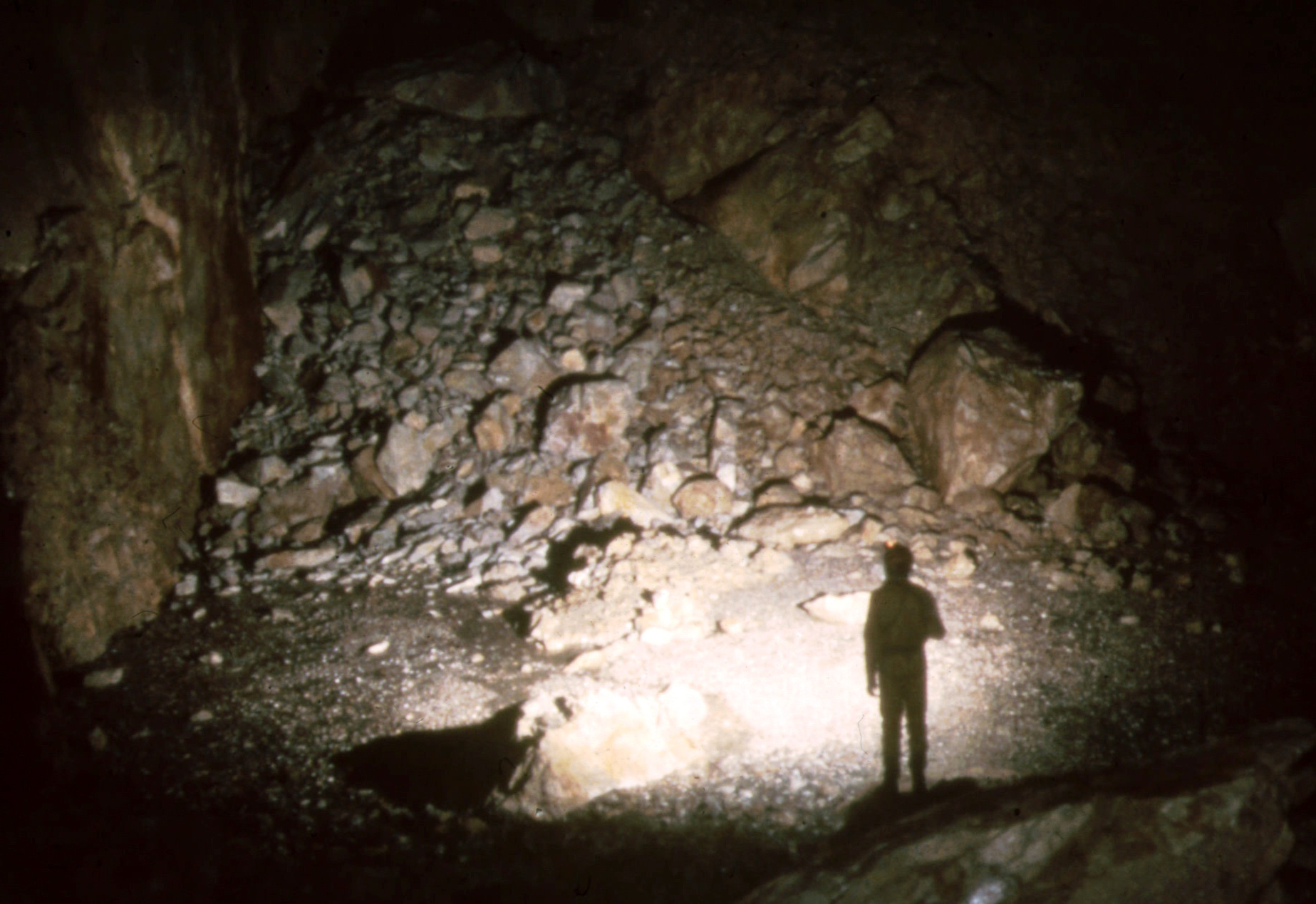
Fond du gouffre T2 (-1256 m) dans la salle des Bragasellus.
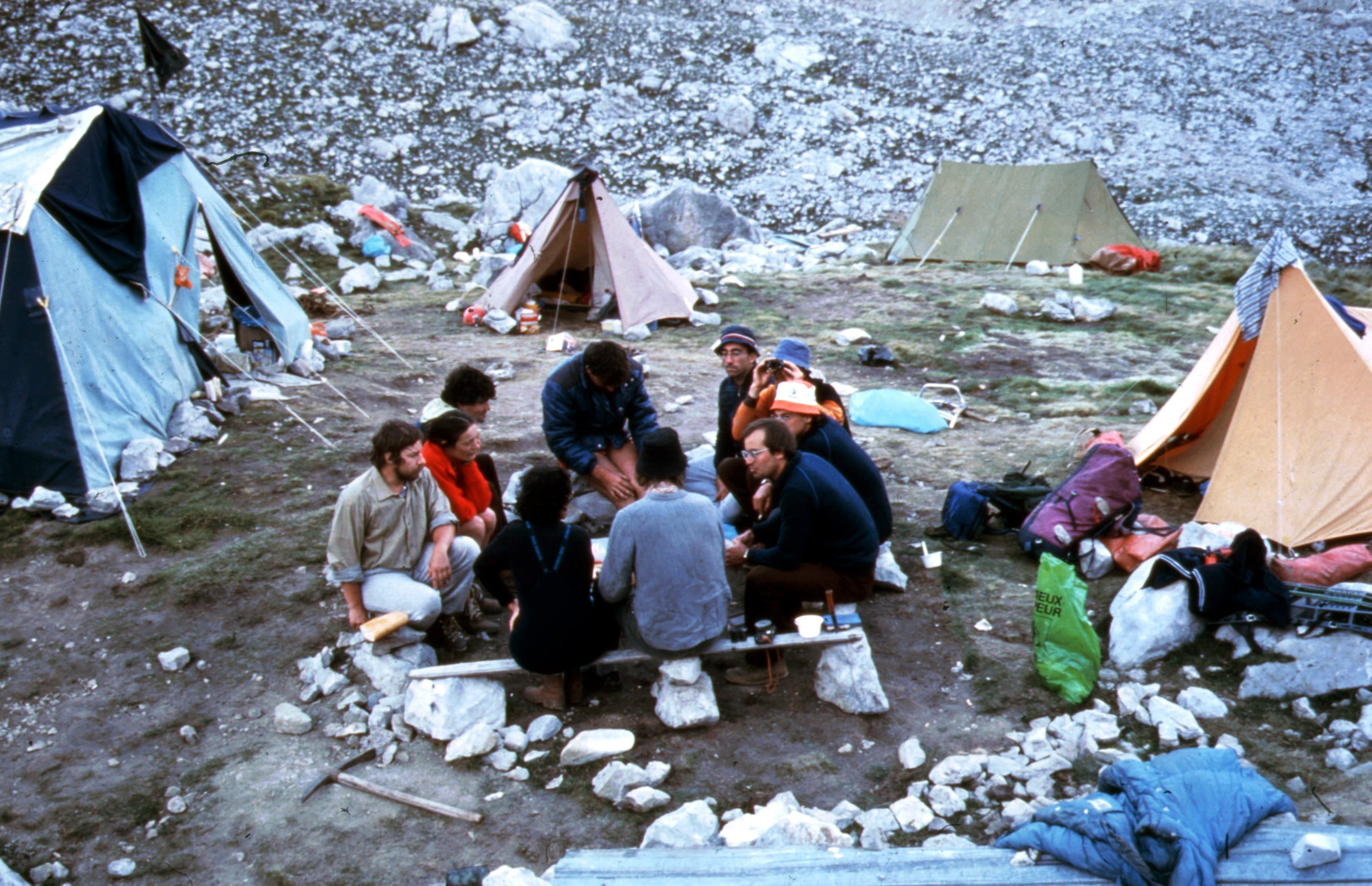
Début de soirée au camp installé près du refuge du Jou de los Cabrones.
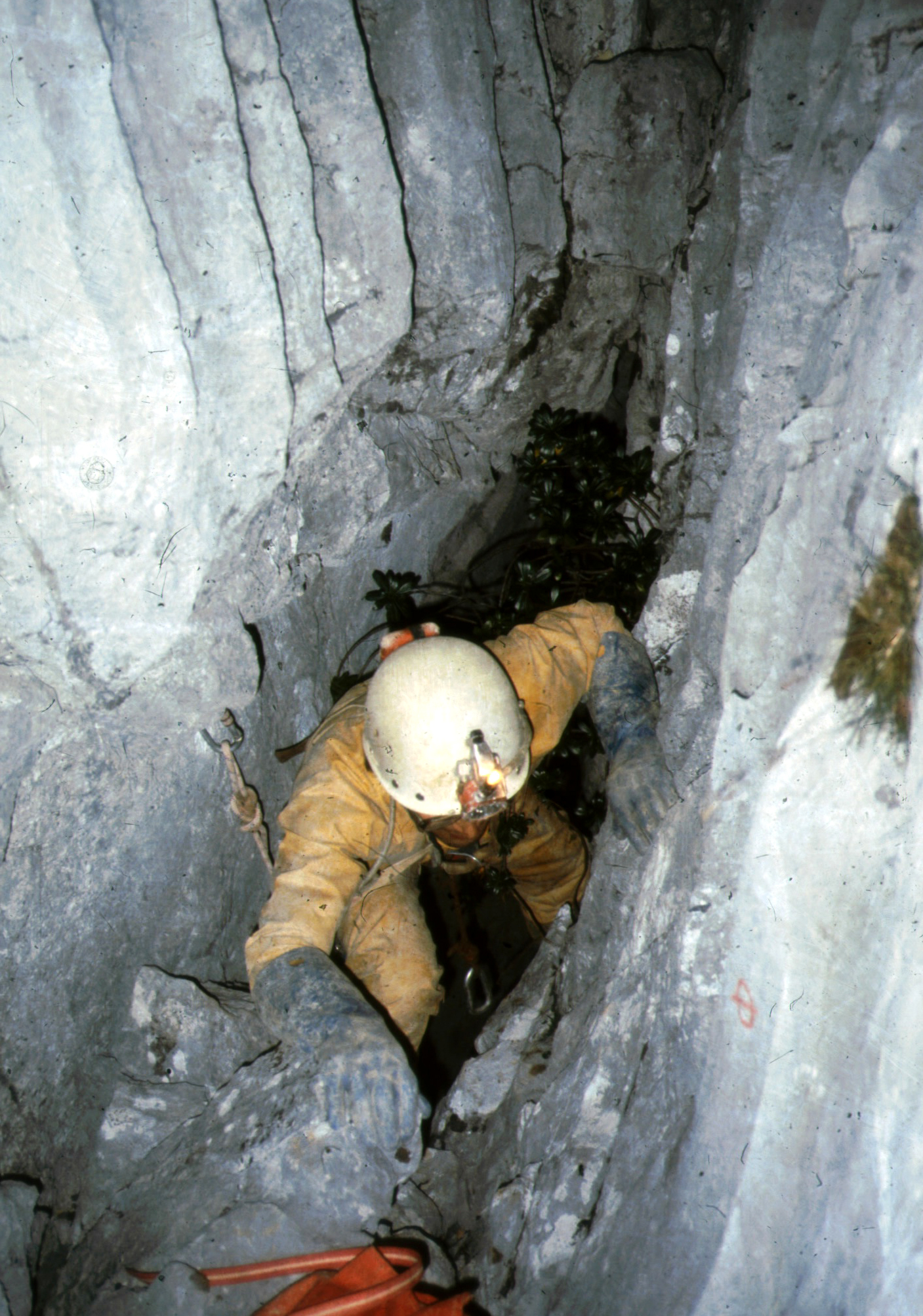
Entrée du gouffre T10 (Torca de la Laureola).
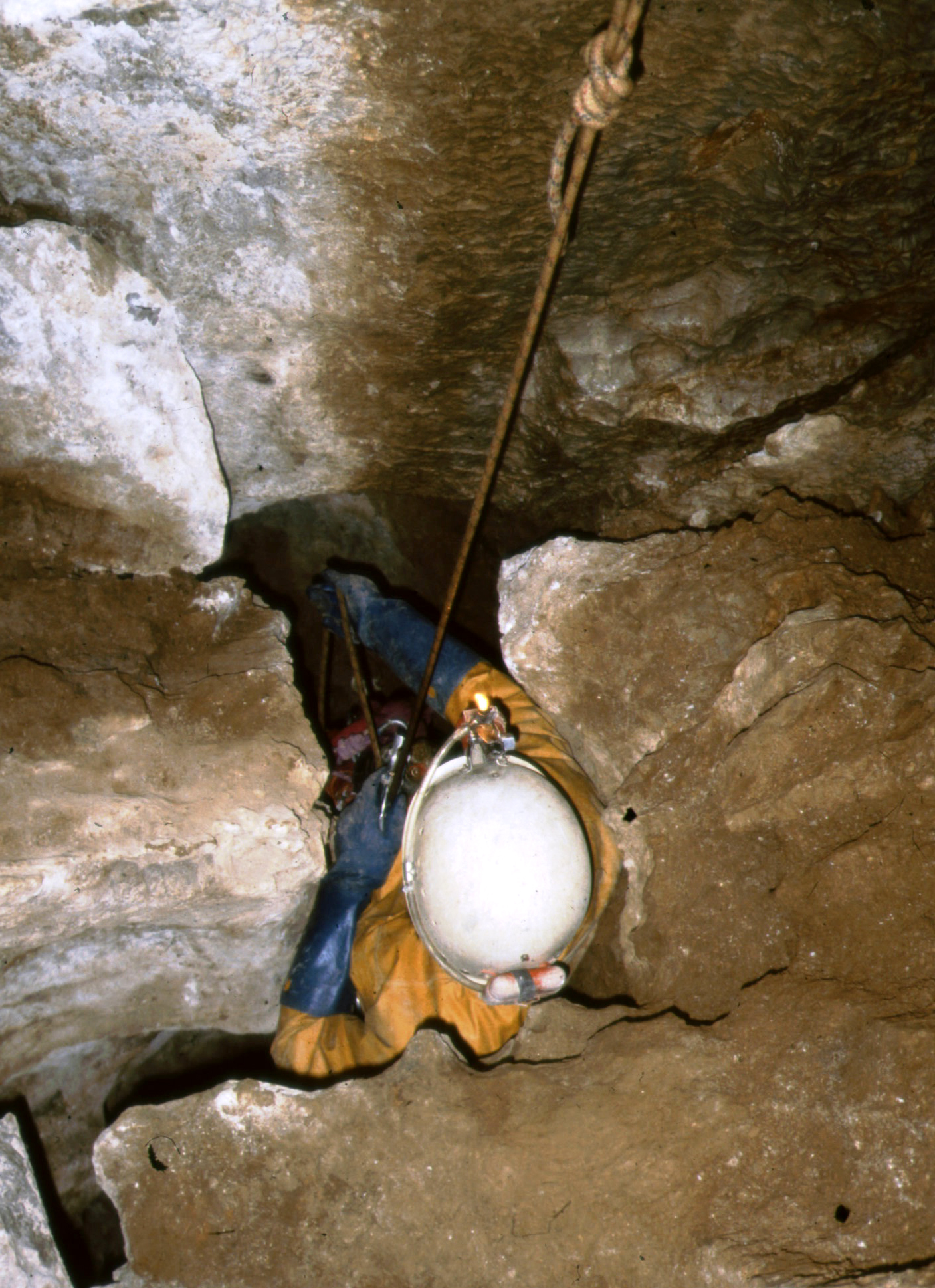
Puits dans le T10 (Torca de la Laureola).

### 1986
Participants : Anne-Marie Barbe, Jean-Yves Bigot, Régis Broustet, Joan Erra, Didier Faust, Étienne Gautier, Pat Genuite, Roland Kedzierski, Bruno Schlosser, Bernard Vidal & Jean-Pierre Villegas.
Le gouffre prometteur du T10, baptisé Torca de la Laureola (alt. : 2042 m), se termine plus tôt que prévu et un fond est atteint à -863 m dans une branche verticale. Le courant d'air a été perdu et la fissure terminale, trop étroite, ne laisse aucun espoir de continuation. Toutefois vers -330, un nouveau réseau a été découvert en remontant les larges banquettes d'un méandre nommé Kourou. Sous ce méandre s'ouvre le puits Ariane (P85) qui mène au fond de la branche verticale de -863 m. Le but est d'explorer systématiquement tous les vide accessibles. Au bout du méandre Kourou, un puits parallèle à celui d'Ariane est exploré et livre accès à un nouveau réseau totalement sec, qui correspond à un ancien tracé hydrologique. Il s'agit en fait d'une ancienne capture karstique, qui mène provisoirement à la cote -490 m dans la Nouvelle branche du T10. Le point extrême atteint est très proche des galeries d'un nouveau gouffre en cours d'exploration, le T13.
Le T 13 ou Torca del Alba (alt. : 1975 m) s'ouvre par une modeste entrée. Rapidement, il prend de l'ampleur et descend par une très belle série de puits (puits Toccata) jusqu'à la salle des Zéphyrs à la cote -400. Le toit pentu des galeries correspond à un plan de chevauchement majeur du massif (pente de 56°). Plus bas, les galeries larges et inclinées, dites des « Toboggans », ne ressemblent à aucune autre et comptent parmi les plus beaux paysages souterrains du gouffre. Mais ces grandes galeries prennent fin dans un endroit où les pierres se sont accumulées en raison de la pente. La suite se situe peut-être dans un méandre étroit où s'engouffre le courant d'air. Mais une étroiture infranchissable, très fortement ventilée dite « le Gicleur » (cote -573), vient arrêter net les explorateurs. Équipés d'une pointerolle et d'une massette, le binôme suivant fait sauter le verrou et ouvre la voie. Les puits et les méandres s'enchaînent selon une pente régulière, car les méandres se développent sous le toit du chevauchement. La progression ne présente pas de difficultés techniques, cependant le gouffre s'approfondit et les temps passés sous terre s'allongent également. L'installation d'un bivouac est un temps envisagée, mais c'est finalement une longue sortie à quatre de 22 heures qui permet de topographier (-825) la cavité et de l'explorer jusqu'à la cote honorable de -840 m avec un « arrêt sur rien », une expression consacrée qui signifie que le gouffre continue.
Les reports topographiques indiquent que les galeries des gouffres T10 et T13 sont très proches de celles du T2. Un des objectifs futurs sera d'en explorer tous les recoins afin de connecter les trois gouffres entre eux (SCS, 1986).
Les spéléologues espagnols de la région de Valence se sont regroupés dans l'Interclub Espeleo Valenciano (l. E. V.) et acceptent de collaborer avec les équipes françaises. Toutefois, il subsiste d'importantes disparités techniques qui limitent le nombre de sorties communes.

Année 1986
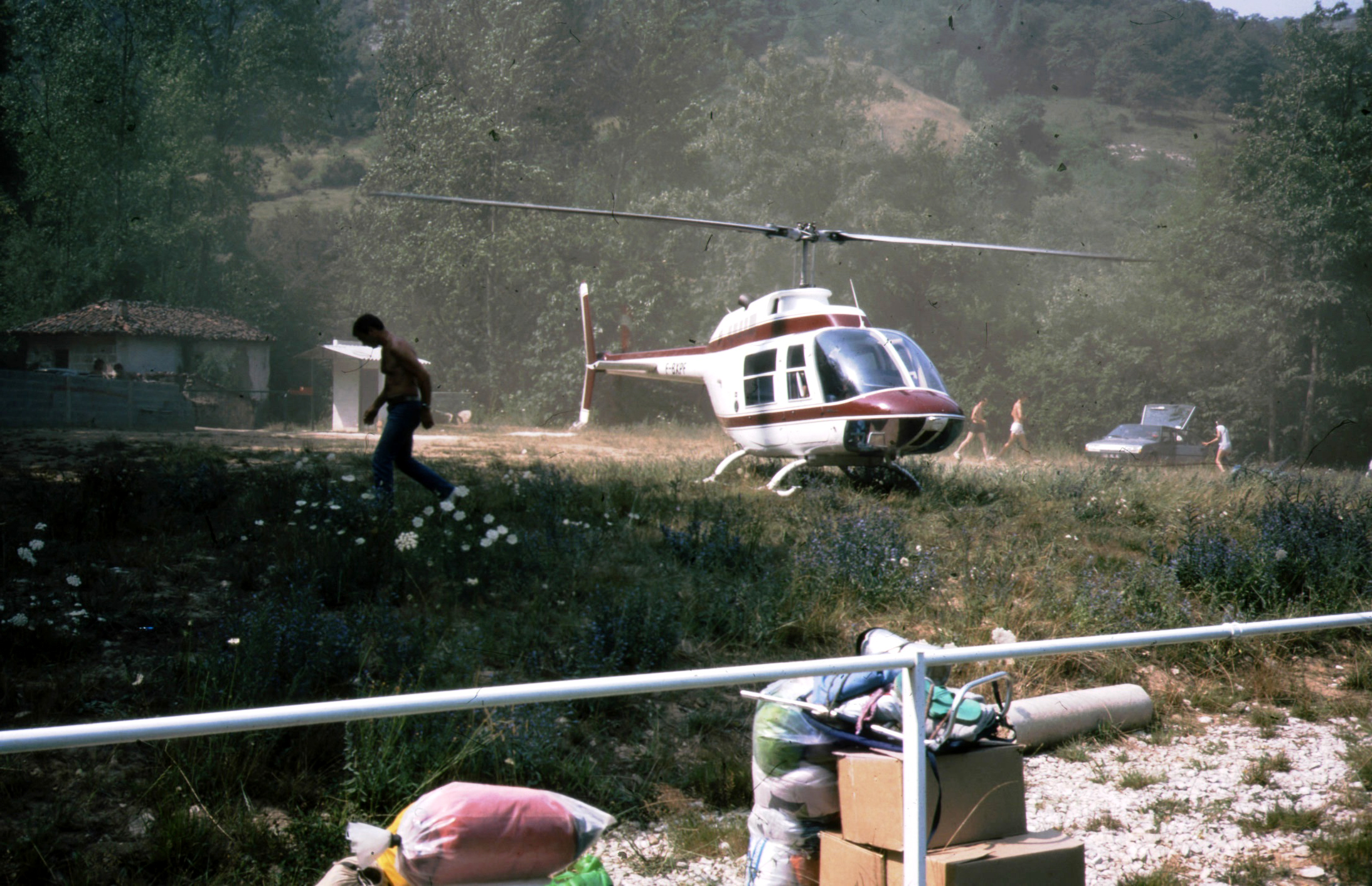
Héliportage du matériel depuis Carreña de Cabrales avec un Bell Jet Ranger.
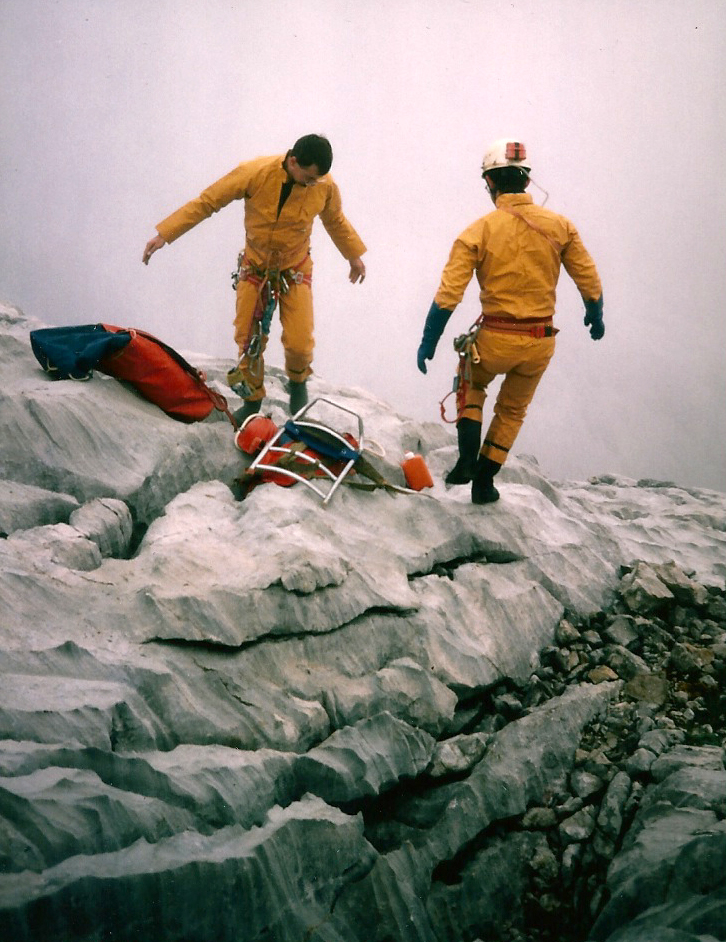
Équipement à l'entrée du gouffre T10 (Torca de la Laureola).
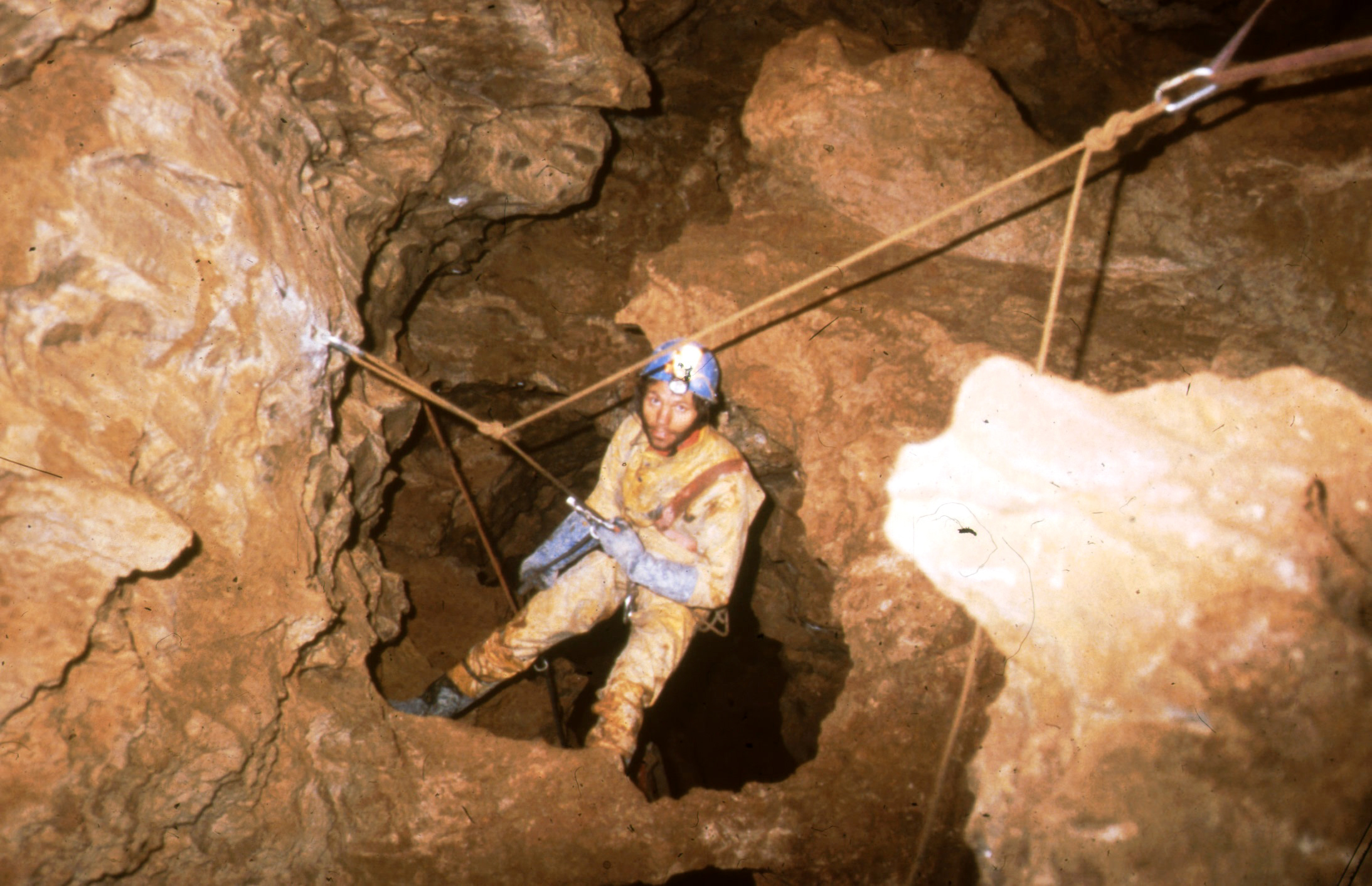
Puits dans le T10 (Torca de la Laureola).
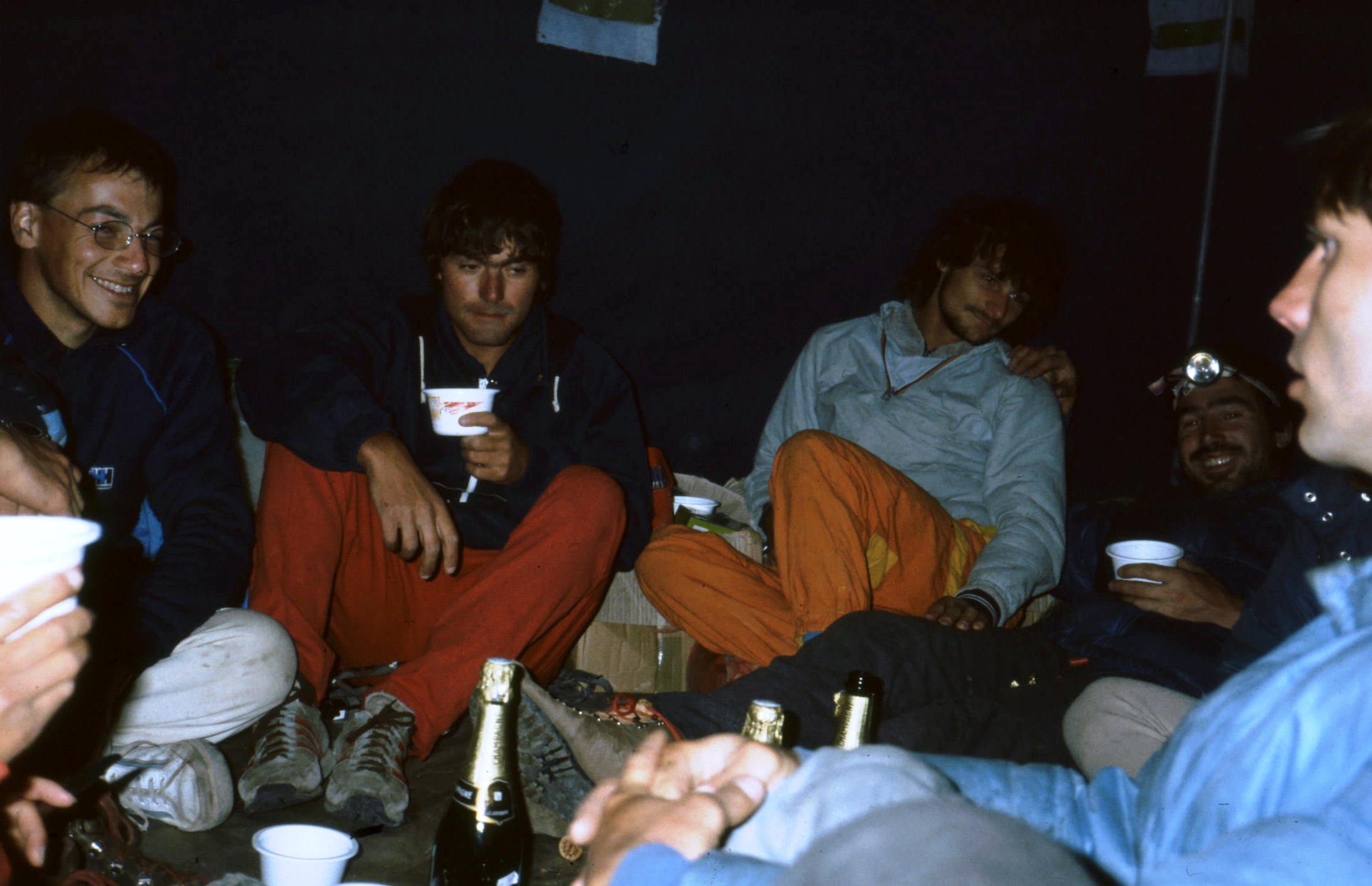
De gauche à droite, Jean-Yves Bigot, un Espagnol, Didier Faust, Bruno Schlosser et Pat Genuite fêtent au champagne les bons résultats de l'expédition.
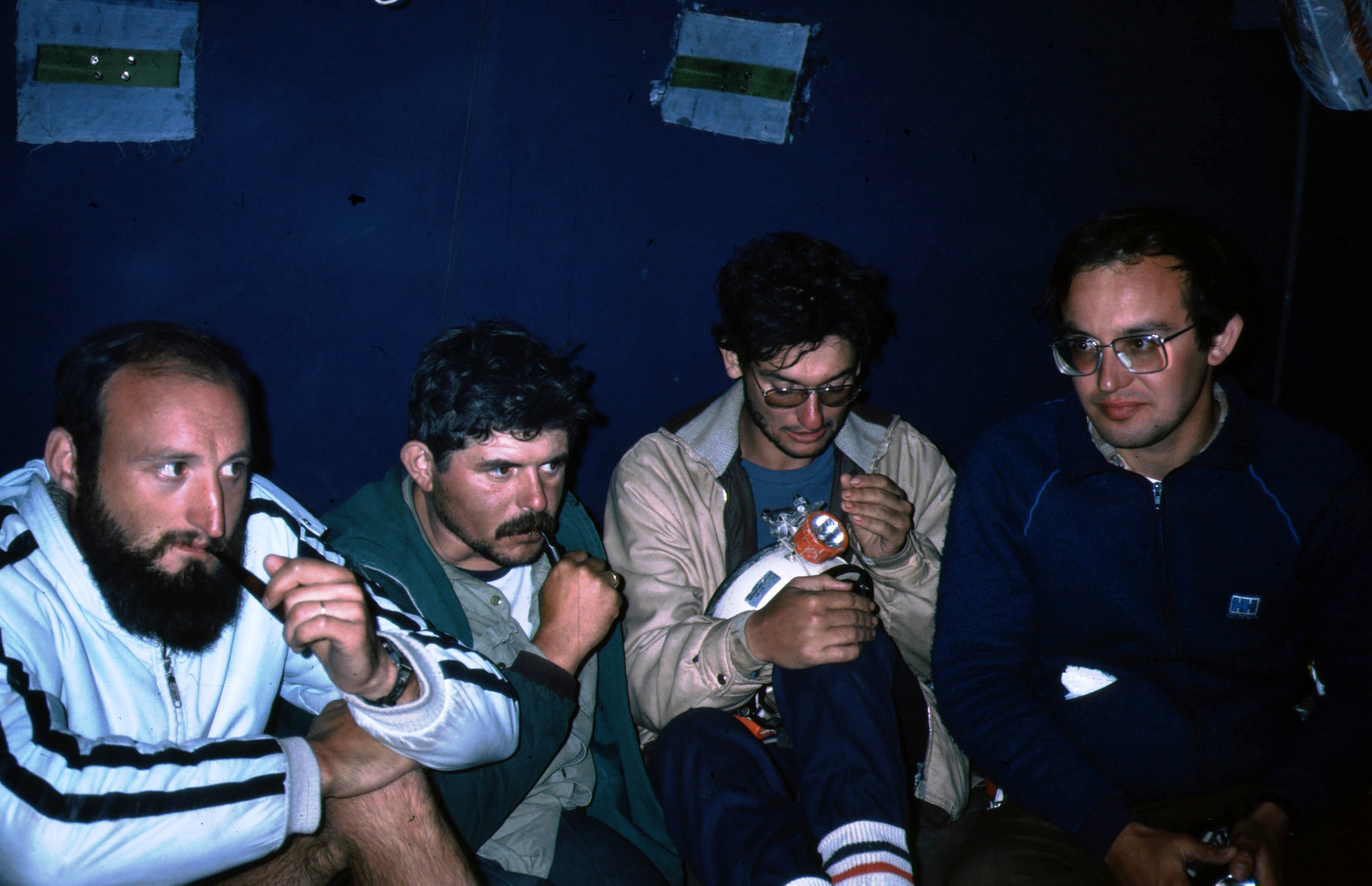
De gauche à droite, Popi, Juan ?, Ramon ? et Bernard Vidal dans la « tente bleue » du camp du Jou de los Cabrones.
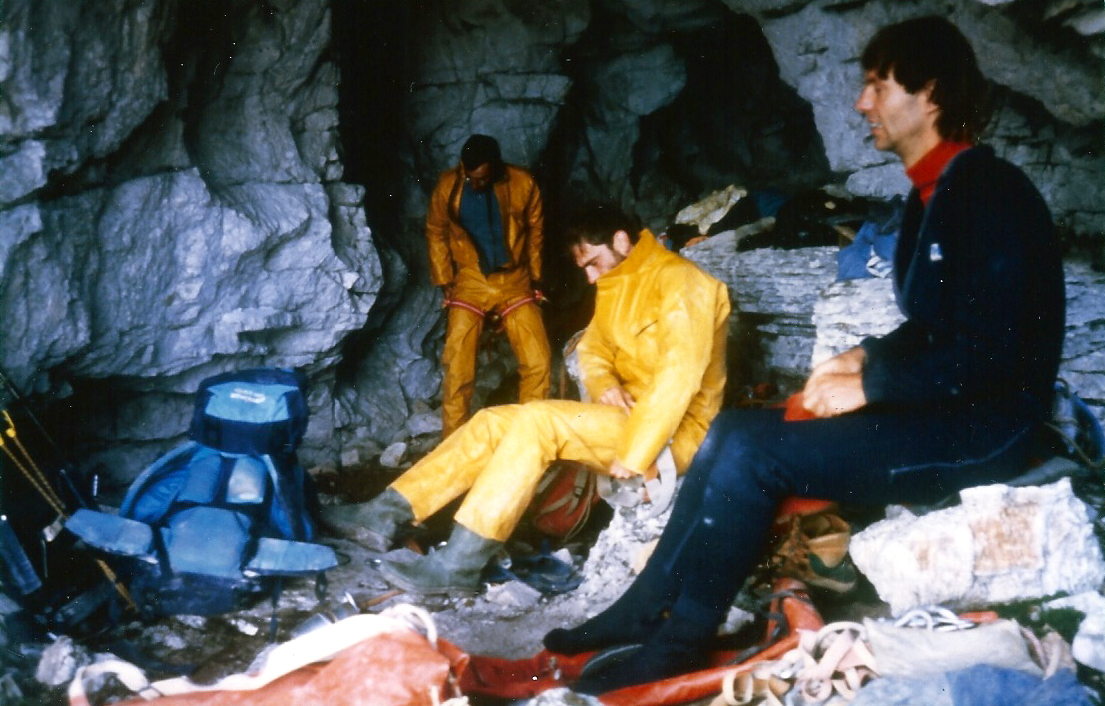
Équipement dans la grotte-vestiaire proche du T13 (Torca del Alba). De gauche à droite, Jean-Yves Bigot, Joan Erra et Pat Genuite.
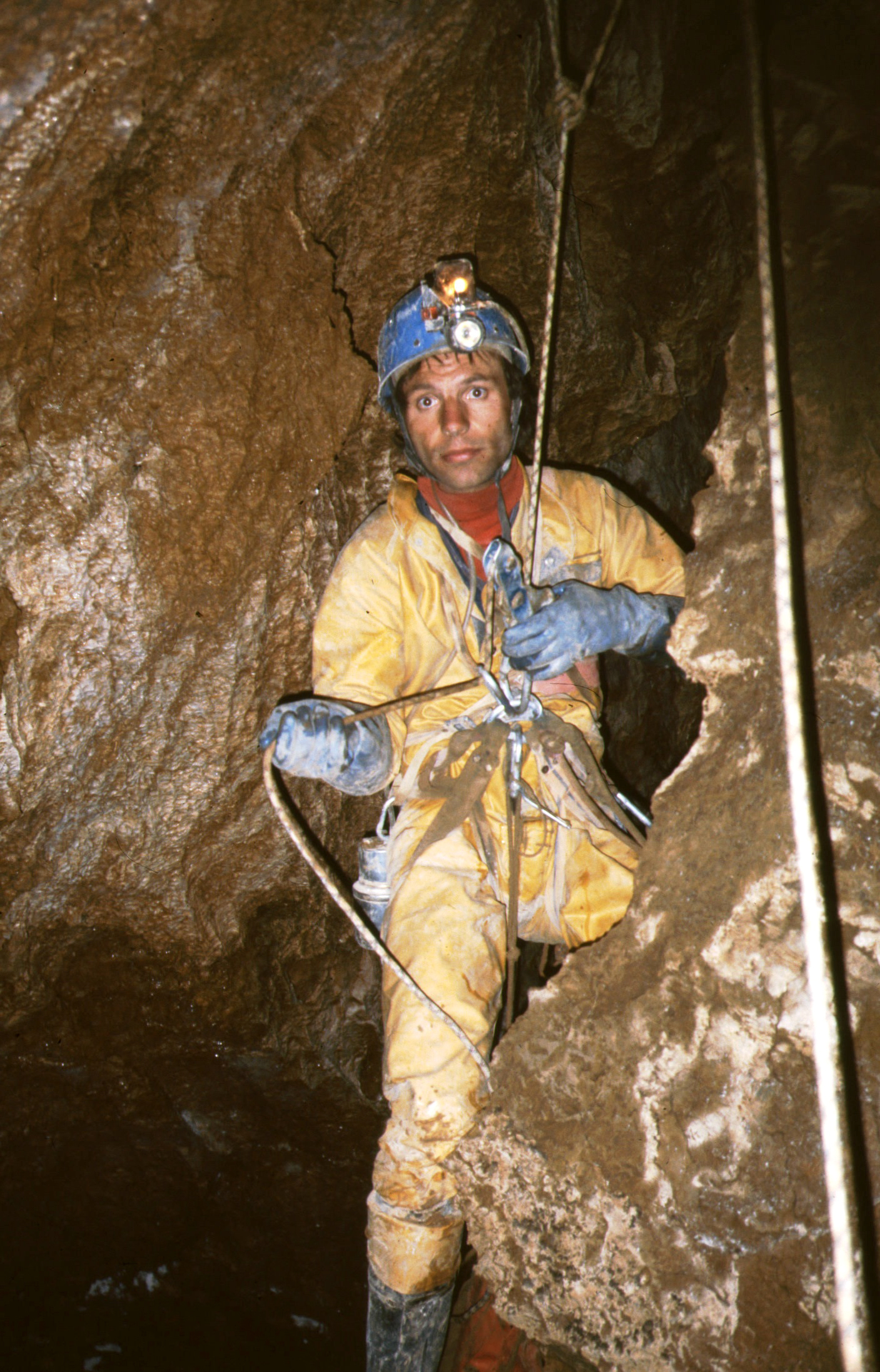
Puits dans le T13 (Torca del Alba).
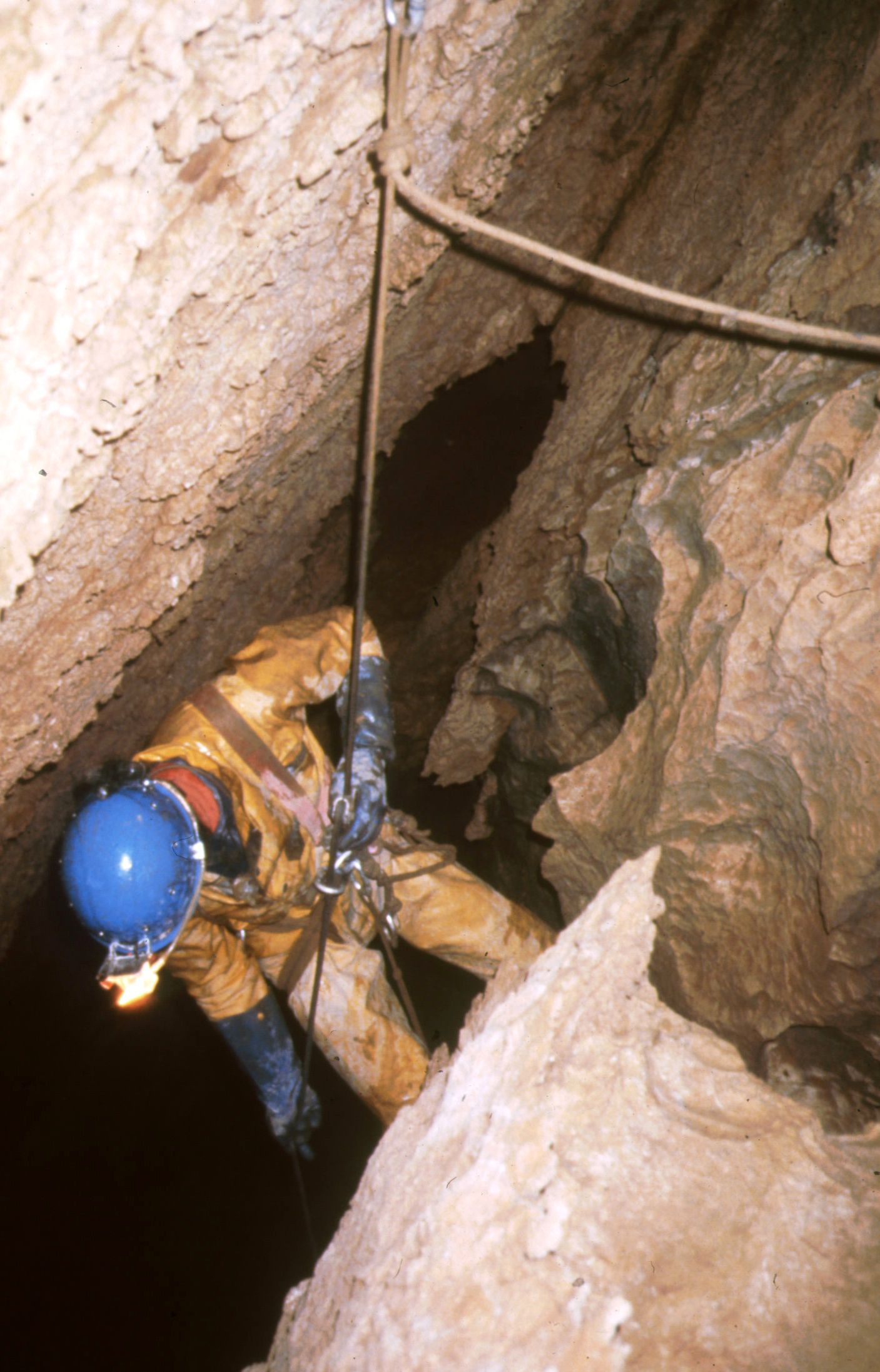
Puits dans la Torca del Alba(T13).
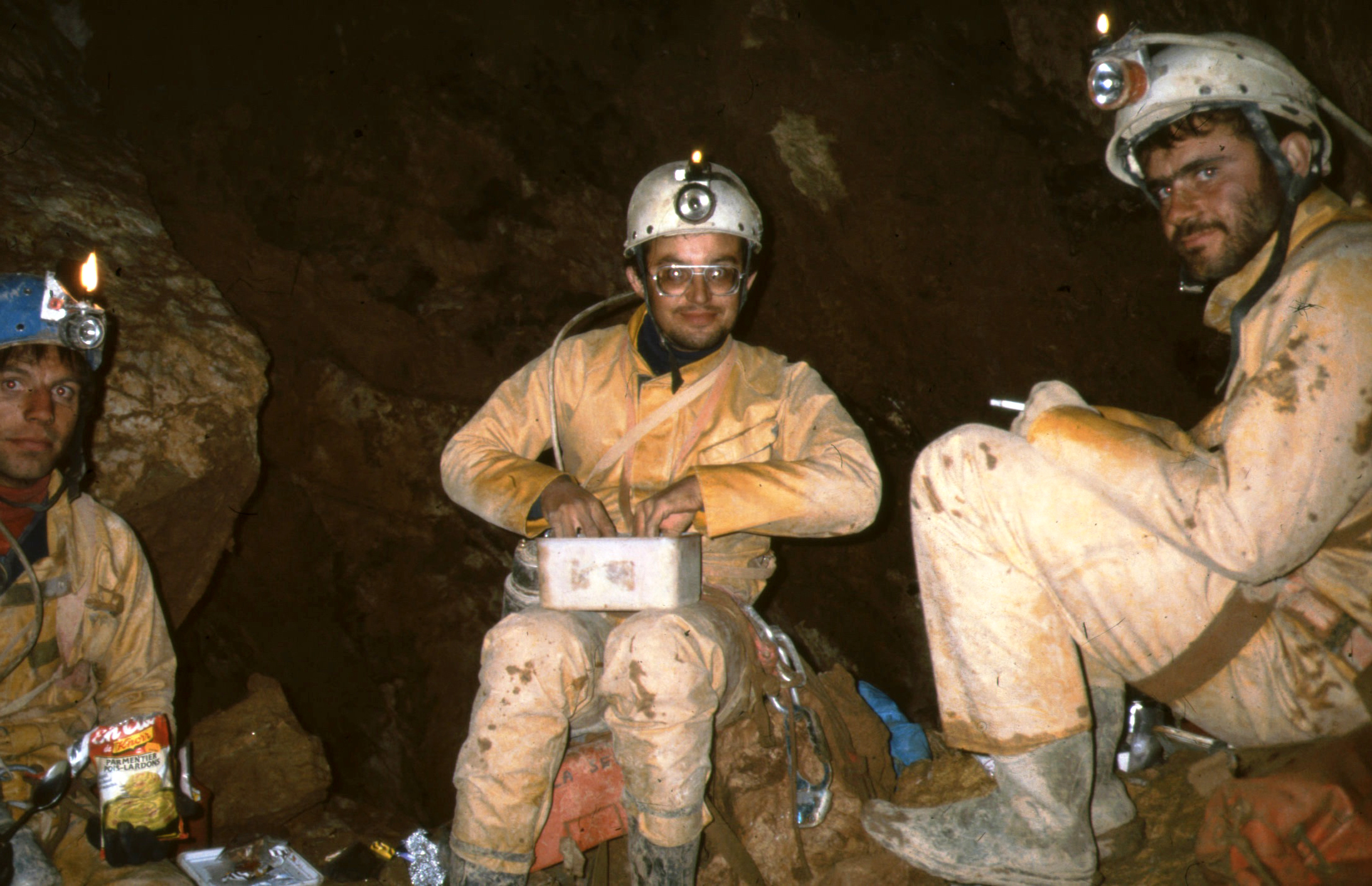
De gauche à droite, Pat Genuite, Bernard Vidal et Joan Erra lors d'une pause dans le T13 (Torca del Alba).
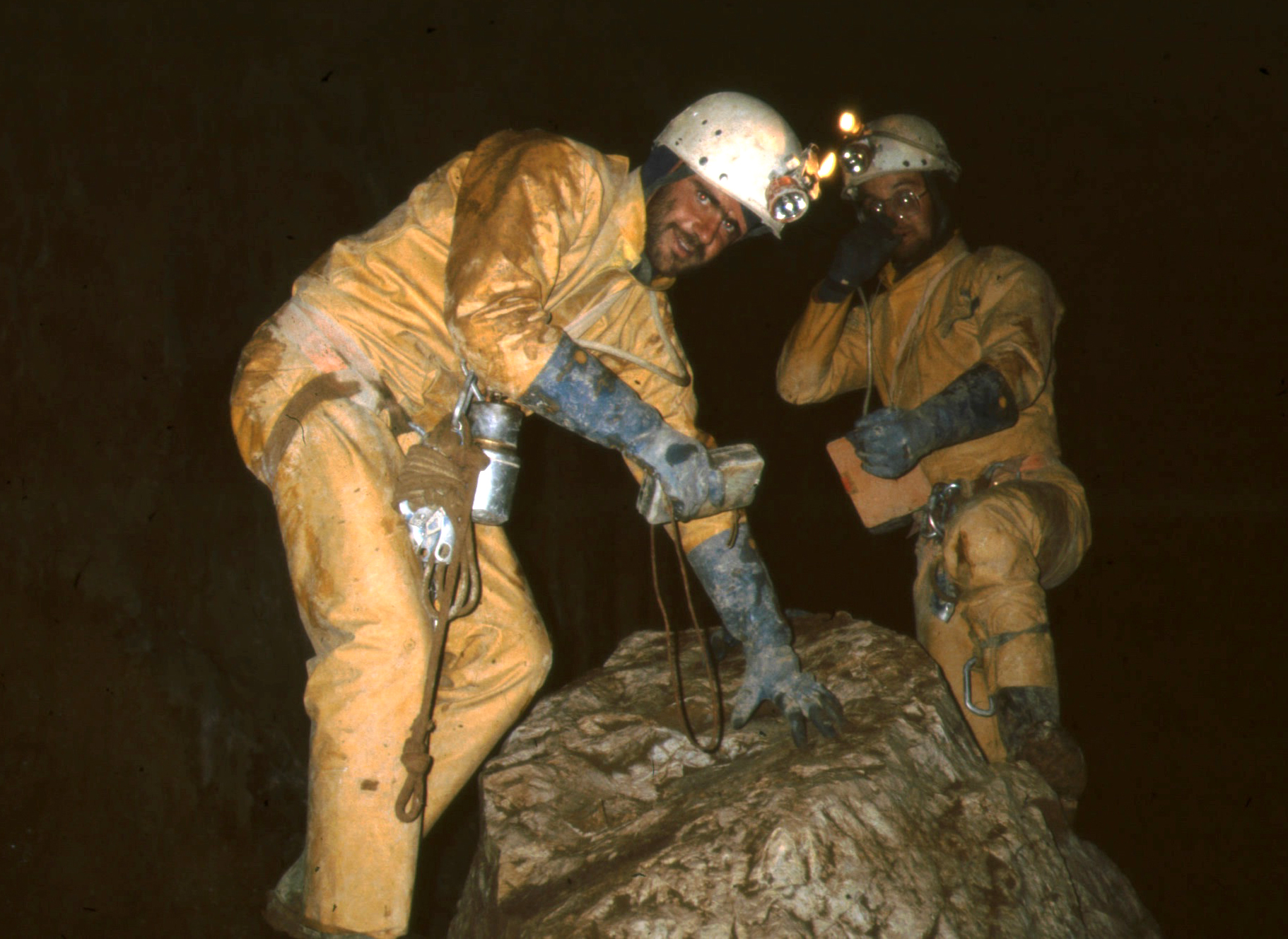
Joan Erra et Bernard Vidal lèvent la topographie avec une « boîte Vulcain » dans le T13 (Torca del Alba).
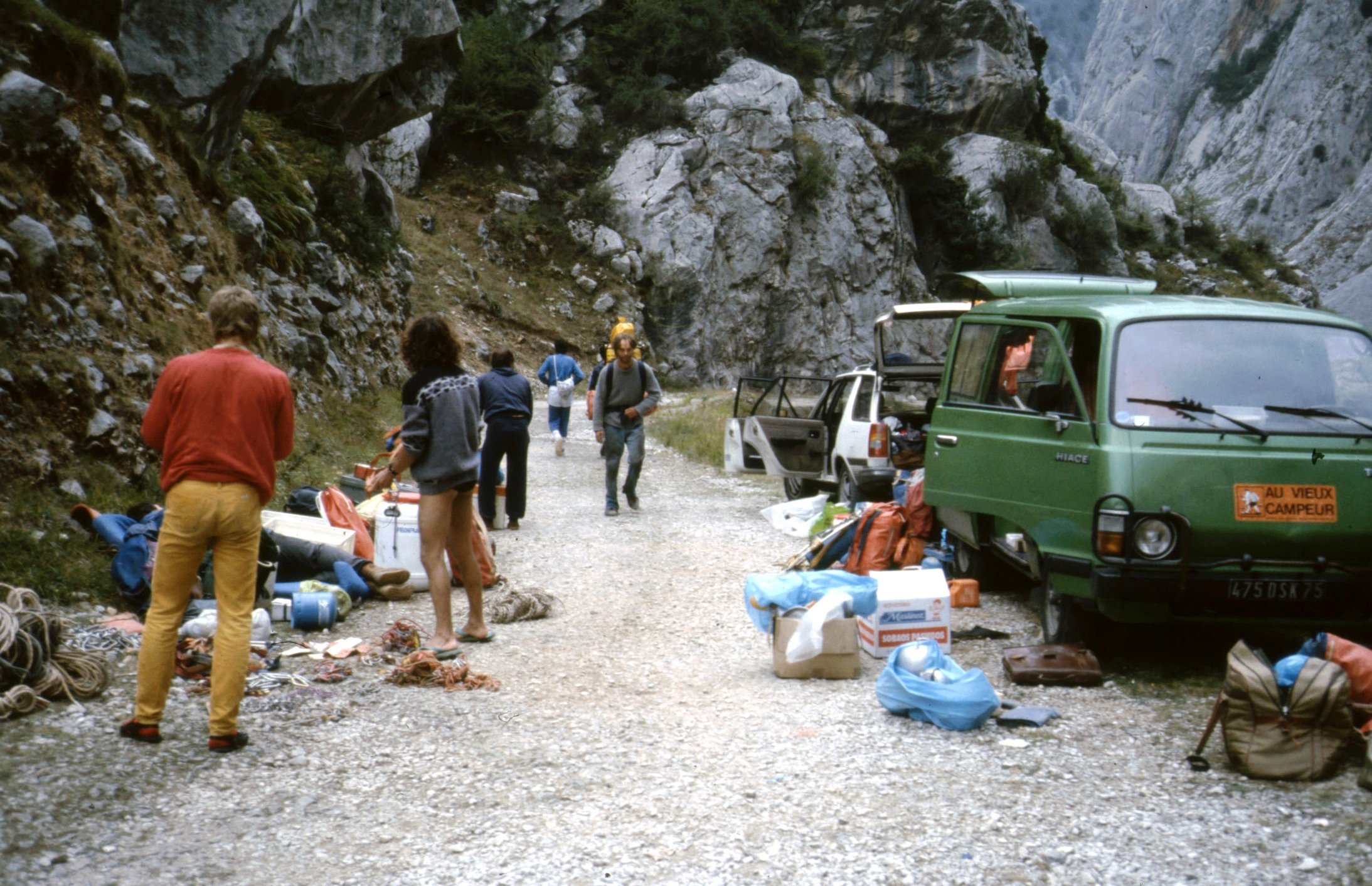
Retour au camp de base du Puente de la Jaya dans les gorges du Cares.
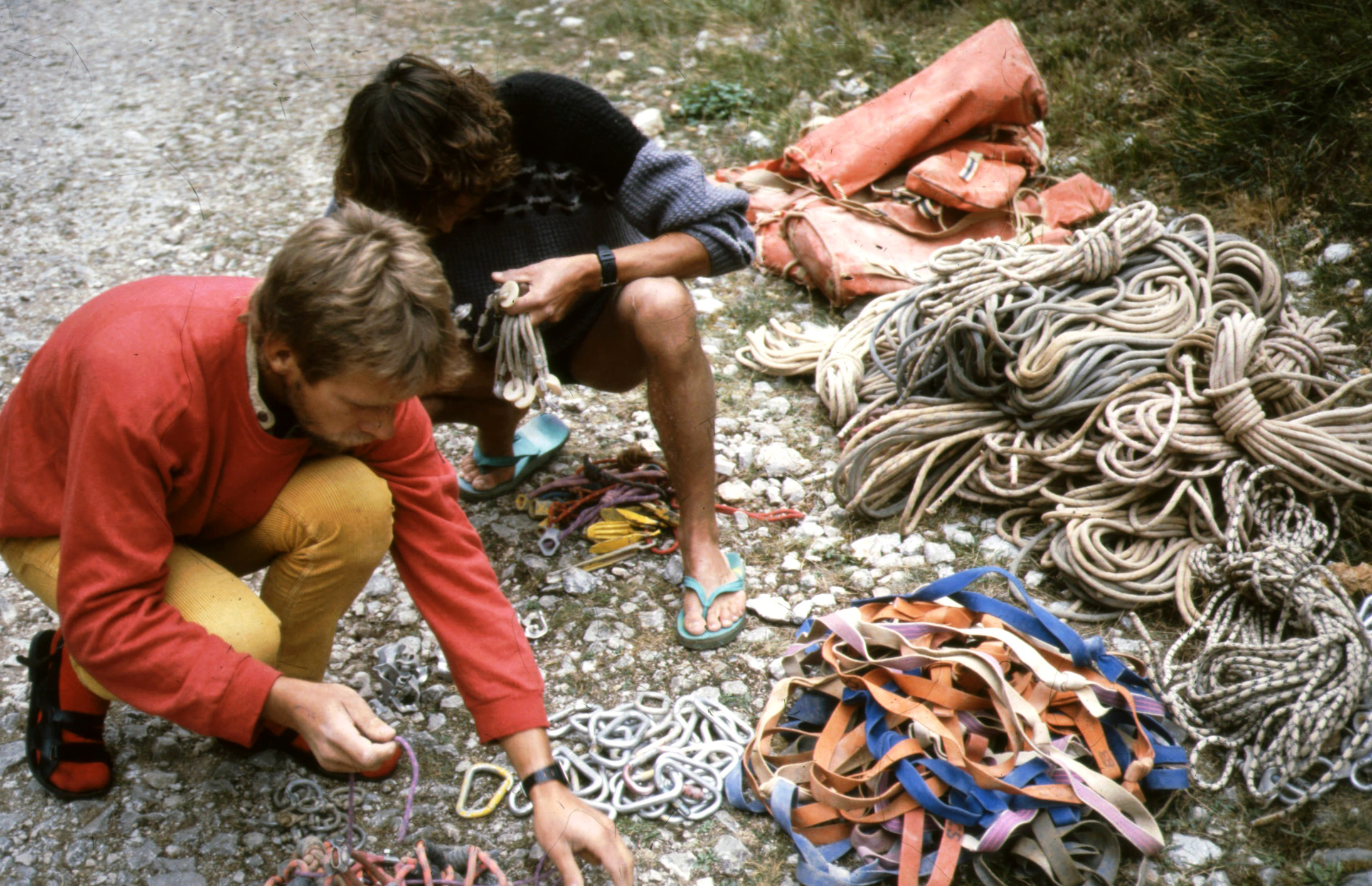
Nettoyage et tri du matériel au camp de base du Puente de la Jaya.

### 1987
Participants : Anne-Marie Barbe, Jean-Yves Bigot, Joan Erra, Pat Genuite, Bruno Schlosser, Bernard Vidal, Jean-Pierre Villegas et les spéléologues de l'Interclub Espeleologico Valenciano - I. E. V.(d'après le rapport d'expédition 1987 adressé à la commission des relations et expéditions internationales de la FFS - CREI).
Les effectifs se composent de huit spéléologues du Spéléo-club de la Seine et de sept de l'interclub de Valence (I. E. V.). L'objectif est de relier les trois gouffres, Les recherches dans le T10 et le T13 permettent de découvrir un étroit méandre fossile en partie fracturé par la néotectonique (chevauchement géologique). Vers - 450 m, l'union des deux réseaux T10-T13 est effective. Toutes les cordes du gouffre T10 peuvent être enlevées pour ne garder que celles du gouffre T13 qui constitue un accès plus direct à la nouvelle branche du T10. Les efforts se concentrent alors sur le fond du gouffre T13 dont la profondeur est portée de -840 à -1042 m, cote de la salle Z du gouffre T2 : la 2e jonction est réussie. L'altitude du gouffre T10 (2042 m) est la plus haute entrée du système ; elle est située 125 m plus haut que l'entrée historique du T2 (alt. 1975 m). Ce différentiel d'altitude porte la dénivellation du système du Travé de 1256 m à 1381 m pour un développement total de 7296 m. En août 1987, le système devient le deuxième gouffre le plus profond du monde... Un record bien éphémère puisque quelques semaines plus tard, la profondeur du gouffre BU56 (massif transfrontalier de la Pierre Saint-Martin - Larra, Espagne) sera portée à -1408 m (Vidal, 1987).
En surface, une boîte réfrigérée par une source fraîche permet de conserver vivants les collemboles capturés dans le gouffre en vue d'un transfert dans un laboratoire parisien pour étude physiologique.
Dans le même temps, les explorations dans la nouvelle branche du T10, provisoirement arrêtées vers - 490 en 1986, se poursuivent jusqu'à la cote prometteuse de -769 m. L'exploration du système du Travé n'est pas terminée puisque les équipes se sont de nouveau « arrêtées sur rien ».
Par ailleurs, un autre gouffre (T27), en partie occupée par un névé, fait l'objet d'investigations jusqu'à la profondeur de 253 m.

Année 1987
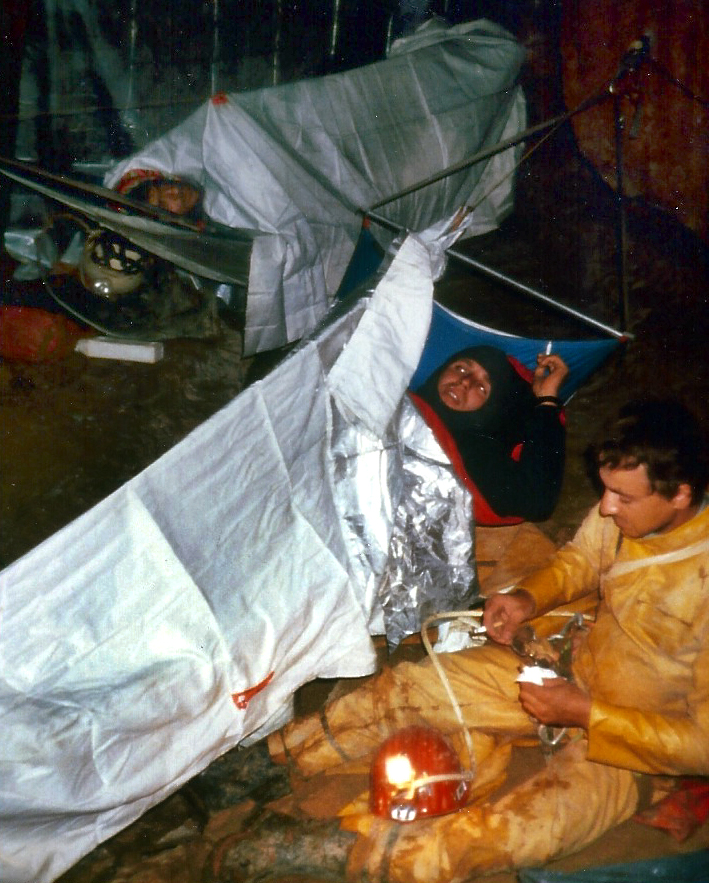
De gauche à droite, Joan Erra, Jean-Pierre Villegas et Jean-Yves Bigot à -680 m (T13).
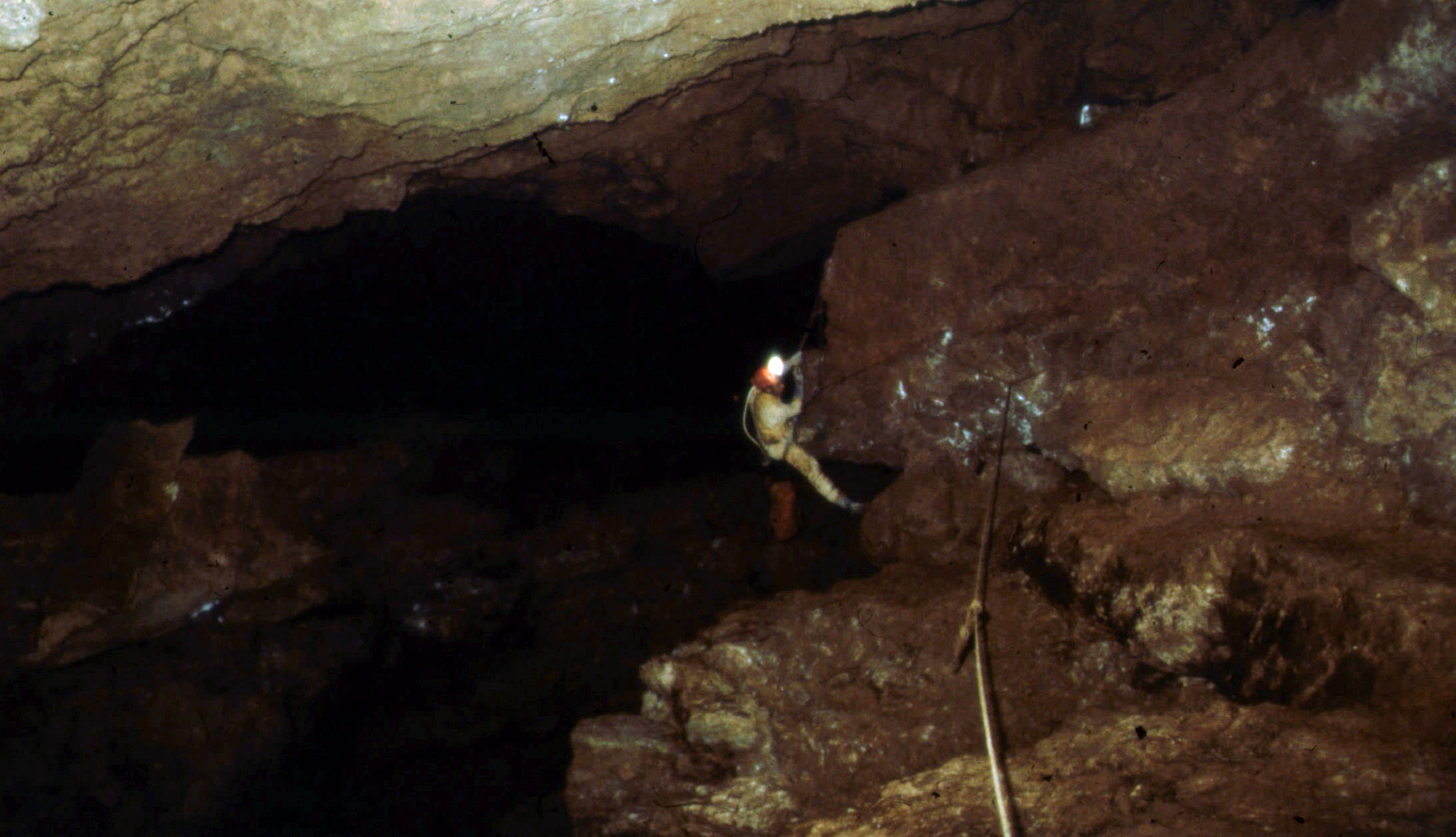
Passage en vire (-530 m) dans les Toboggans du T13 (Torca del Alba).
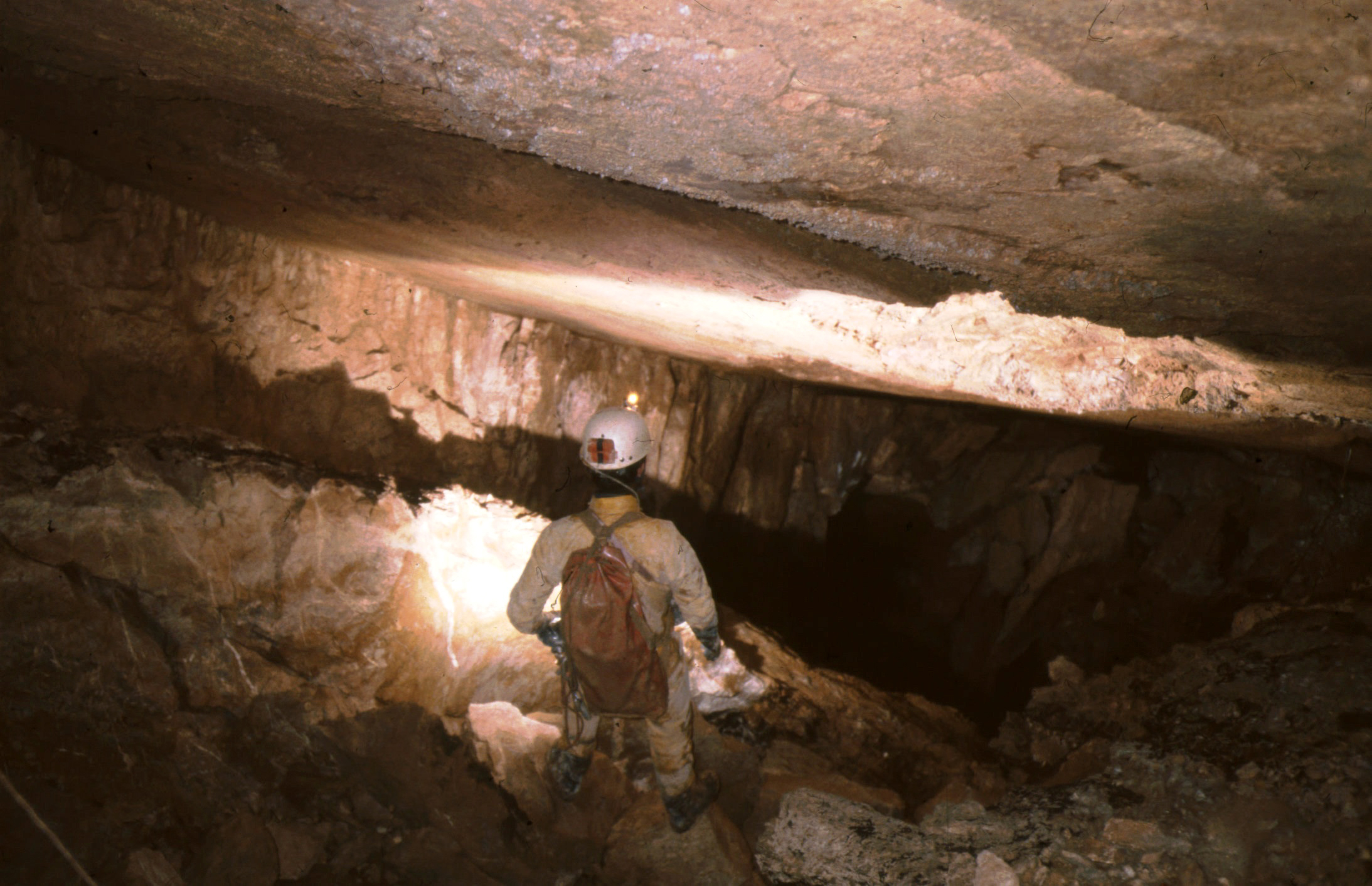
Dans les Toboggans (-510 m) du T13 (Torca del Alba).
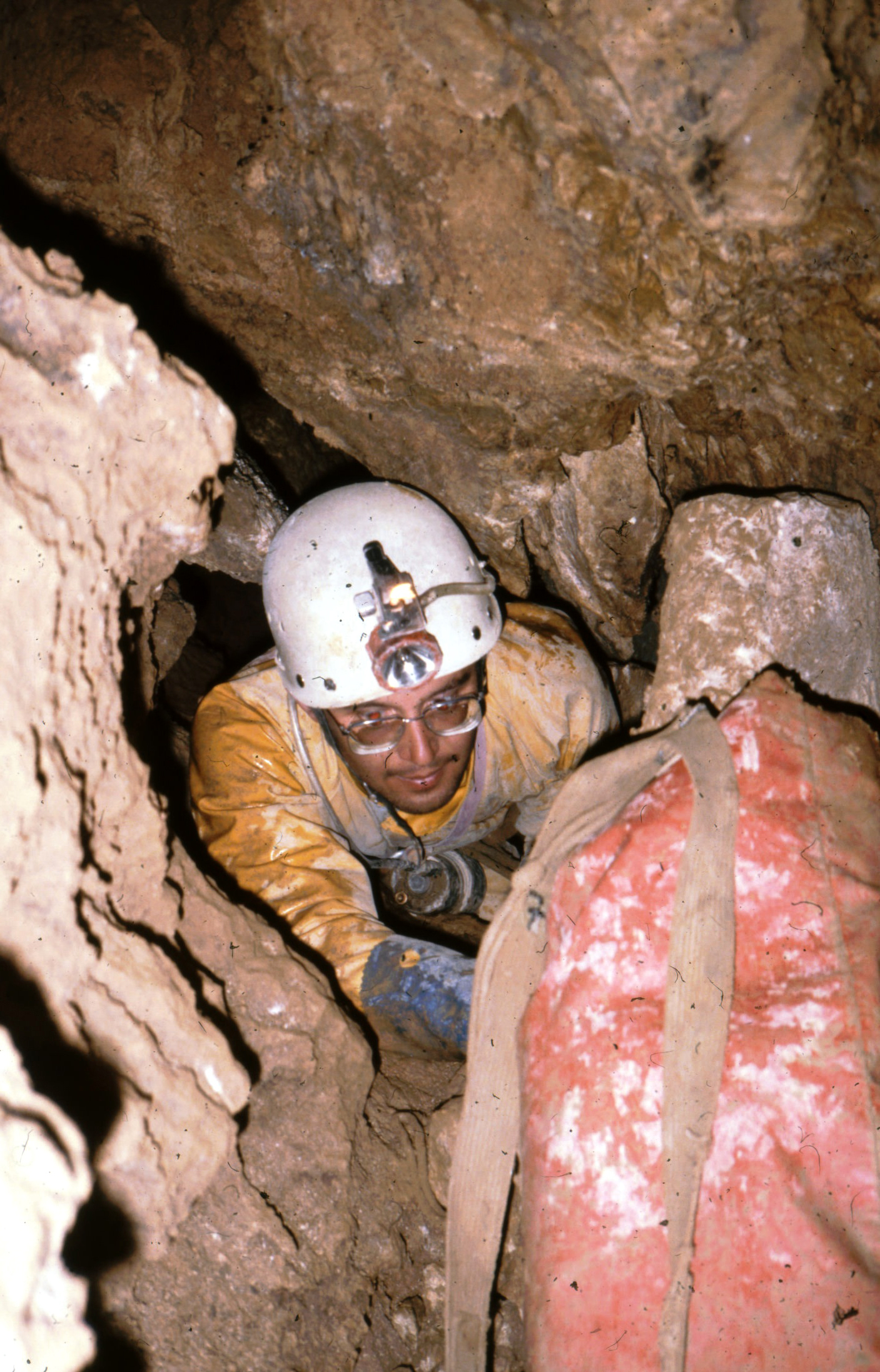
Bernard Vidal dans le Gicleur à -573 m (T13).
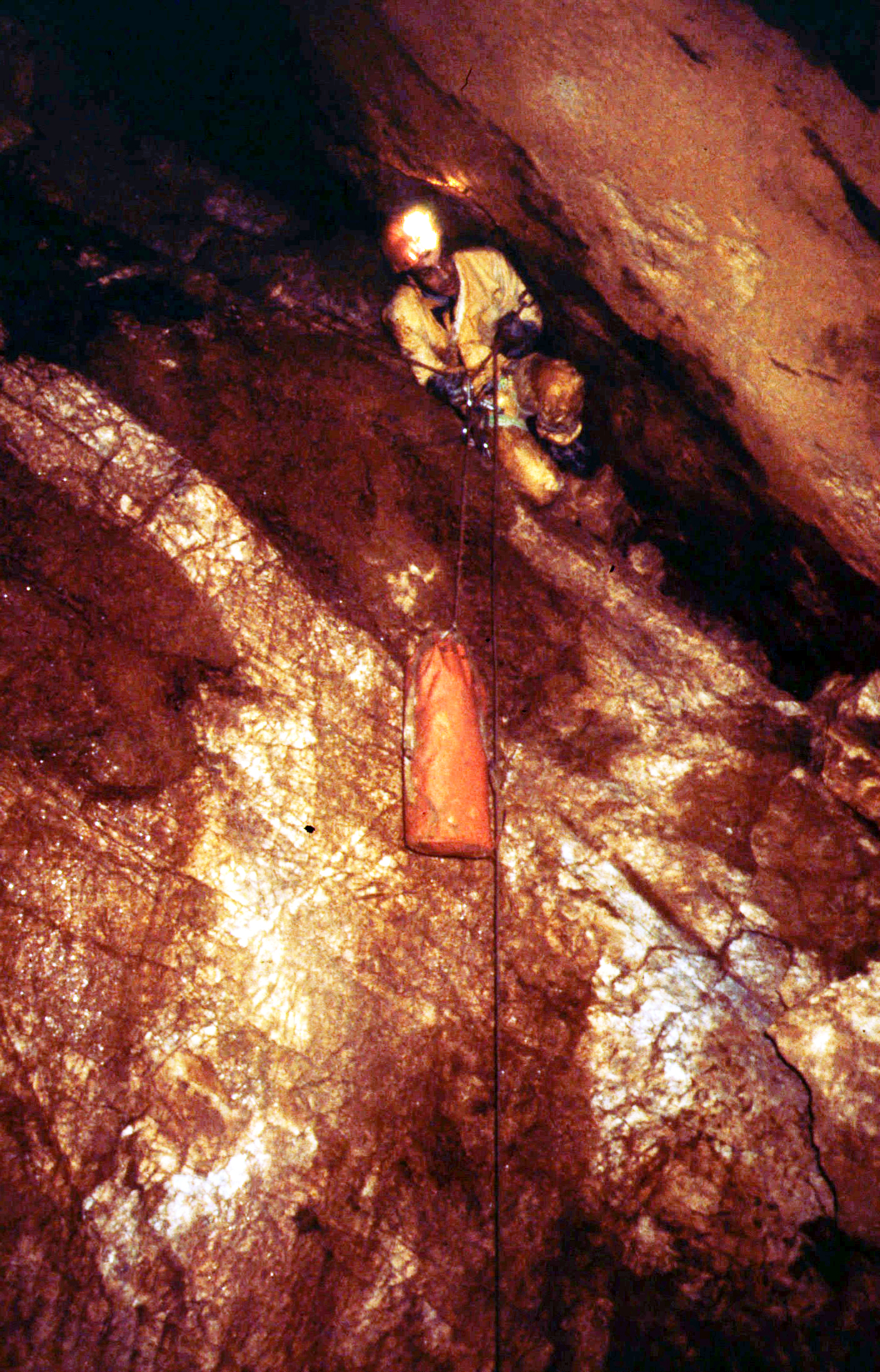
Sortie du Gicleur à -573 m (T13).
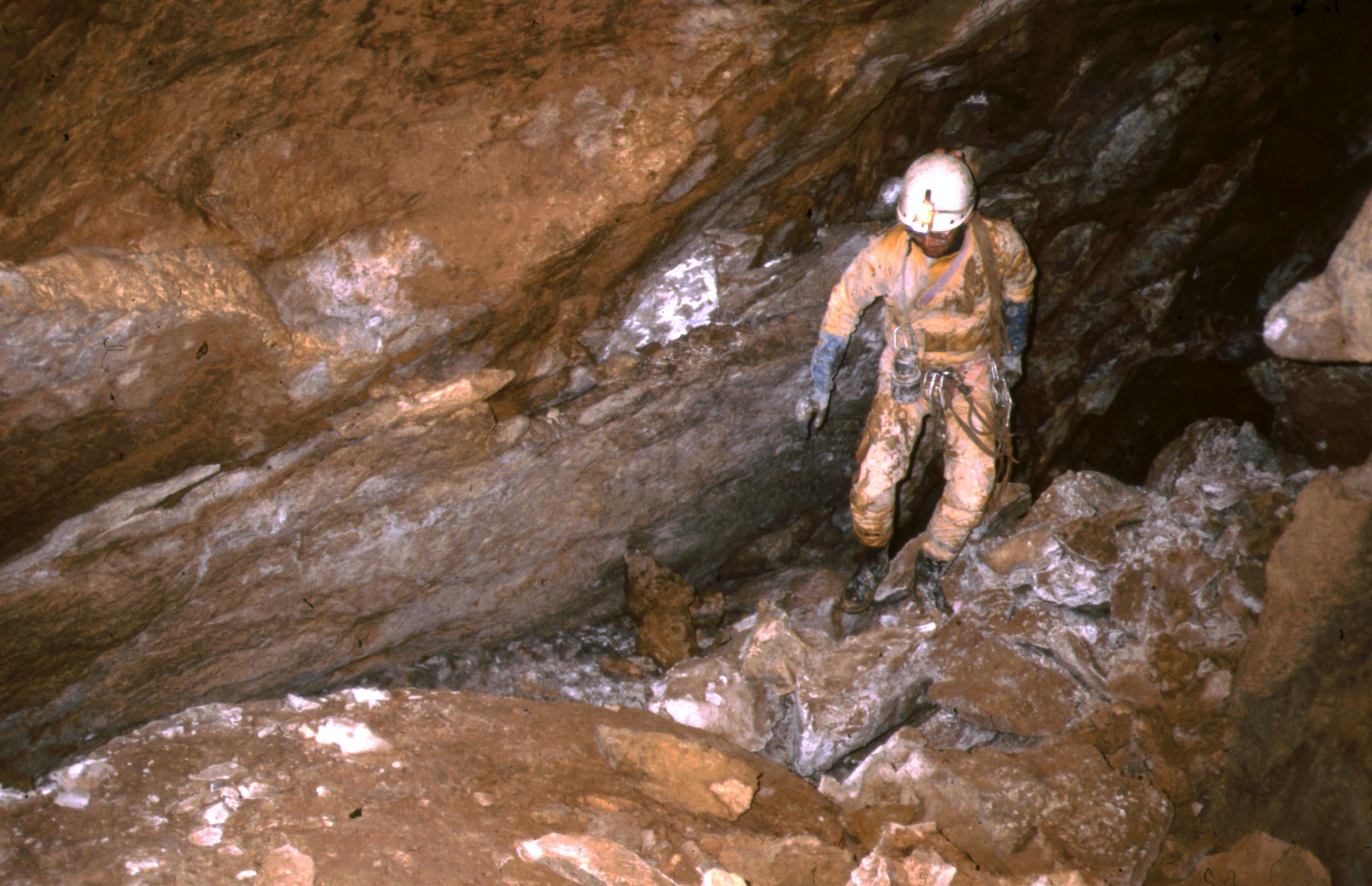
Miroir de faille (chevauchement) dans le T13 (Torca del Alba).

### 1988
Participants : Patrice Berton, Jean-Yves Bigot, Joan Erra, Bruno Fromento, Arlette et Laurent Garcia, Anne-Marie et Pat Genuite, Gilles Jovet, Bruno Schlosser, Bernard Tourte, Bernard Vidal & Alain Wadel (d'après le rapport d'expédition 1988 adressé à la commission des relations et expéditions internationales de la FFS - CREI).
Les spéléologues de Valence ne sont pas là, car ils ont préféré explorer un autre secteur. La durée du camp est réduite à trois semaines et ne compte que six participants du Spéléo-club de la Seine (S. C. S.) renforcés par des spéléologues venus principalement du sud de la France. La suite de la Nouvelle branche de la Torca de la Laureola (T10) est explorée à partir de l'entrée du T13, situé 70 m plus bas que le T10 et qui présente des conduits nettement plus larges et donc plus faciles à parcourir.
Les profondeurs atteintes dans cette Nouvelle branche nécessitent des moyens logistiques, un bivouac est installé vers - 755 m. La suite est un long méandre entrecoupé de puits : le profil en long ne présente pas une pente importante. Le méandre Schéhérazade présente parfois des passages étroits qui nécessitent d'expirer pour réduire le volume de la cage thoracique. La fin du méandre se situe à -1043 m au sommet du puits Aladin (P82). Le point extrême atteint lors de l'expédition se trouve à la cote -1125 m toujours au sommet d'un puits : il ne s'agit pas encore du fond du gouffre.
En marge des explorations dans le système souterrain du Travé, une prospection improbable dans les parois verticales des Cuetos del Trave permet de découvrir l'entrée d'une cavité (T31) explorée jusqu'à -410 m (SCS, 1988).

Année 1988
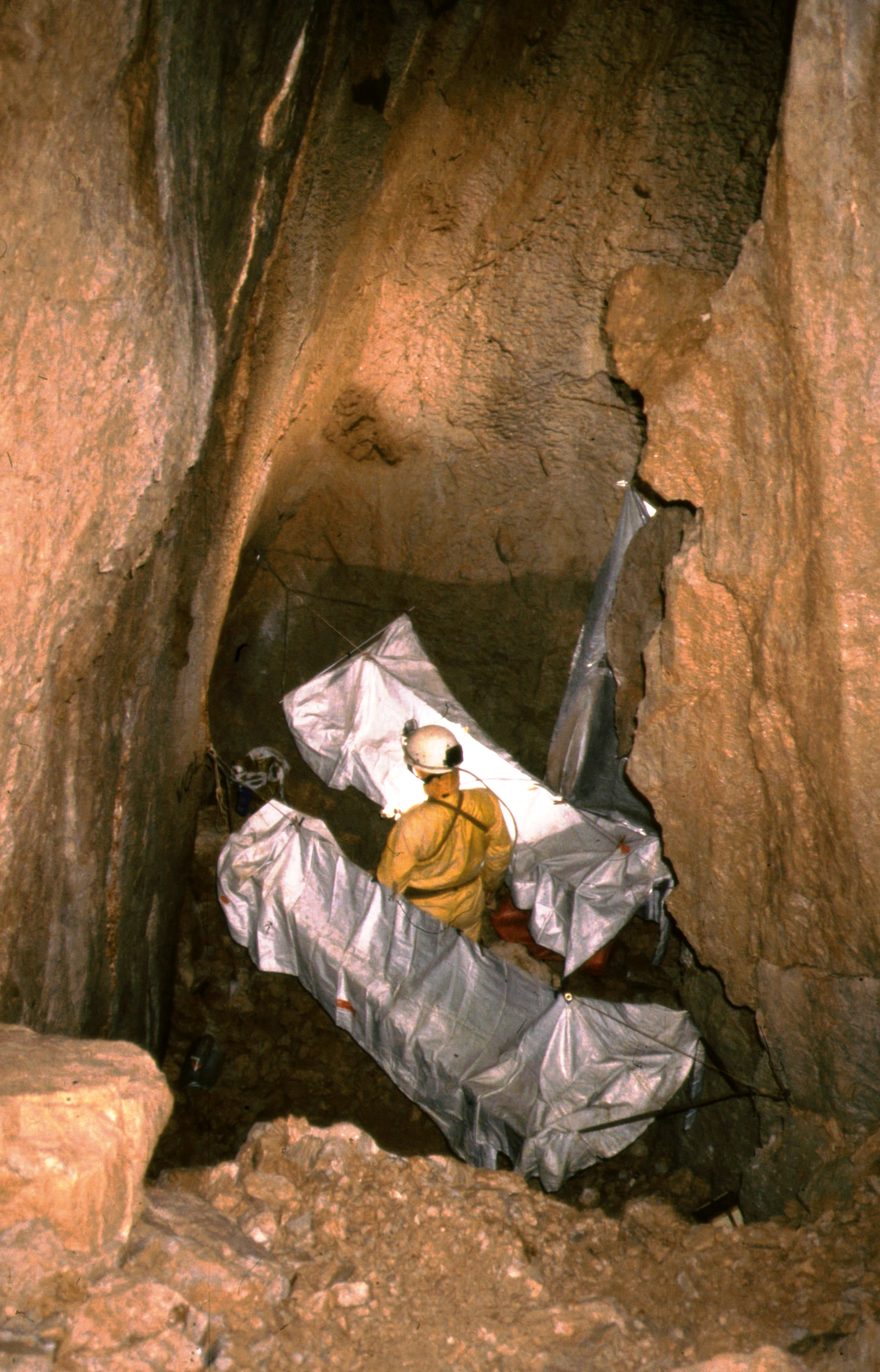
Hamacs chauffants vers -755 m dans la Nouvelle branche du T10.
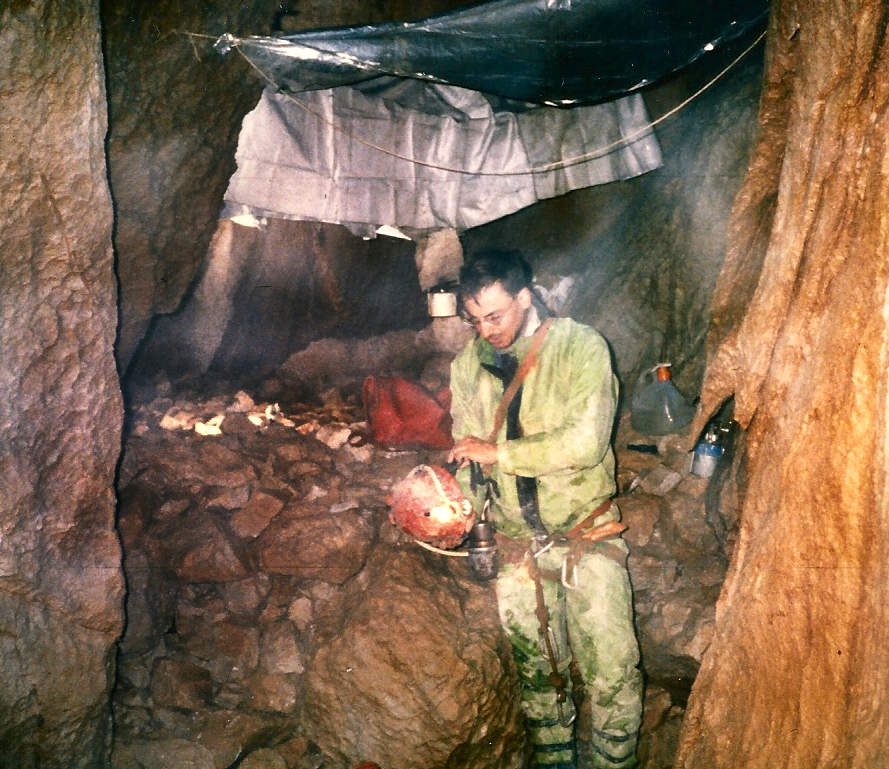
Jean-Yves Bigot au bivouac (-755 m) dans la Nouvelle branche du T10.
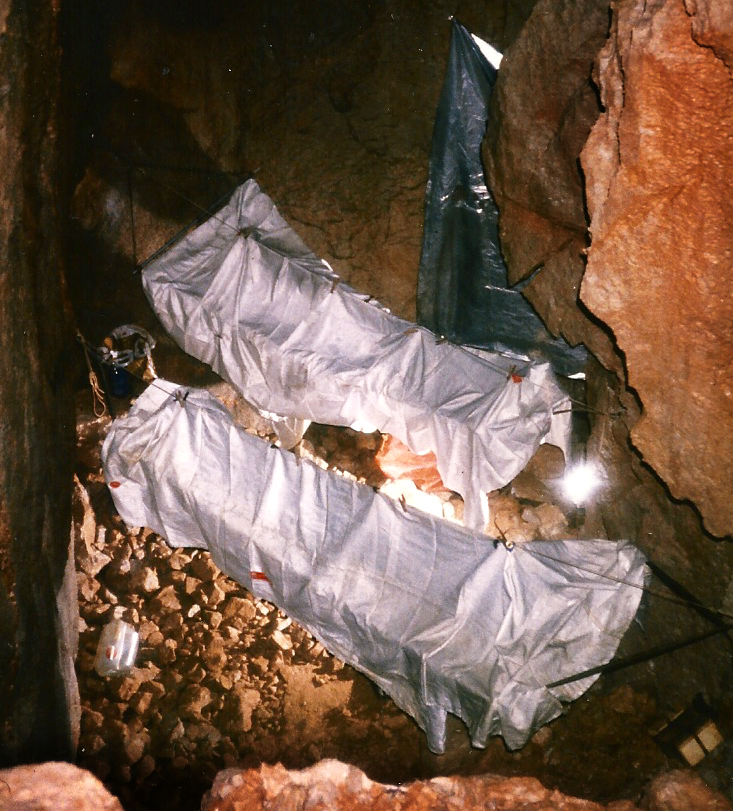
Les deux hamacs chauffants du bivouac de -755 m dans la Nouvelle branche du T10.
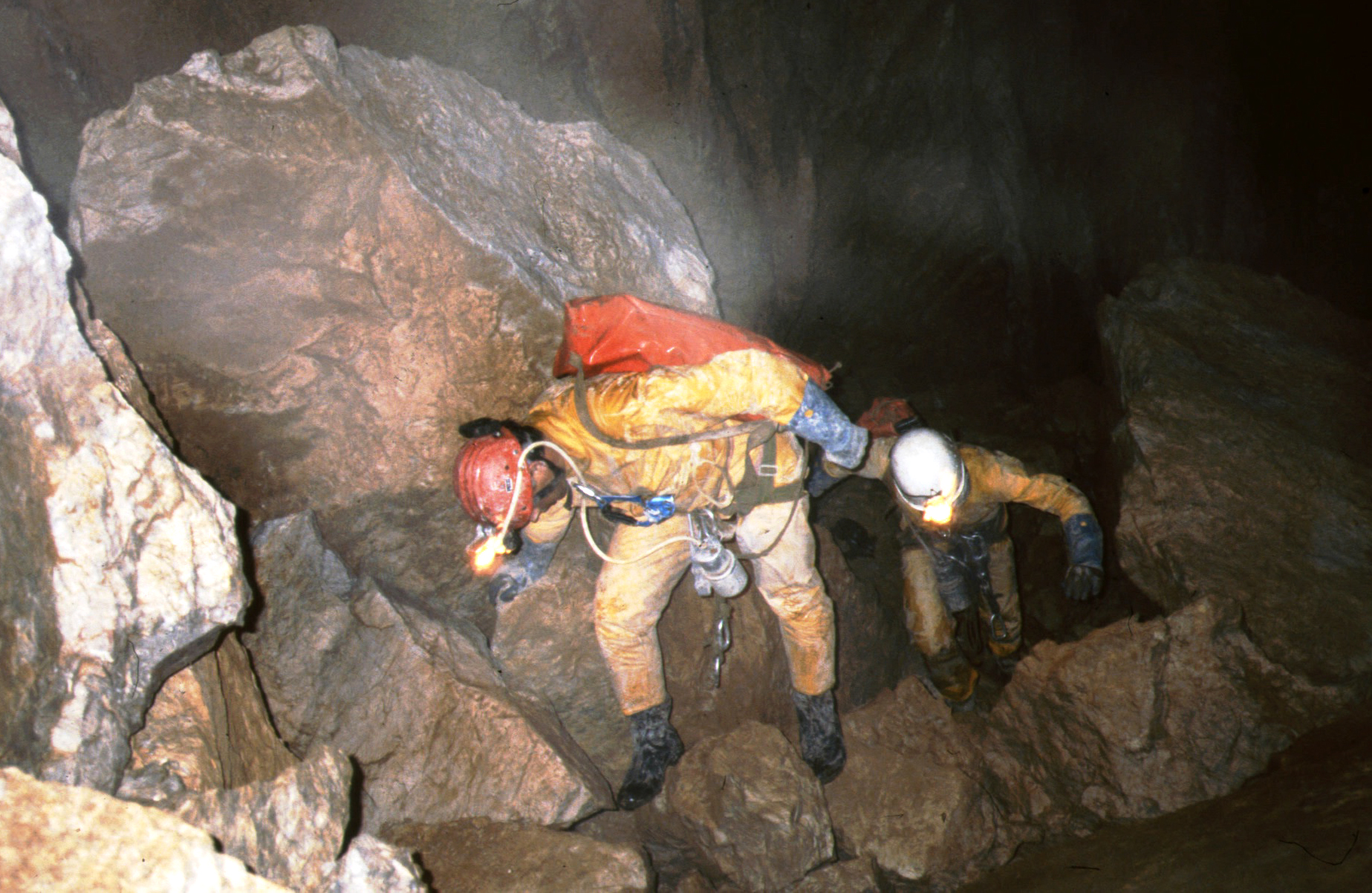
Progression dans la salle des Zéphyrs (-400 m) dans le T13.
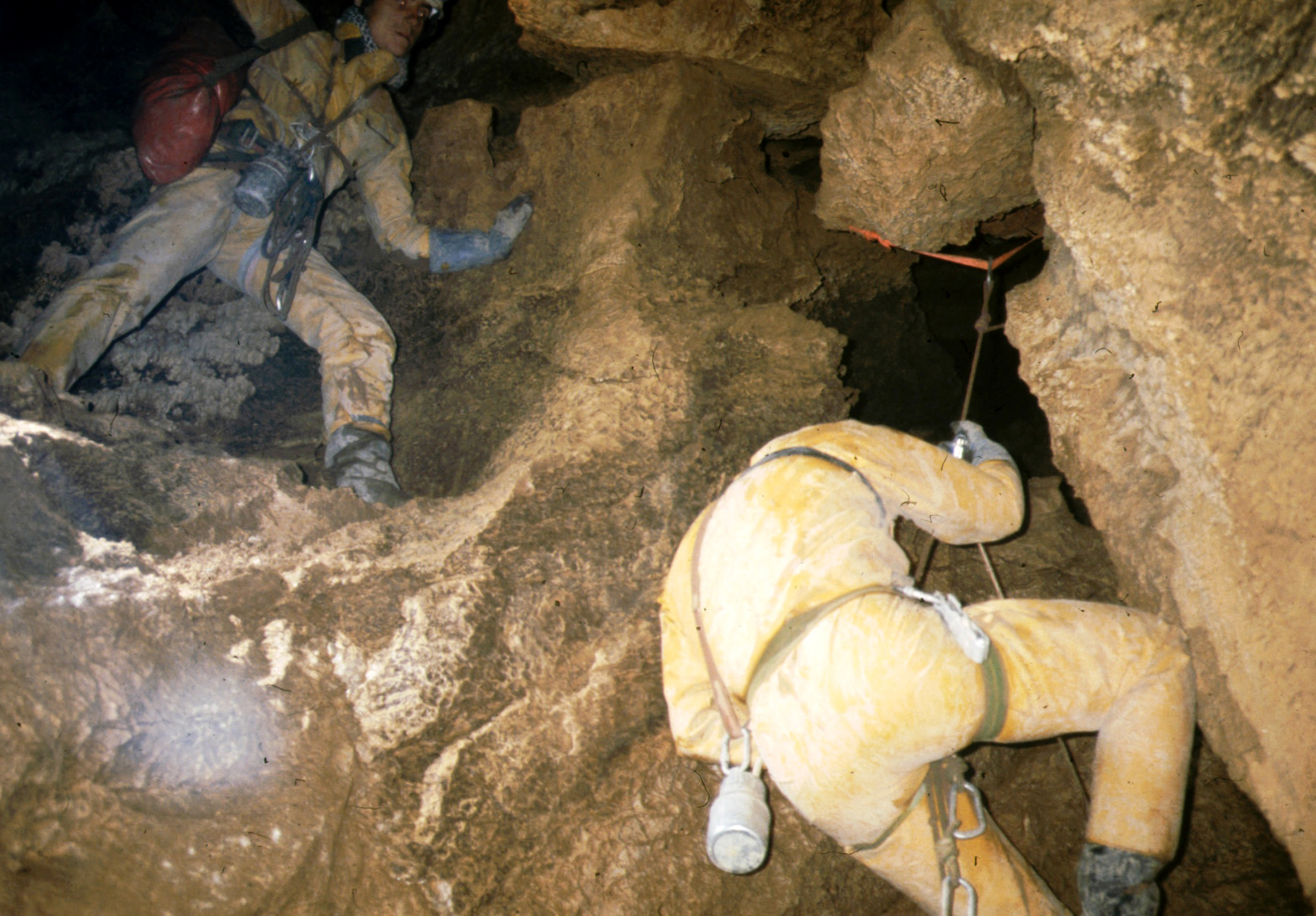
Jonction T10-T13 près de la salle des Zéphyrs vers -400 m (T13). De gauche à droite, Bernard Tourte et Bruno Schlosser.
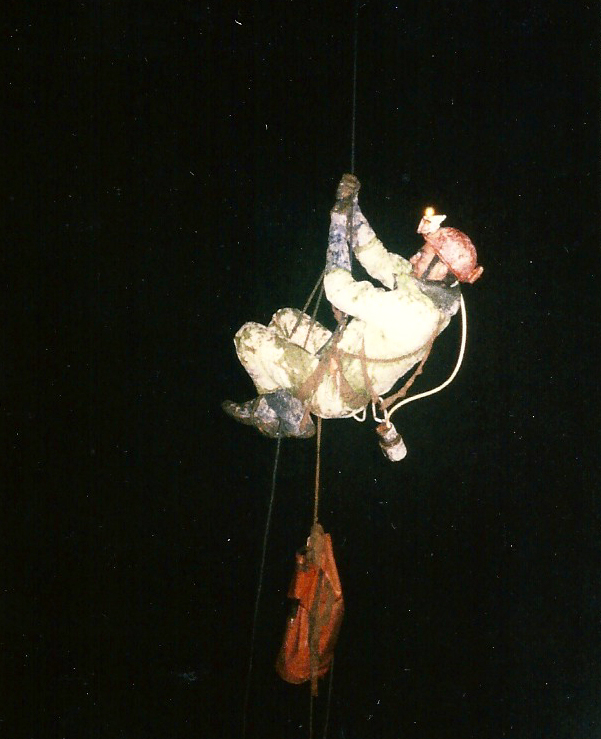
Remontée sur corde depuis la salle des Zéphyrs (-400 m) dans le T13.

### 1989
Participants : Christophe Aubert, Jacques Avenel, Jean-Louis Bosc, Joan Erra, Jean-François Frette, Bruno Fromento, Anne-Marie et Pat Genuite, Alain Henry, Jean-Marc Honiat, Gilles Jovet, Laurent Kruszick, Laurent Moine, Magali Pataine, Bruno Schlosser, Bernard Tourte, Bernard Vidal, Jean-Pierre Villegas, Alain & Arlette Wadel (d'après le rapport d'expédition 1989 adressé à la commission des relations et expéditions internationales de la FFS - CREI).
Depuis 1982, la zone du Travé fait l'objet chaque année d'investigations poussées ; l'année 1989 apparaît comme la récompense des années précédentes. Le but des recherches n'est pas de descendre des puits profonds, mais d'atteindre un collecteur souterrain alimentant la puissante source du Farfau de la Viña dans les gorges du Cares. Plus de 4000 m de puits ont été explorés dans le système du Travé, avant de trouver un accès à une rivière souterraine impétueuse à plus de 1400 m de profondeur. Pour l'occasion, le fond de la cavité est visité plusieurs fois ; non pas pour découvrir une suite, car un siphon à -1441 m de profondeur ne laisse guère de doute sur le terminus, mais pour le plaisir de parcourir la rivière tant recherchée. Ainsi, quatorze participants sur vingt et un peuvent la parcourir.
Les parois rocheuses ne sont parfois plus visibles dans les puits qui traversent des accumulations de remplissages érodées par les écoulements d'eau. La base du puits du « Congloméga » (P82) est surcreusé de 25 m dans des remplissages. Au fond, un passage, quasi-siphonnant, à -1287 m, laisse passer un violent courant d'air. Derrière, un nouveau puits de 82 m (dit « Fracaméla ») débouche sur un autre puits de 38 m entièrement creusé dans les conglomérats. Puis, un bruit de rivière rompt le silence et annonce la présence d'un cours d'eau souterrain. Effectivement, il s'agit du collecteur de la zone du Travé d'un débit estimé de 150 l/s. Les parois de ce collecteur sont complètement noires et attestent de mises en charge. Le tronçon de rivière exploré est court et prend fin devant sur un siphon dit « le Terminator » à la cote de -1441 m. En 1989, le système du Travé, d'un développement de 9167 m, devient le gouffre le plus profond d'Espagne.
L'amont de la rivière est également exploré sur environ 400 m, mais une imposante trémie interdit d'aller plus avant.
Enfin, l'exploration du gouffre T31 est poursuivie jusqu'à -570 m où un passage trop étroit constitue le fond de la cavité (SCS, 1989).

Année 1989
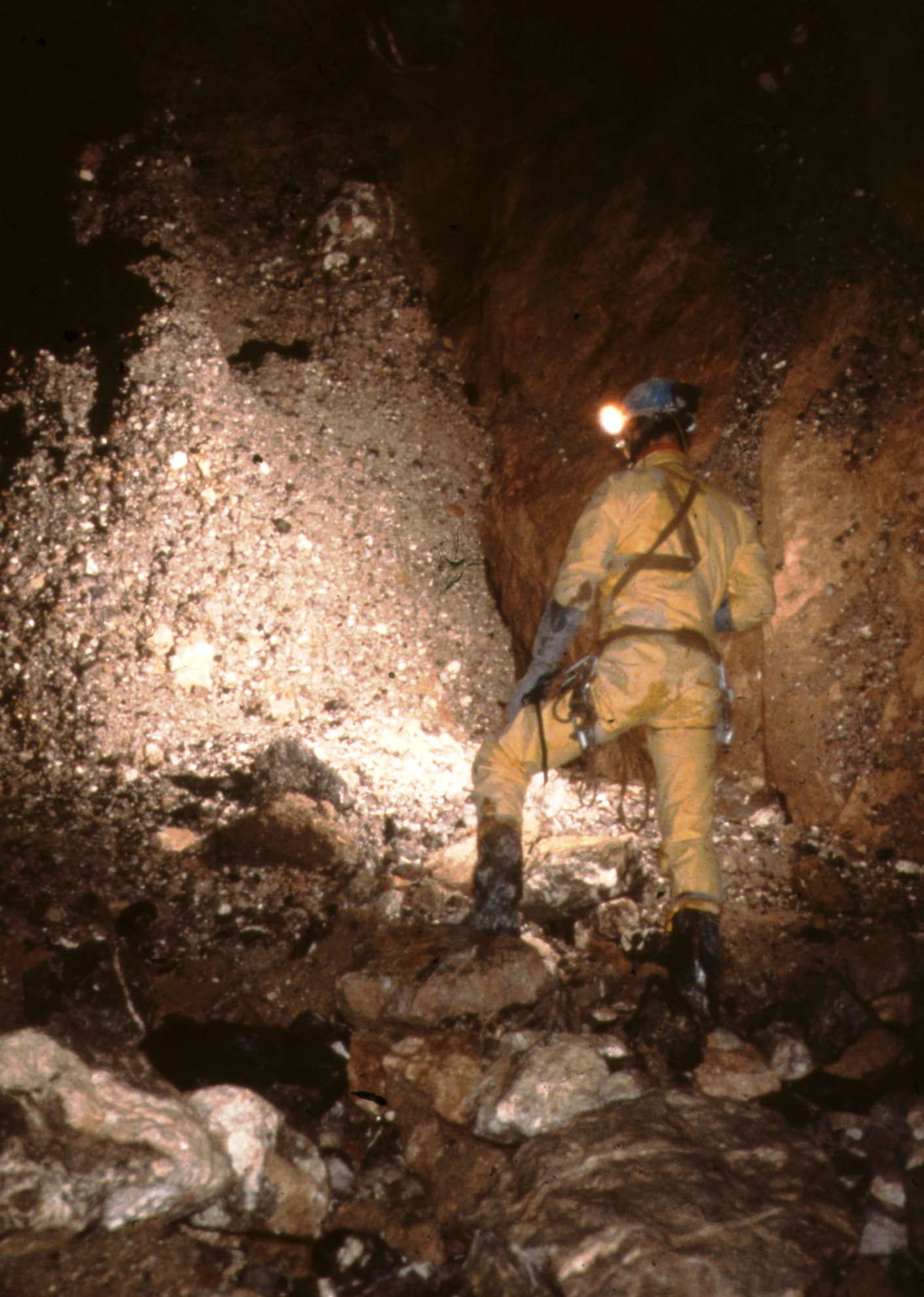
Base de puits creusé dans des conglomérats (T10).
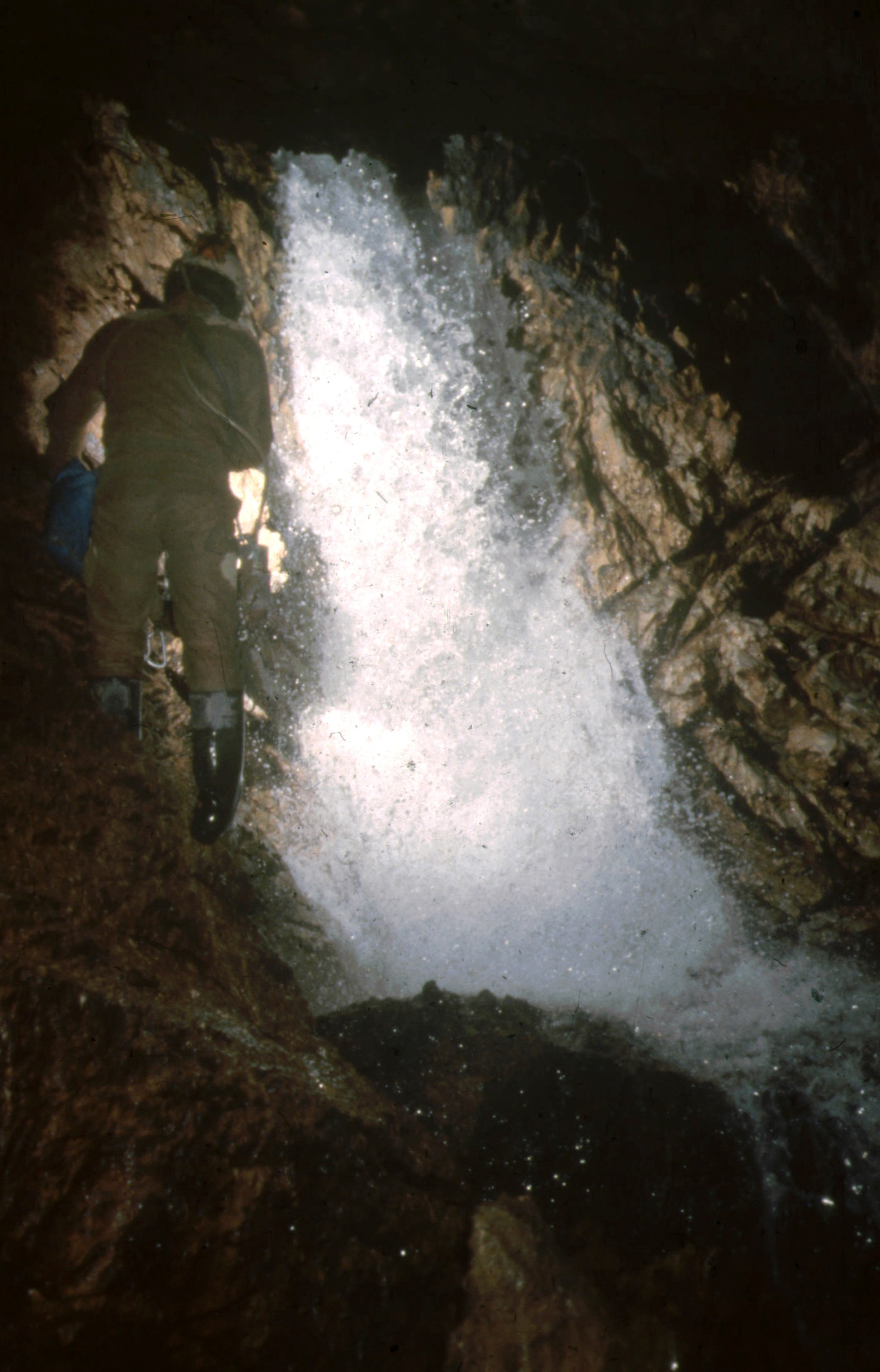
Cascade dans le collecteur à -1420 m (T10).
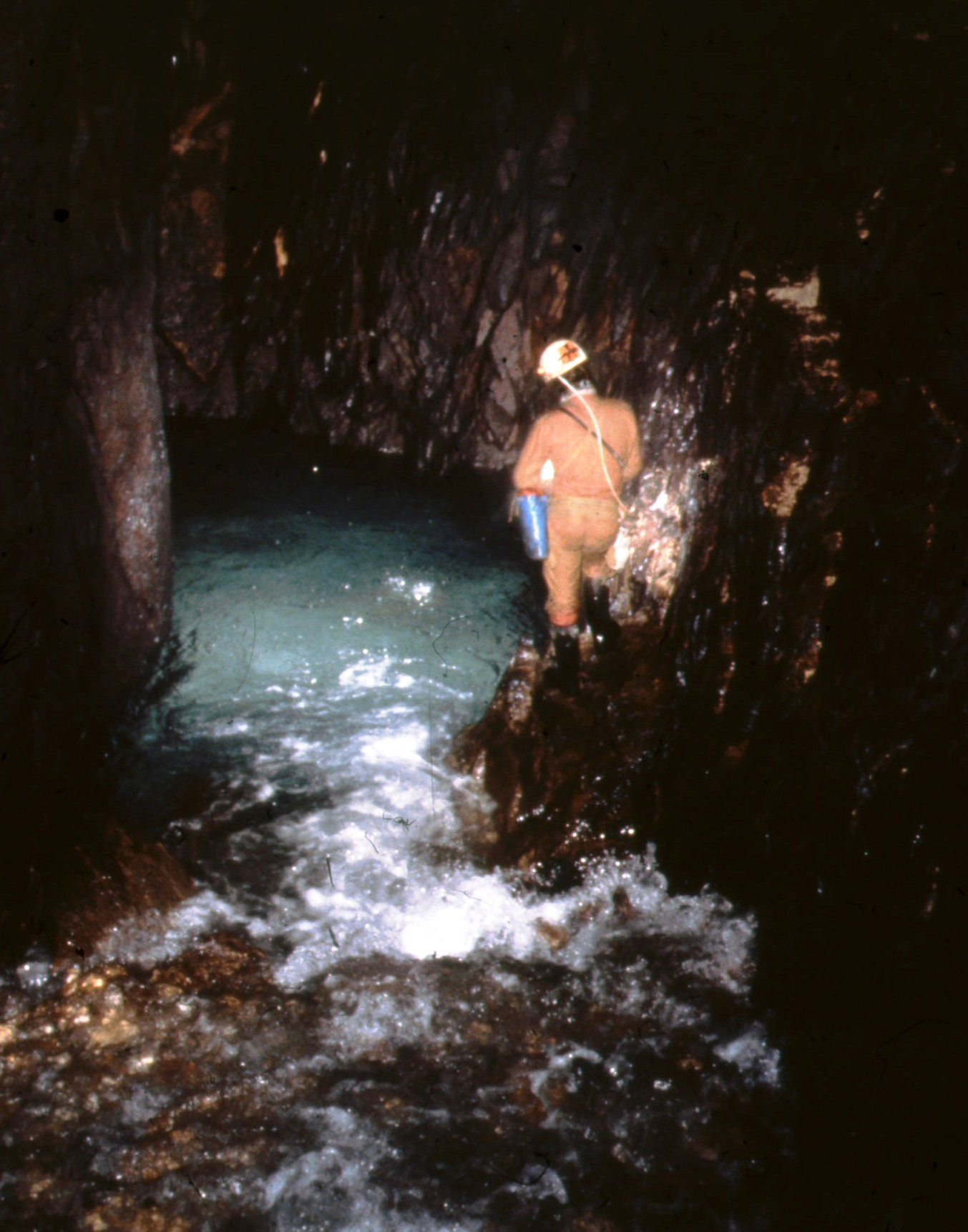
Siphon dit Le Terminator à -1441 (T10).
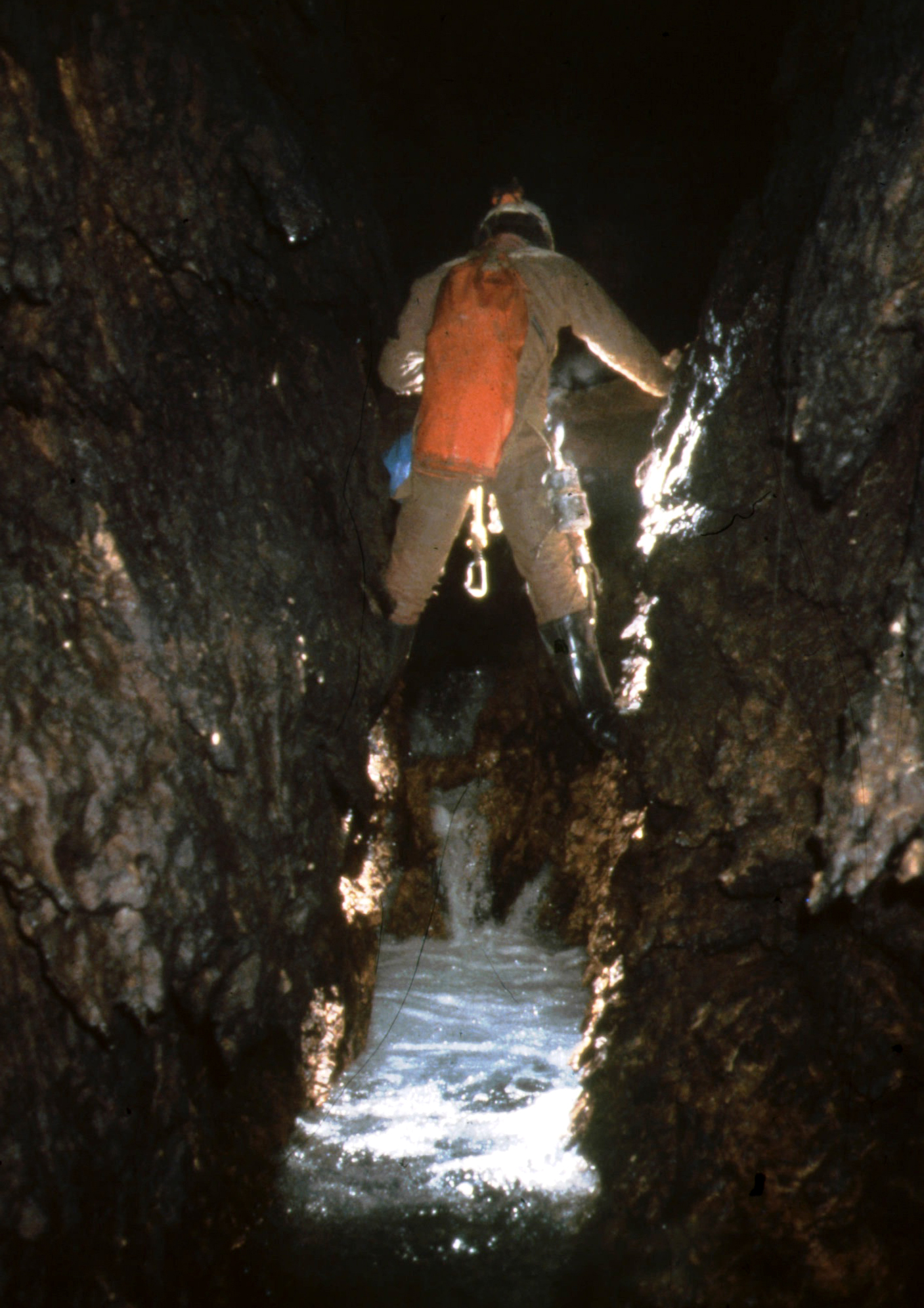
Rivière souterraine (T10).

## Classement et protection
Le 13 mars 2003, le système du Travé, dont les trois entrées s'ouvrent dans le Parc national des pics d'Europe, est déclaré « monument naturel » par les autorités culturelles du Gouvernement de la principauté des Asturies, décret 20/2003.

## Tableau récapitulatif
| Abrév. | Cavité               | Altitude | Cotes atteintes par années                                                        | Coordonnées (WGS 84)        | Développe. (mètres) | Dénivel. (mètres)   | Années des explorations | Mise à jour |
| ------ | -------------------- | -------- | --------------------------------------------------------------------------------- | --------------------------- | ------------------- | ------------------- | ----------------------- | ----------- |
| T 2    | Torca del Trave      | 1 917 m  | -160 (1982), -830 (1983), -1205 (1984), -1256 (1985)                              | 43° 13′ 16″ N, 4° 51′ 29″ O | +002 685, m         | +1 256, m (en 1985) | de 1982 à 1985          | 1985-08     |
| T 10   | Torca de la Laureola | 2 042 m  | -490 (1986), -769 (1987), -1125 (1988), -1441 (1989)                              | 43° 13′ 03″ N, 4° 51′ 23″ O | ? m                 | +1 441, m (en 1989) | de 1984 à 1989          | 1989-08     |
| T 13   | Torca del Alba       | 1 975 m  | -840 (1986), -1042 (1987)                                                         | 43° 13′ 07″ N, 4° 51′ 22″ O | ? m                 | +1 381, m (en 1987) | de 1986 à 1987          | 1987-08     |
|        | Système du Travé     |          | -160 (1982), -830 (1983), -1205 (1984), -1256 (1985), - 1381 (1987), -1441 (1989) |                             | +009 167, m         | +1 441, m           | de 1982 à 1989          | 1989-08     |

## Vidéo
Voir la vidéo Victor Ferrer dans le T13 (en 1987).